# Biserica de lemn din Livada

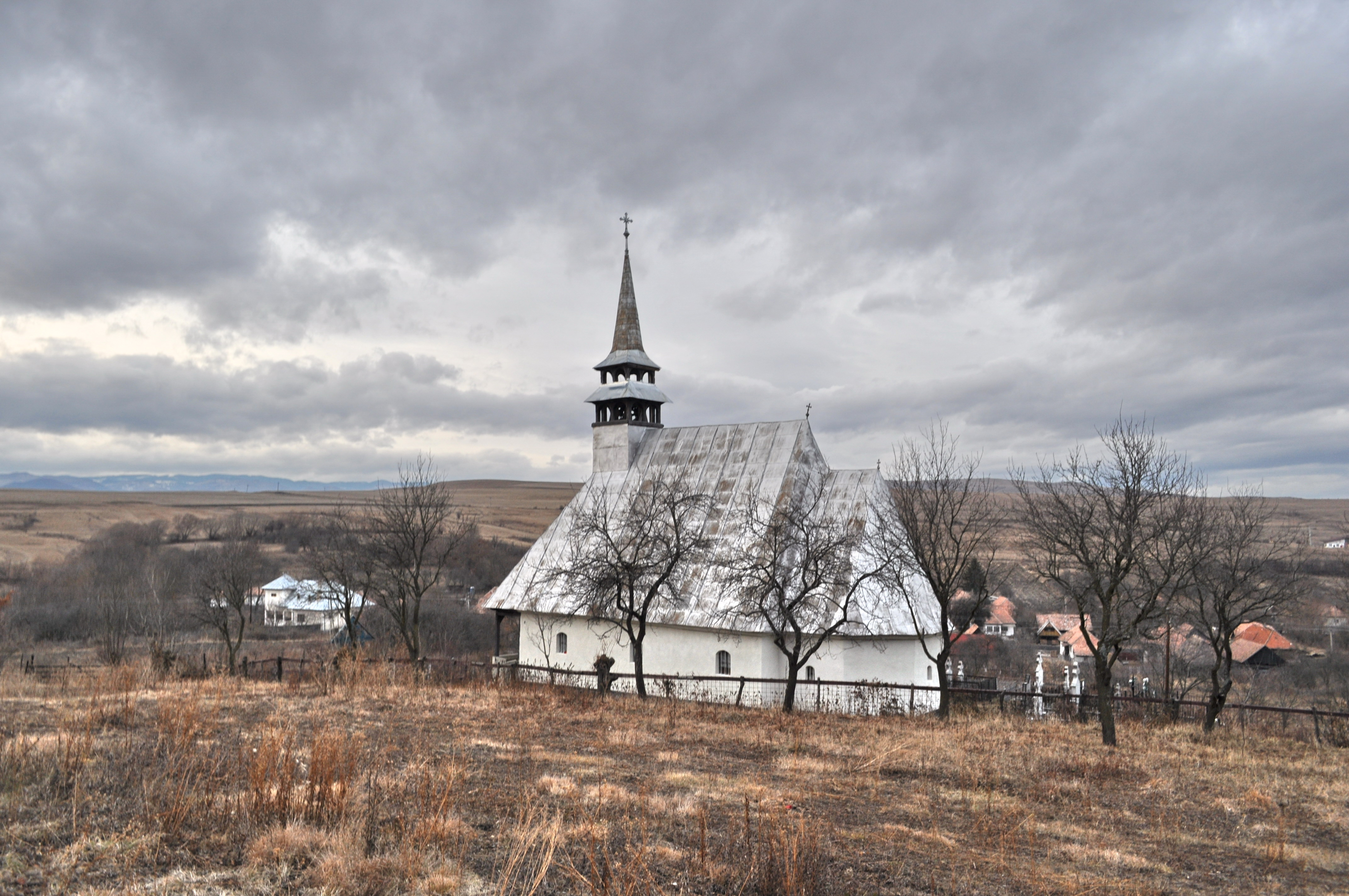
Biserica de lemn „Sfinții Arhangheli Mihail și Gavriil” din Livada, comuna Petreștii de Jos, județul Cluj, foto: decembrie 2011.

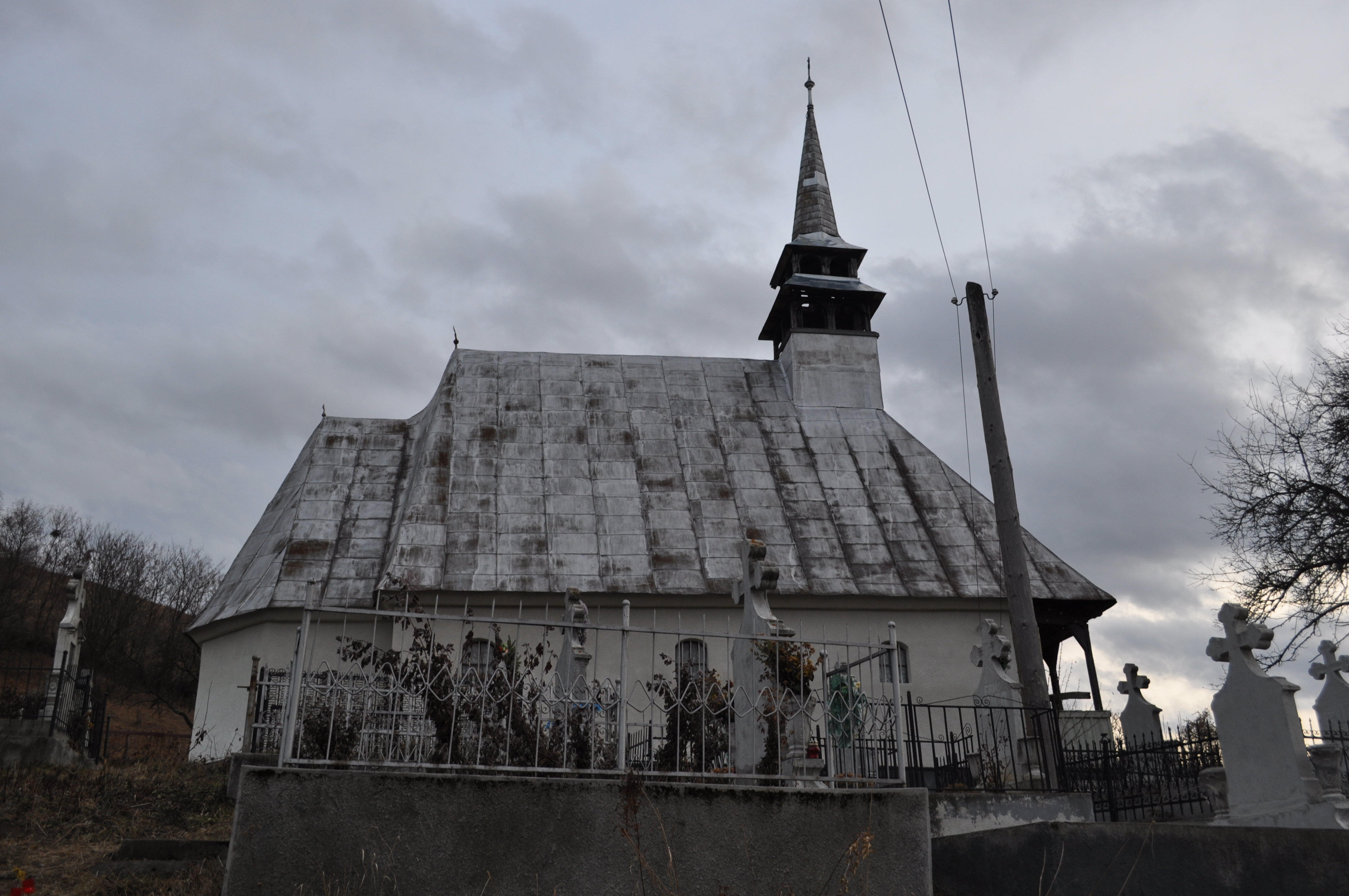
Biserica (nord)

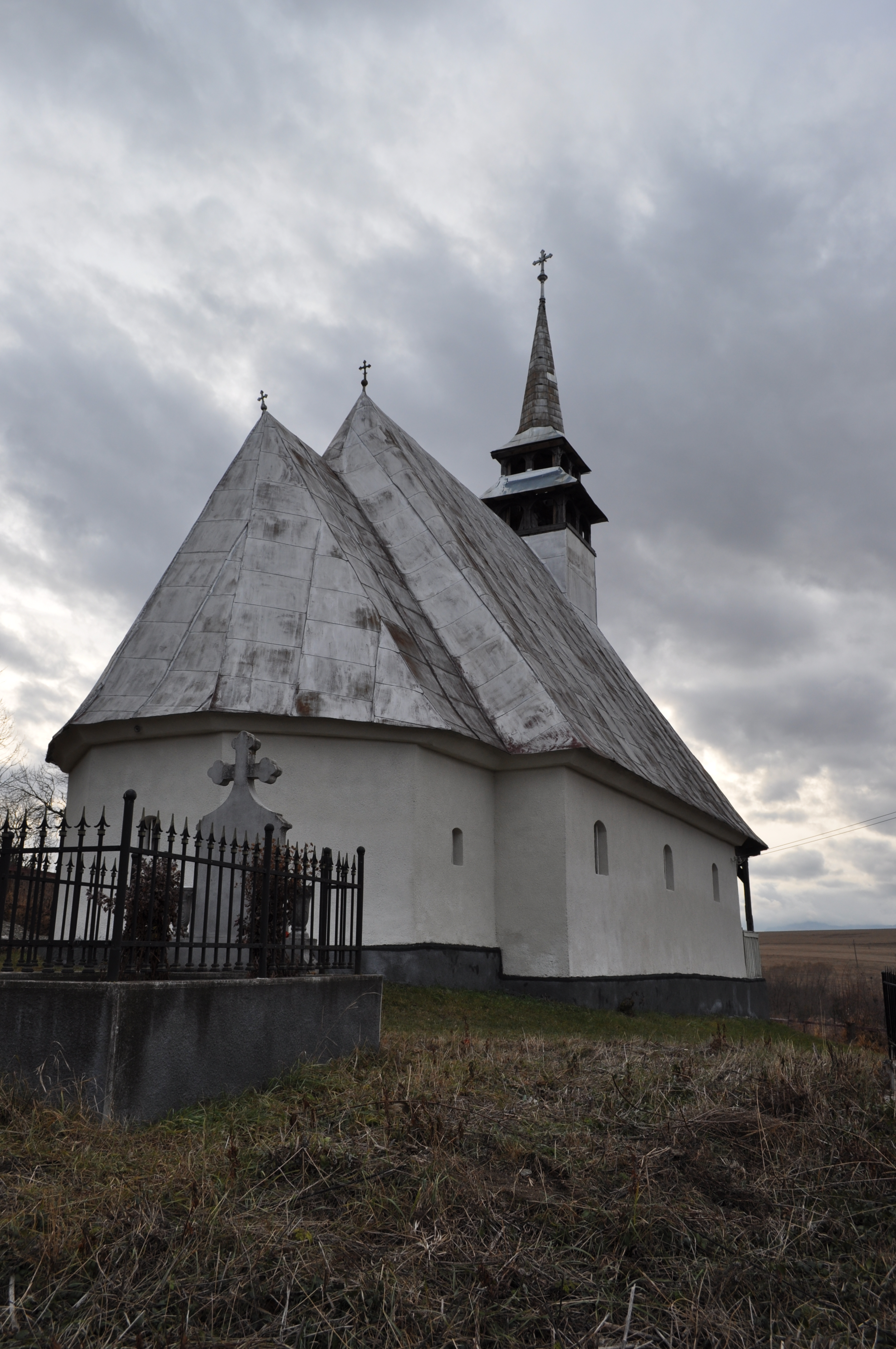
Biserica (nord-est)

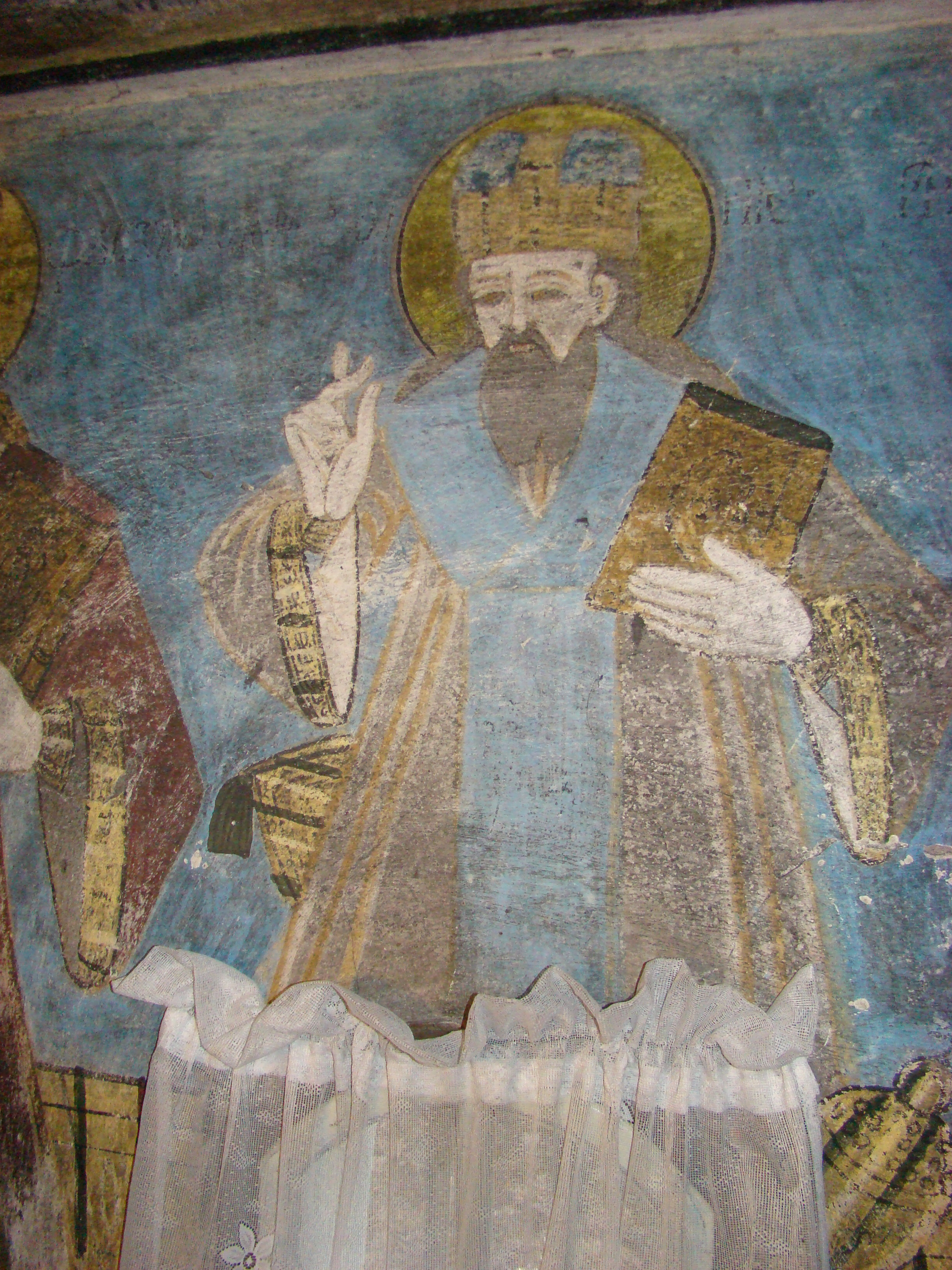
Altar: Sfinții Părinți

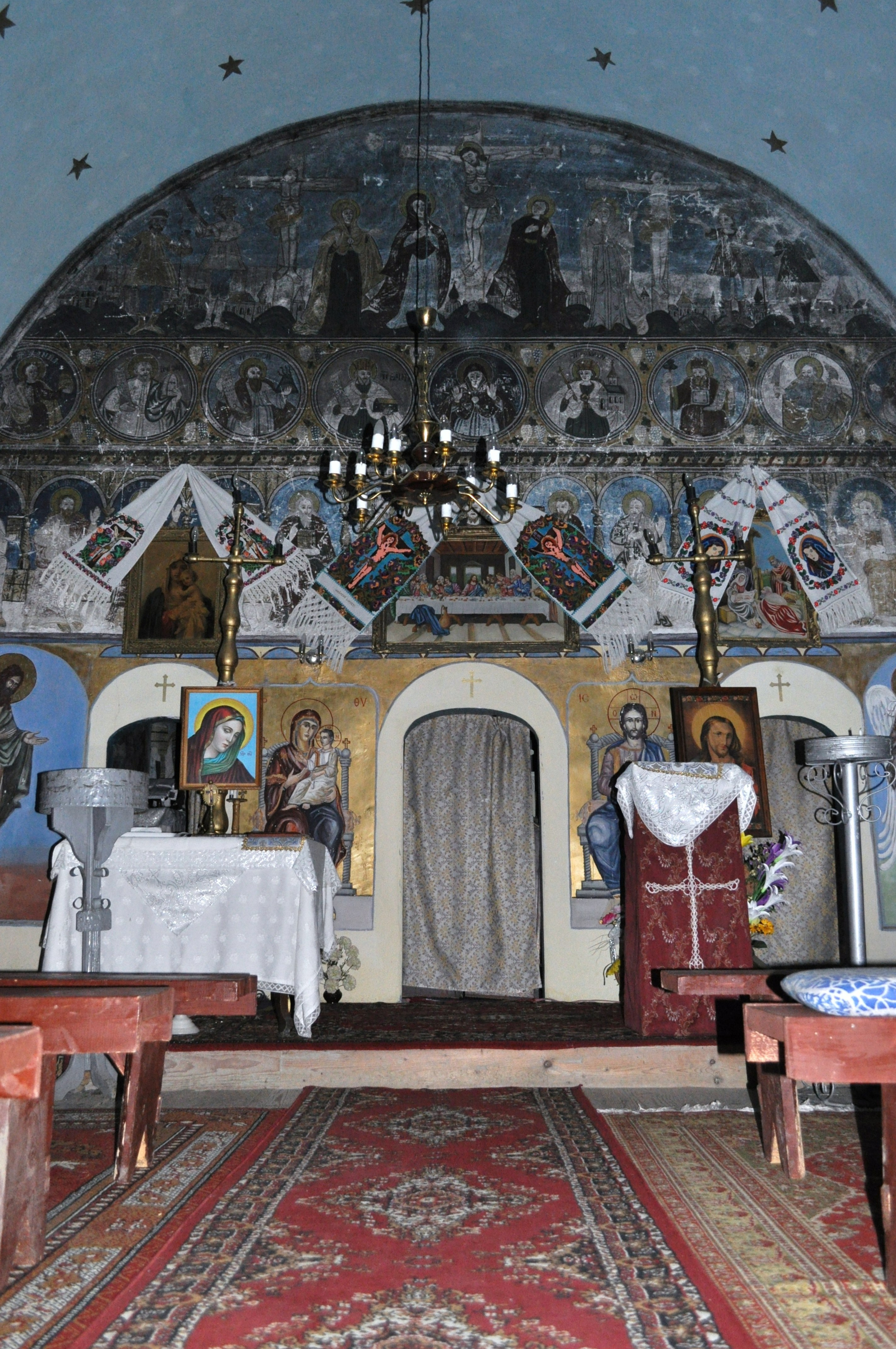
Interiorul navei

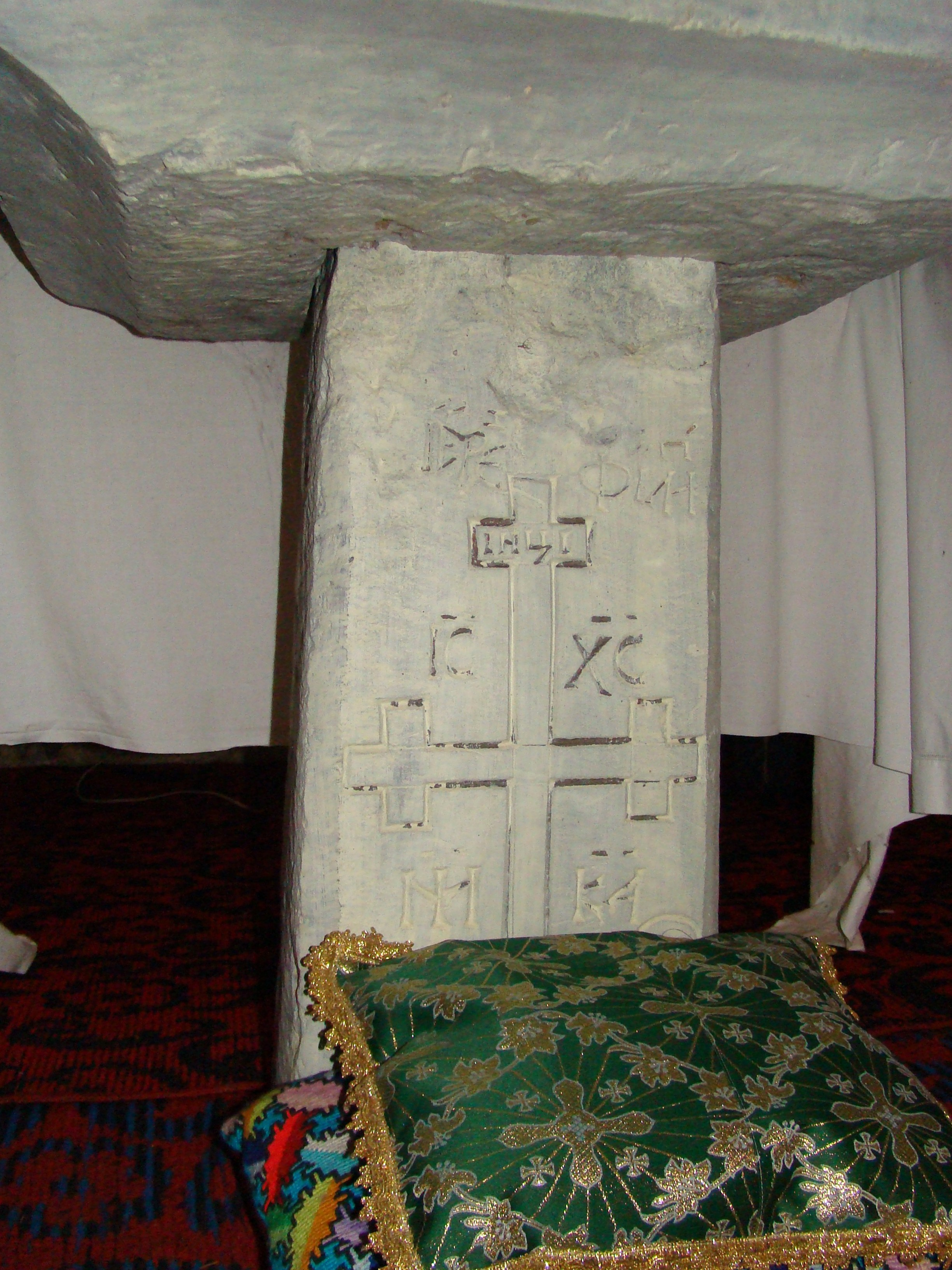
Piciorul mesei altarului

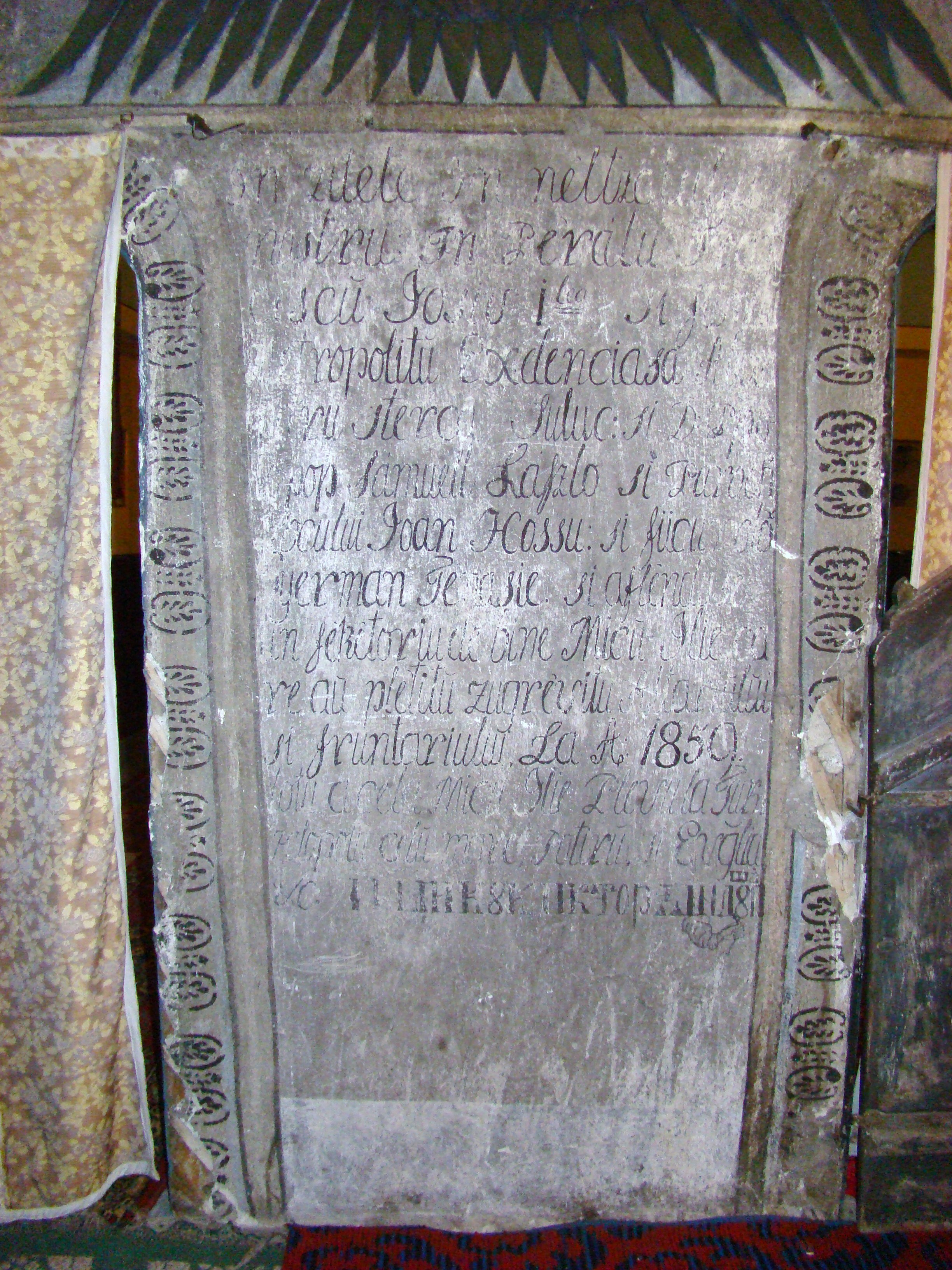
Pisanie

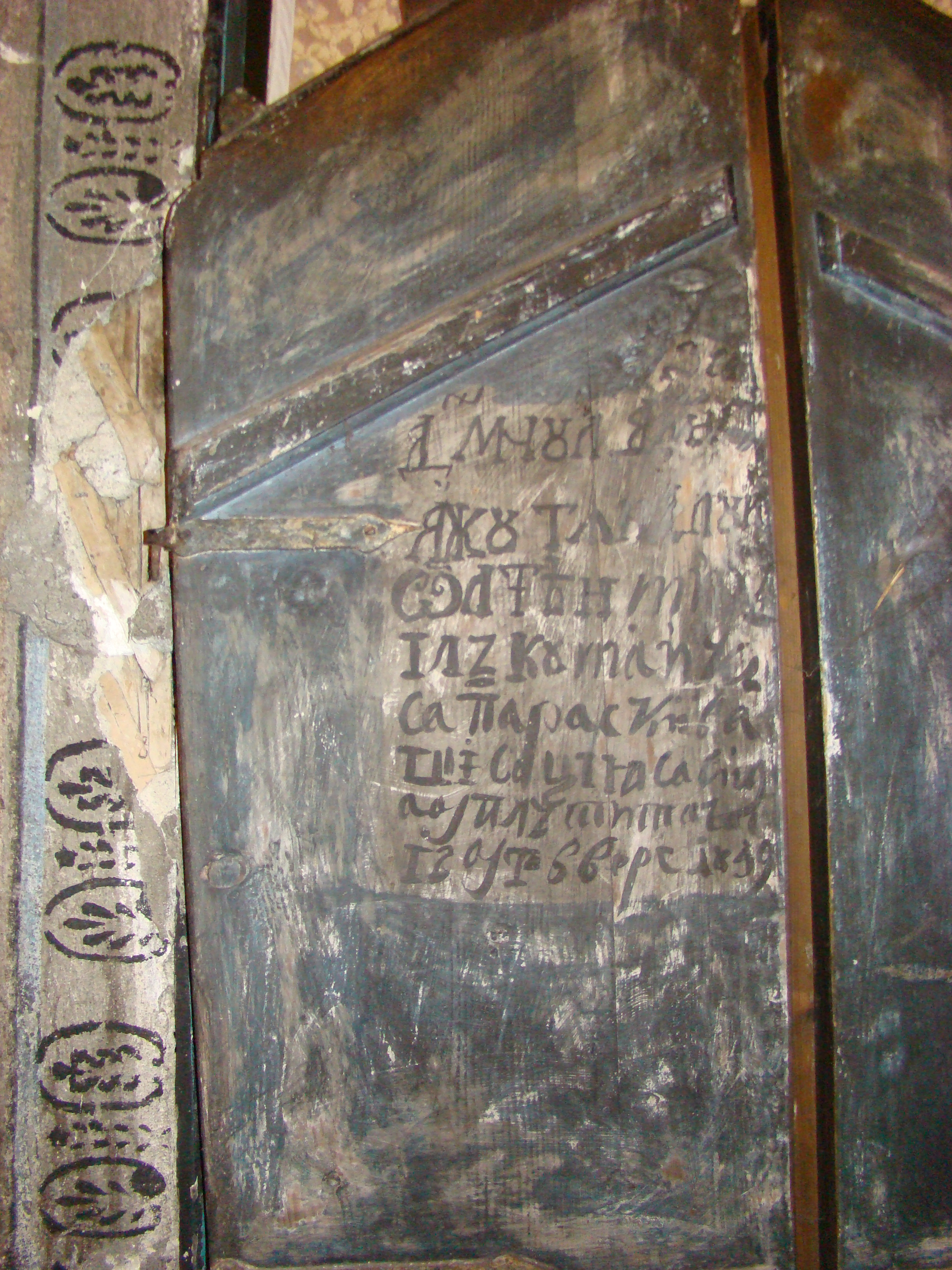
Inscripție pe dosul ușilor împărătești

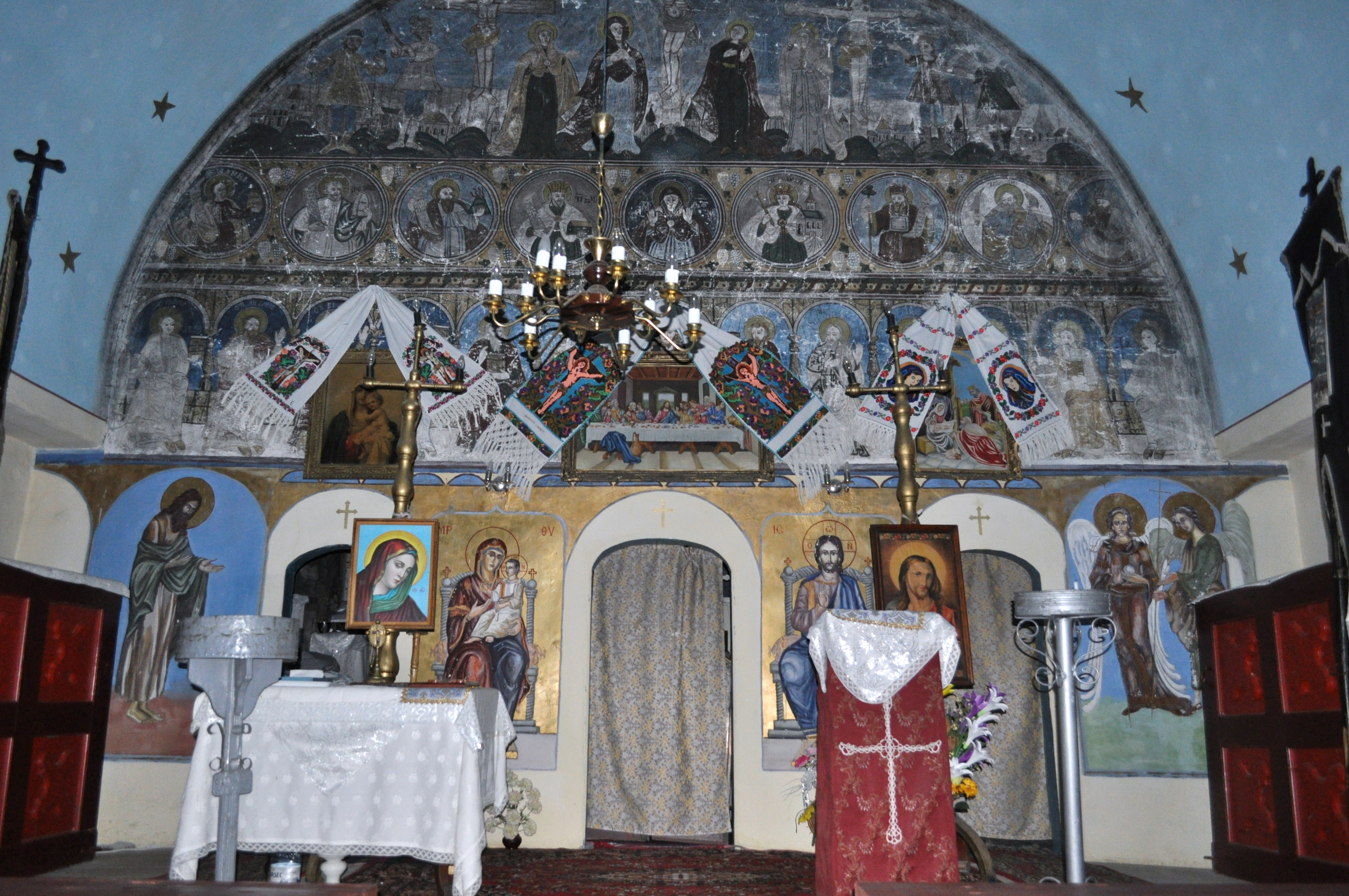
Iconostasul

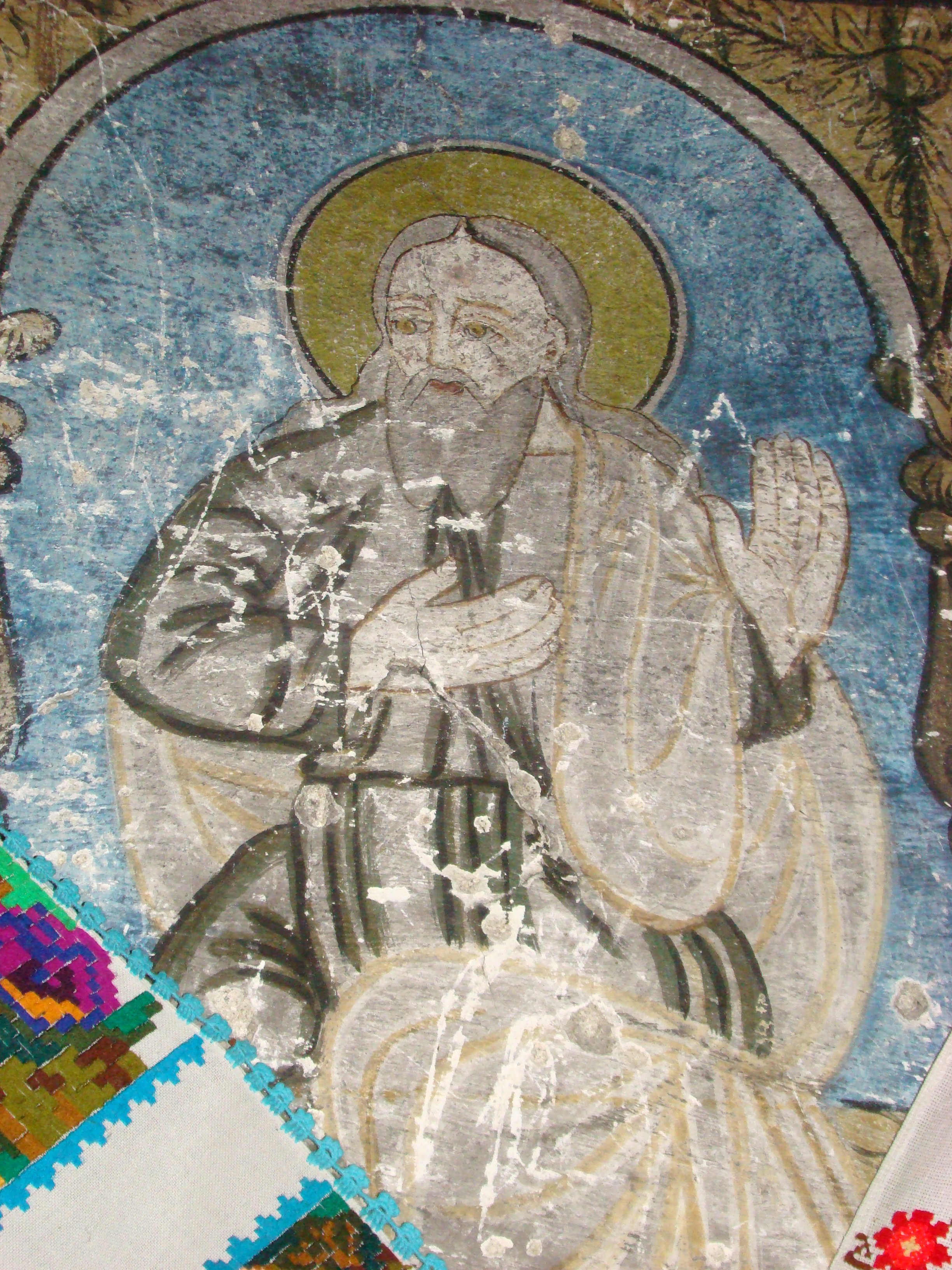
Apostol

Biserica de lemn din Livada, comuna Petreștii de Jos, județul Cluj, datează din anul 1842-1846. Are hramul „Sfinții Arhangheli Mihail și Gavriil”. Biserica se află pe noua listă a monumentelor istorice sub codul LMI: cod LMI CJ-II-m-B-07689.

## Istoric
Pe platoul Petreștilor, o localitate cu o atestare documentară de circa 700 de ani (1310), este satul Livada. Biserica de lemn „Sfinții Arhangheli Mihail și Gavriil”, declarată monument, a fost ridicată în prima jumătate a veacului al XIX-lea, înlocuind un edificiu anterior. Respectând tipologia bisericilor de lemn specifică bazinului Arieșului, edificiul se particularizează îndeosebi prin clopotnița cu foișor pe două nivele și prin pridvorul vestic. La interior, decorul tâmplei s-a realizat în anul 1859 de pictorul Ioan Cuc din Lupșa. De la vechea biserică s-a păstrat un valoros inventar ce cuprinde cărți, icoane pe lemn și sticlă din secolul al XVIII-lea.

## Imagini din exterior

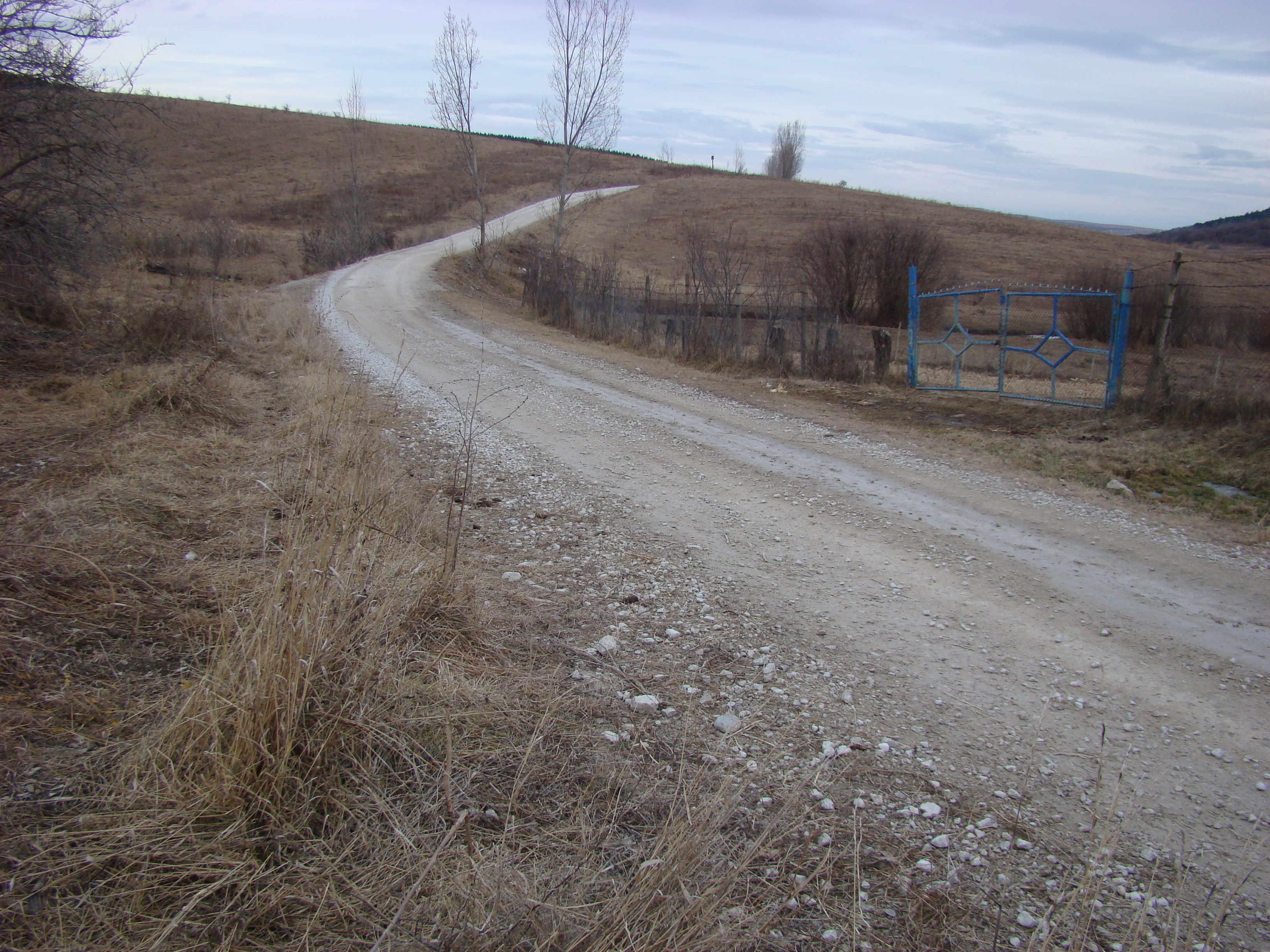
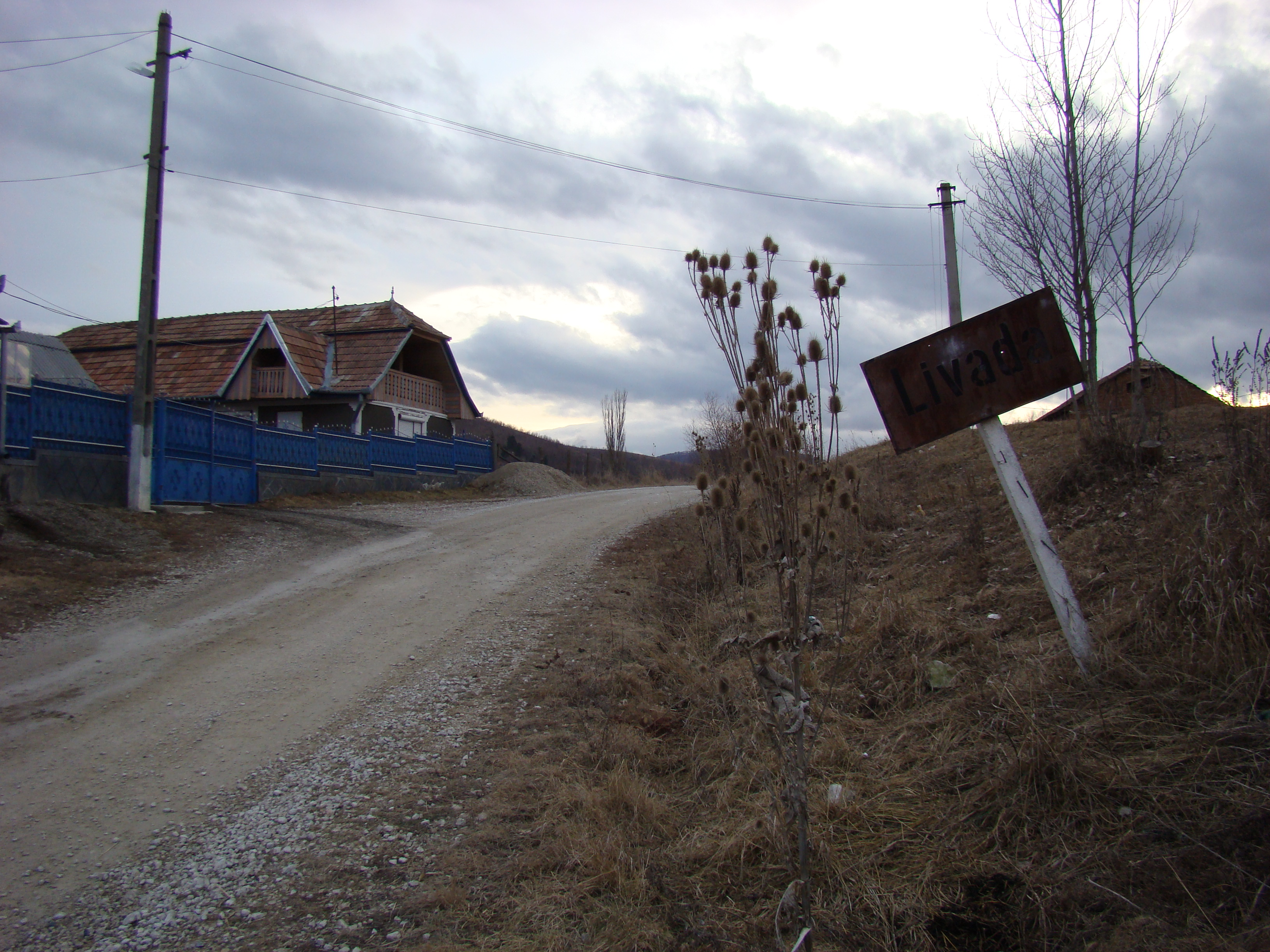
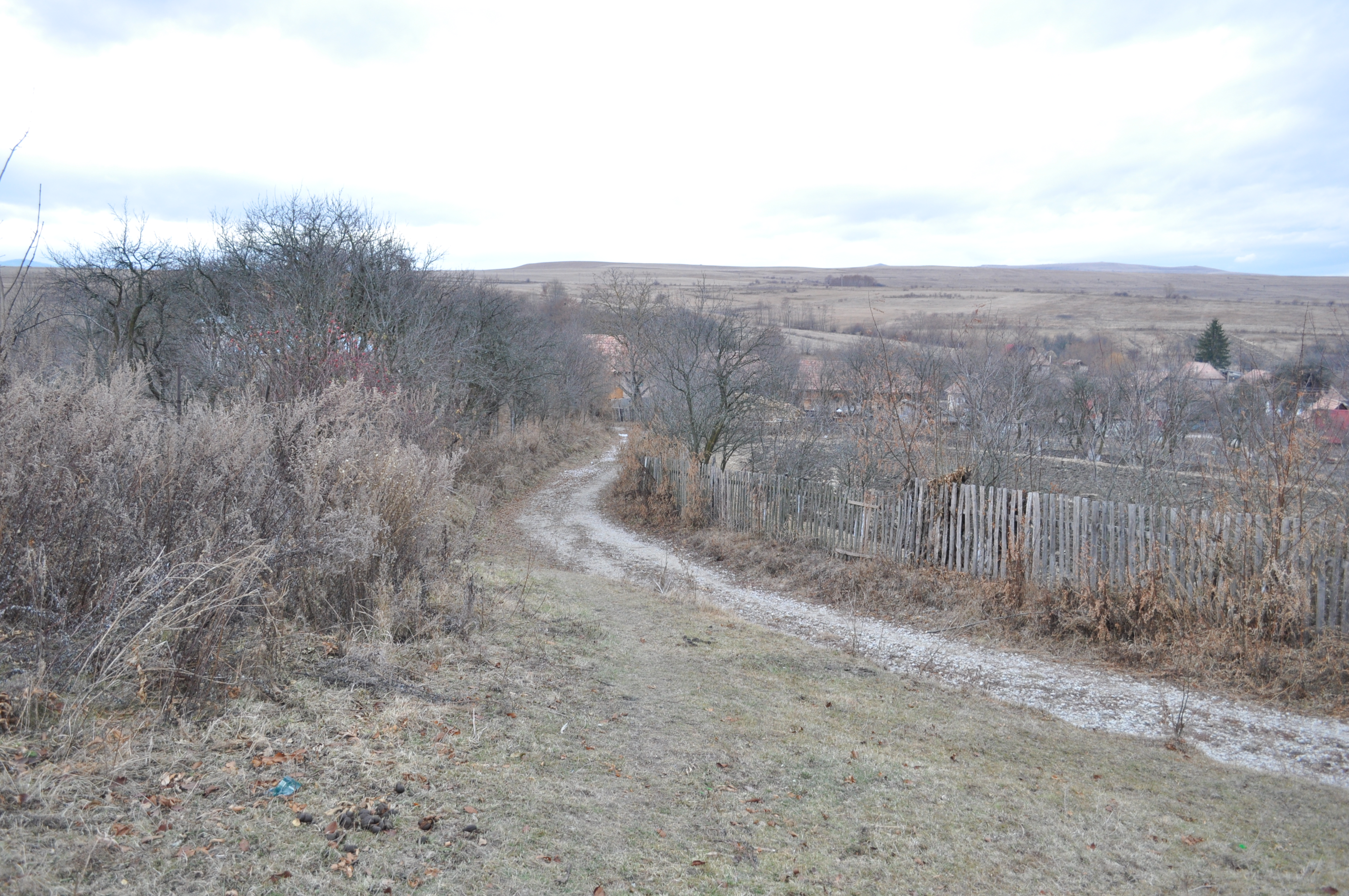
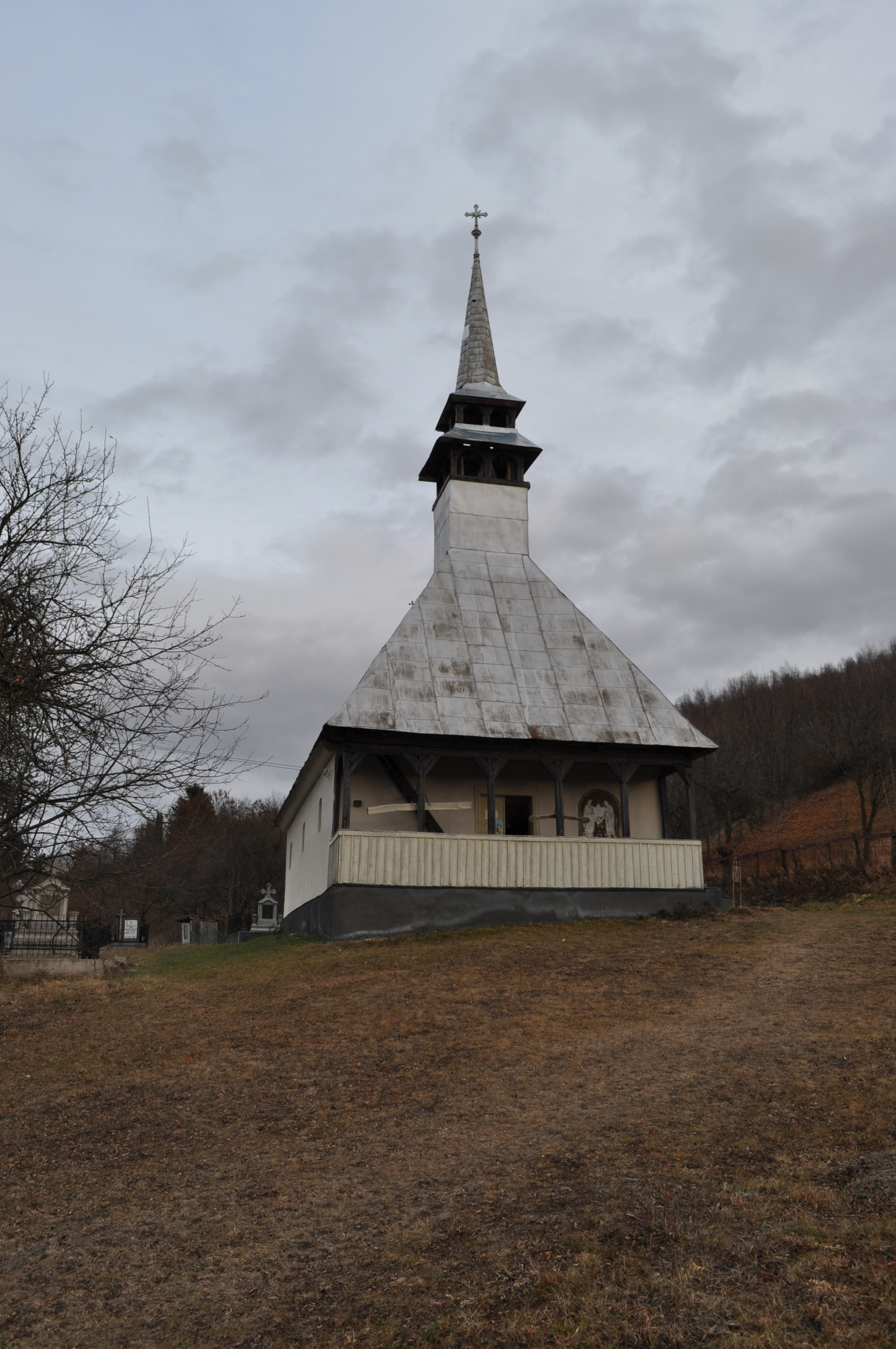
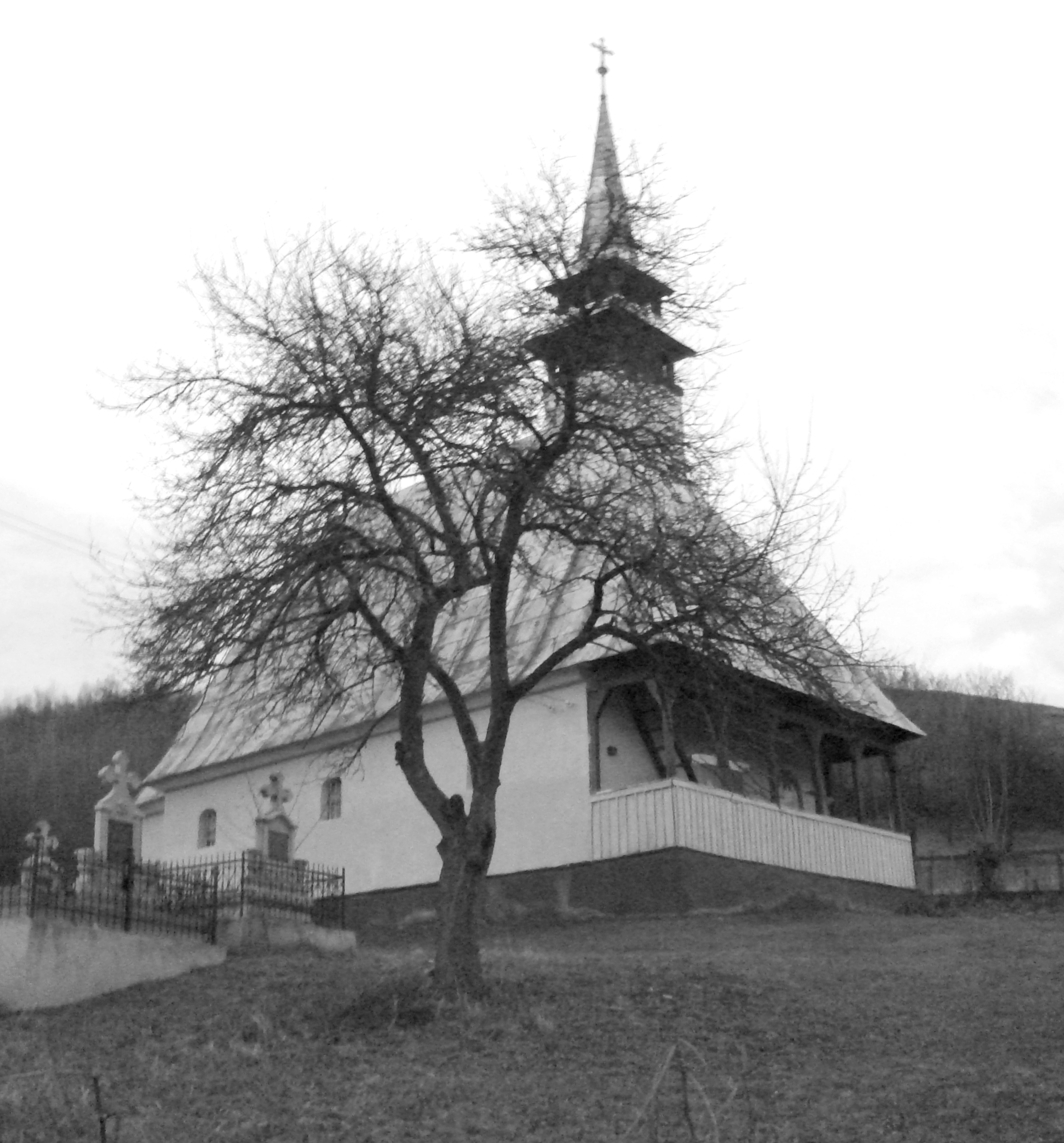
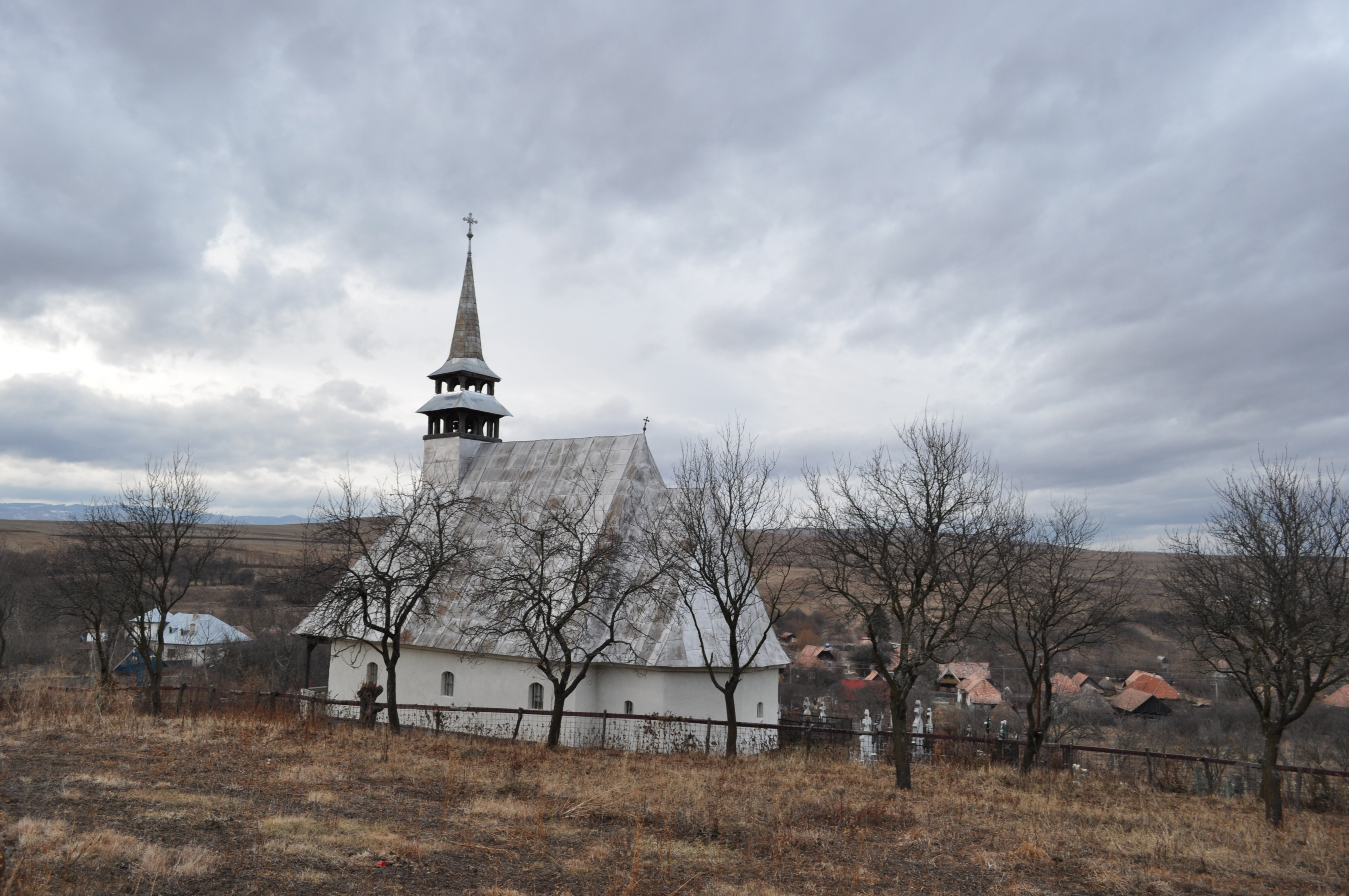
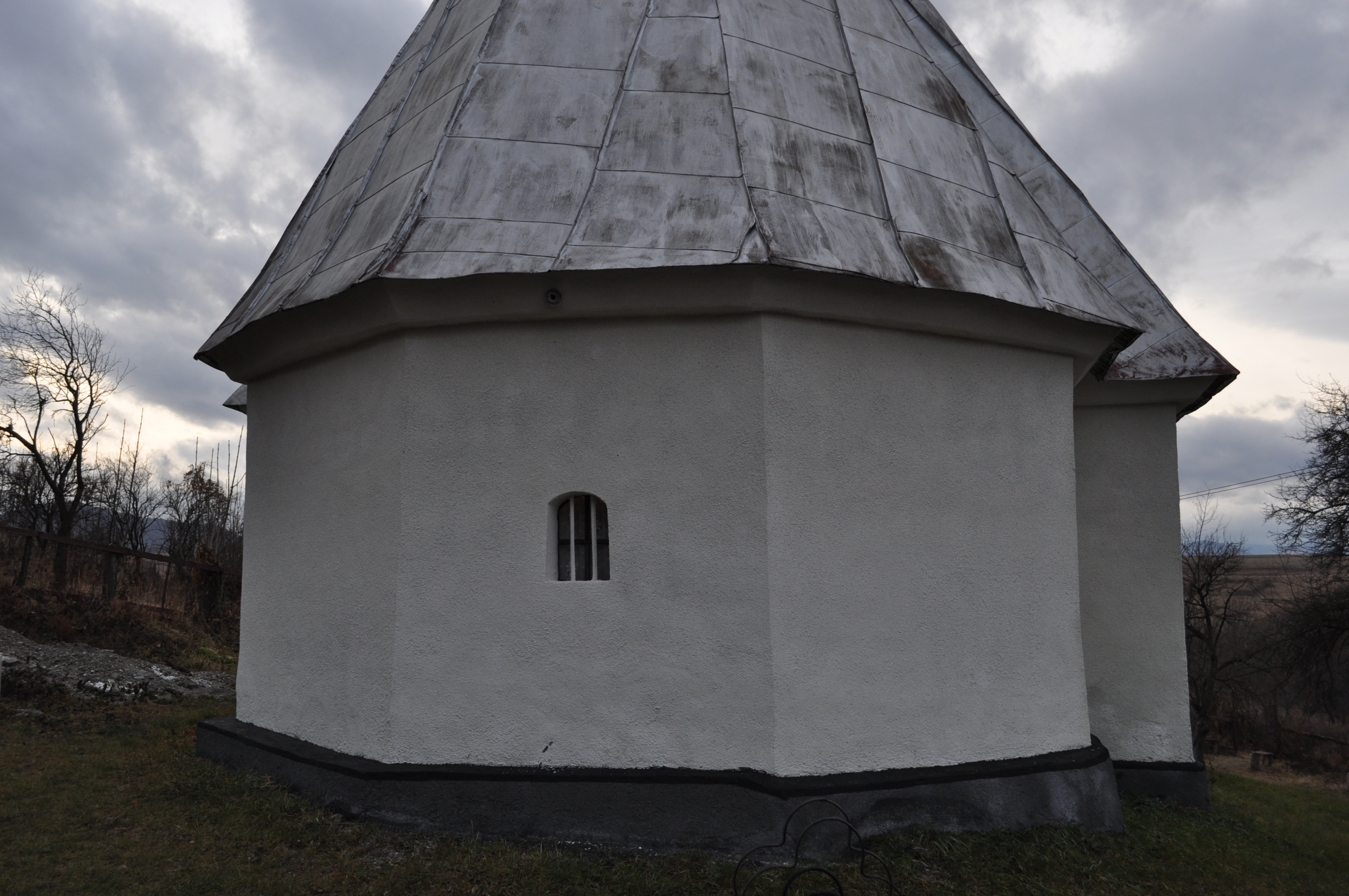
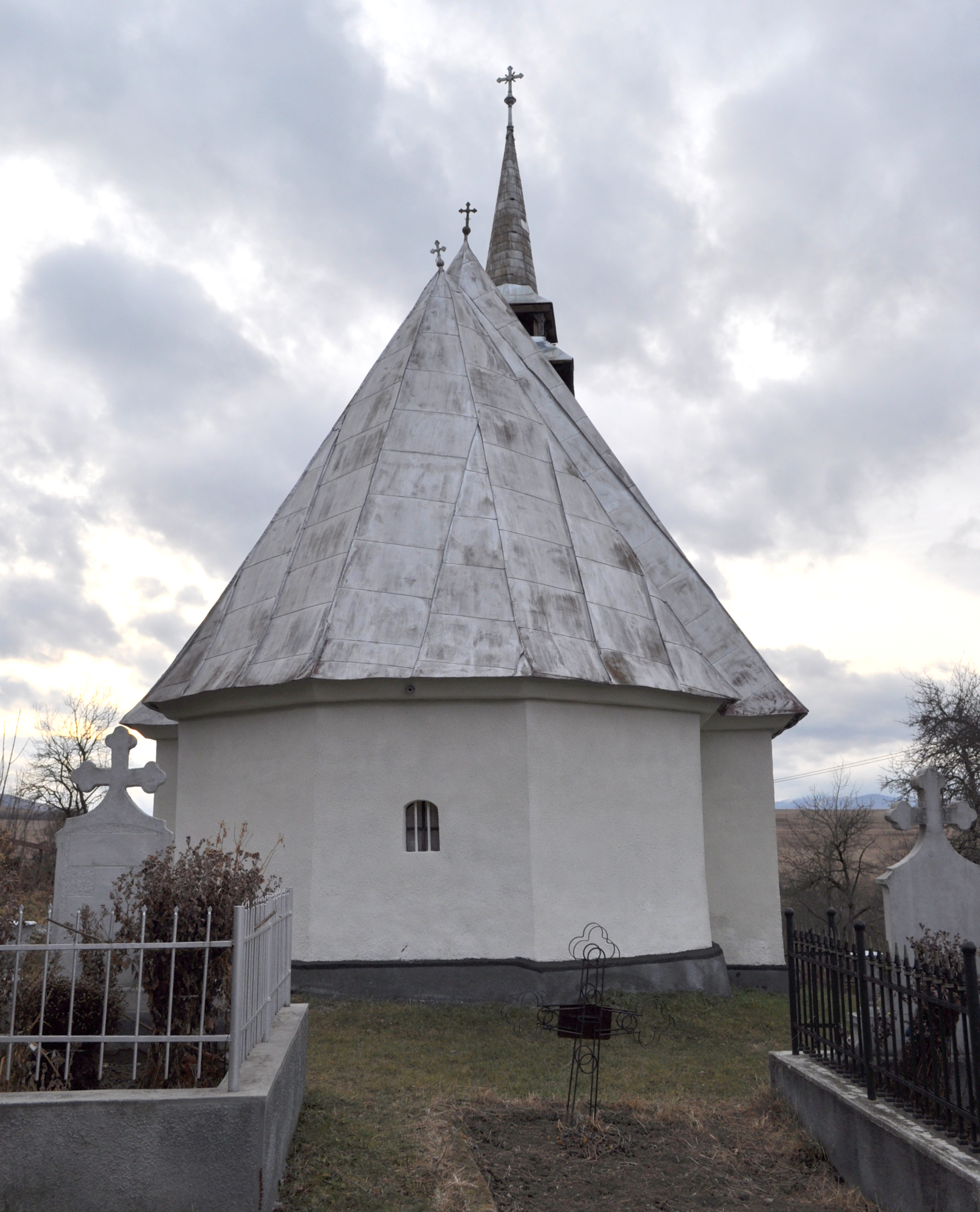
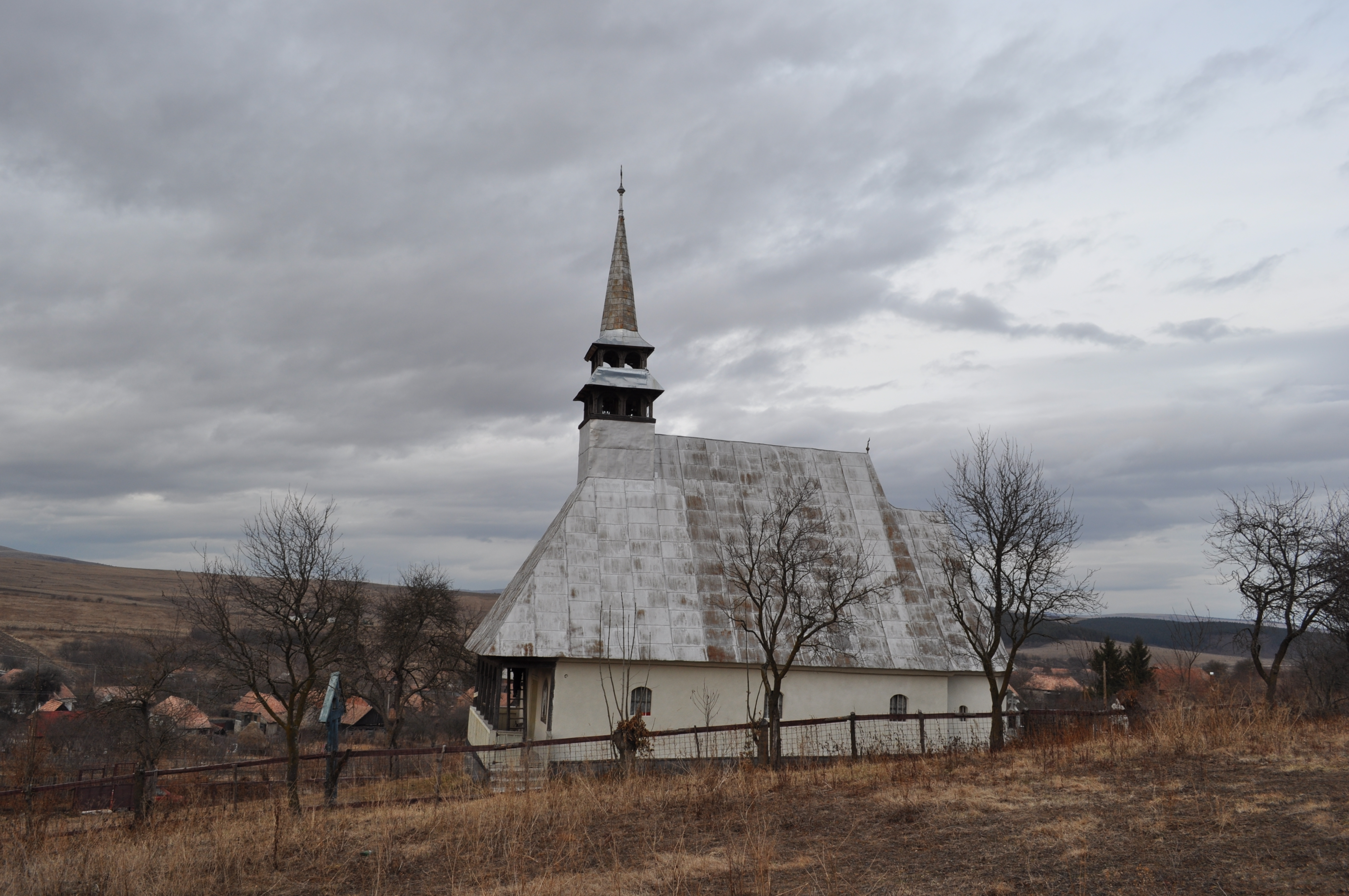
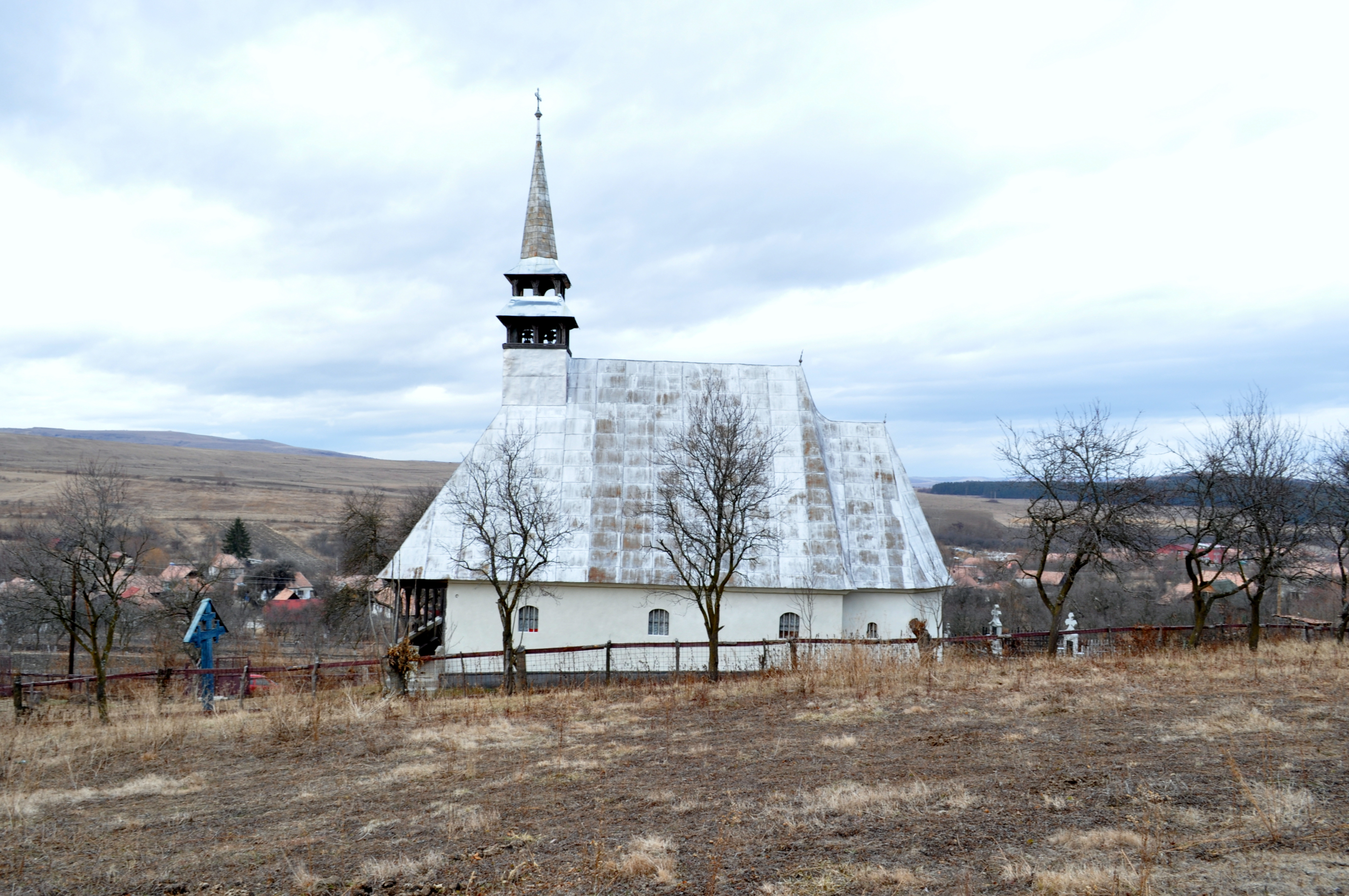
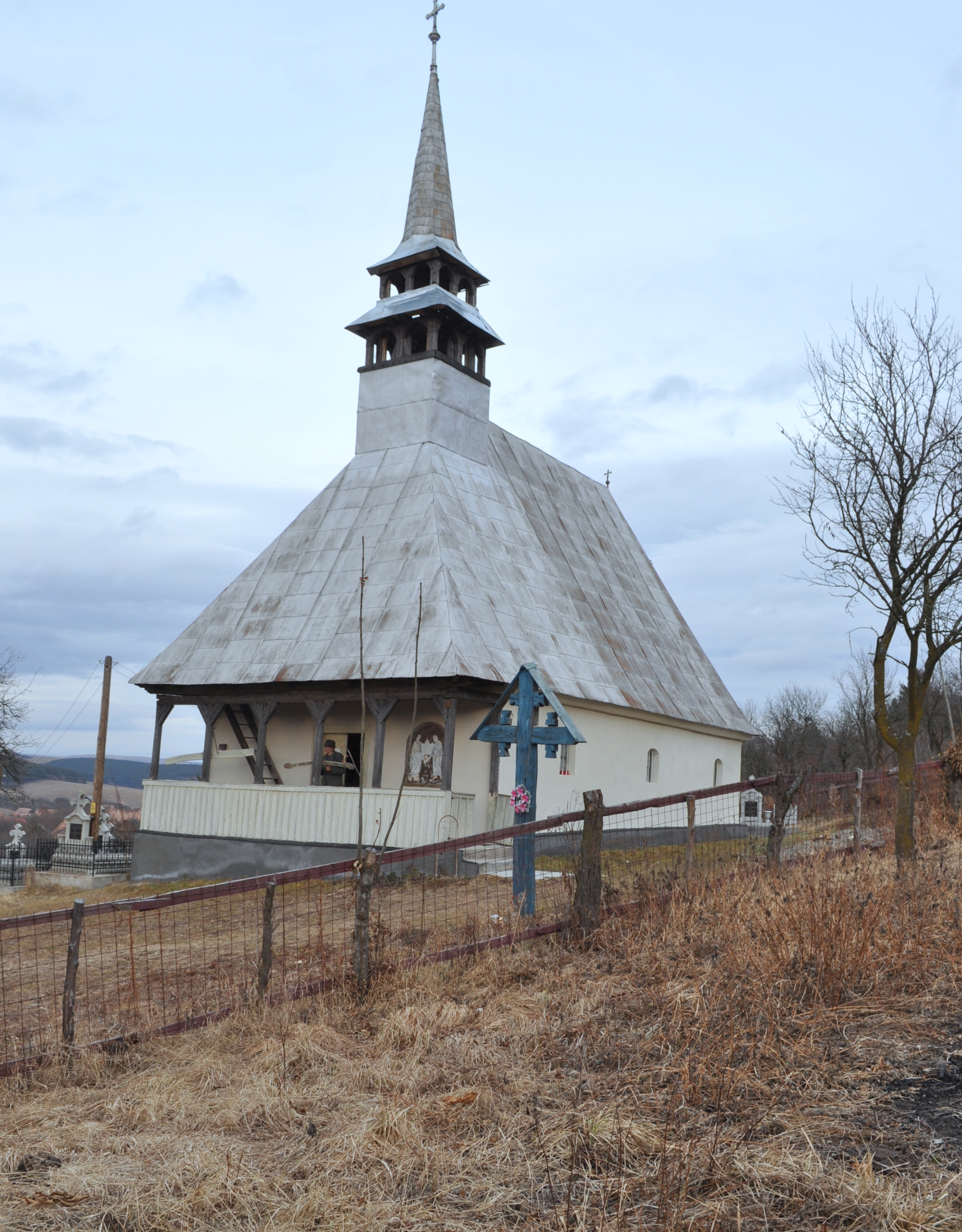
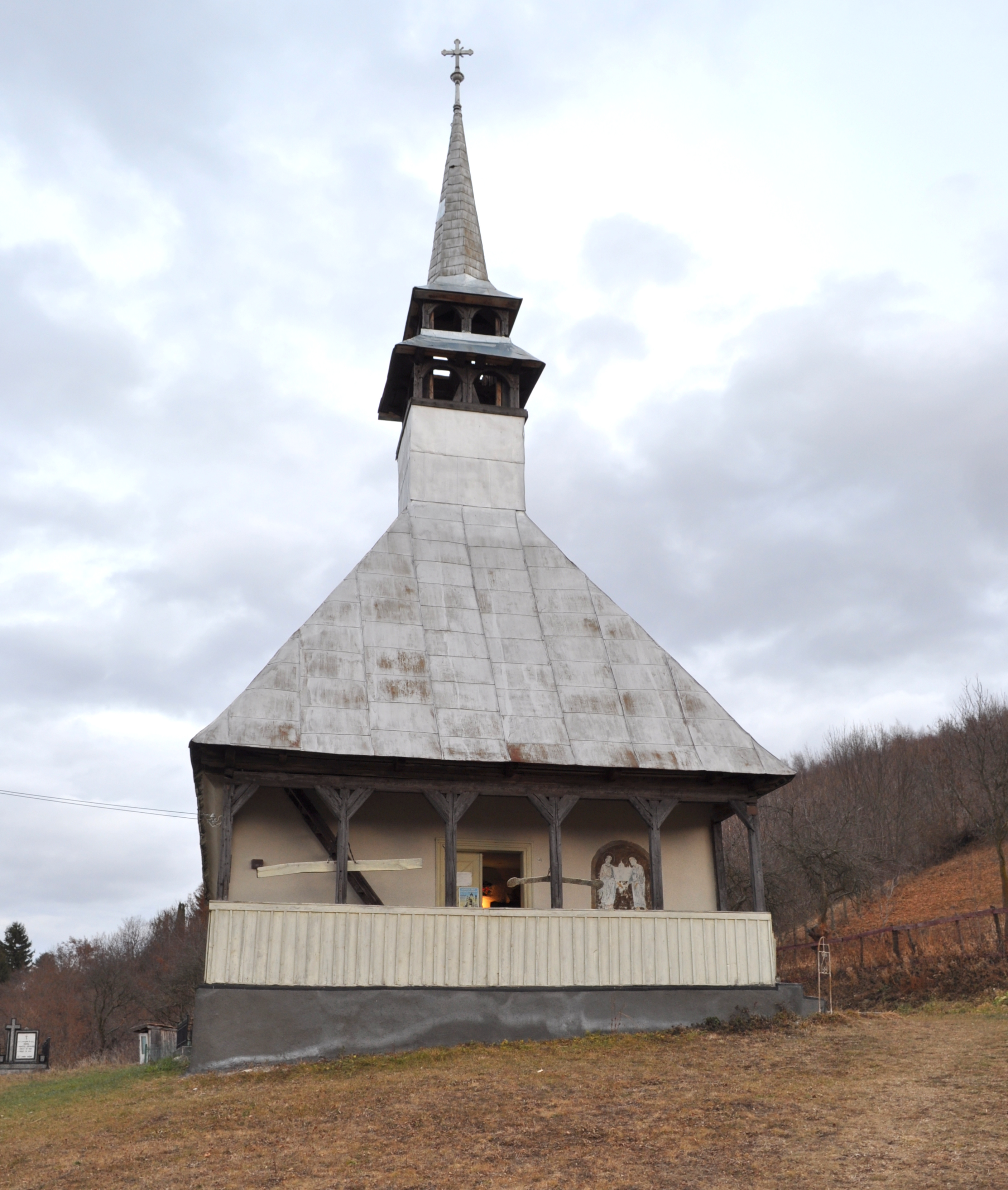
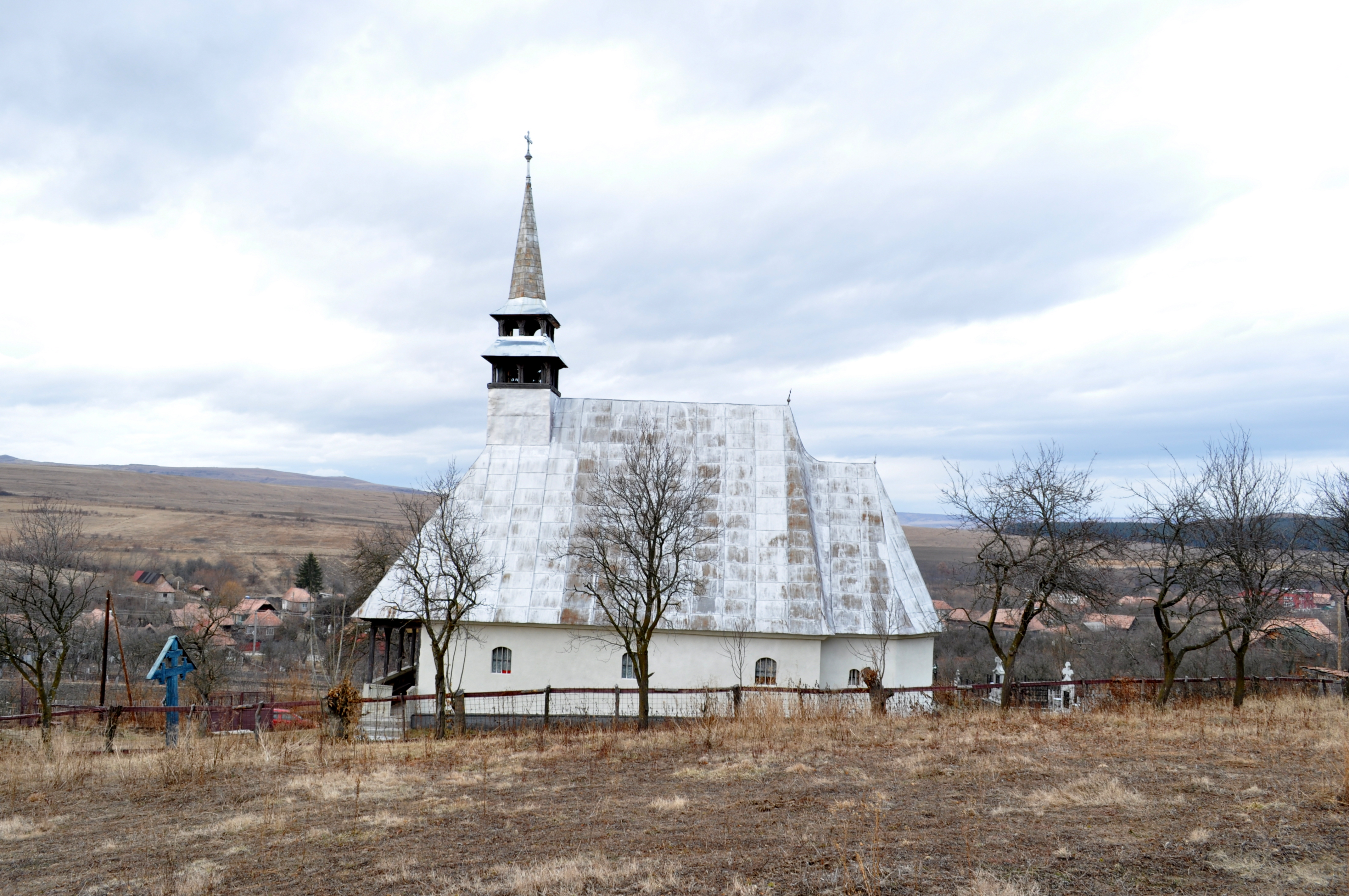
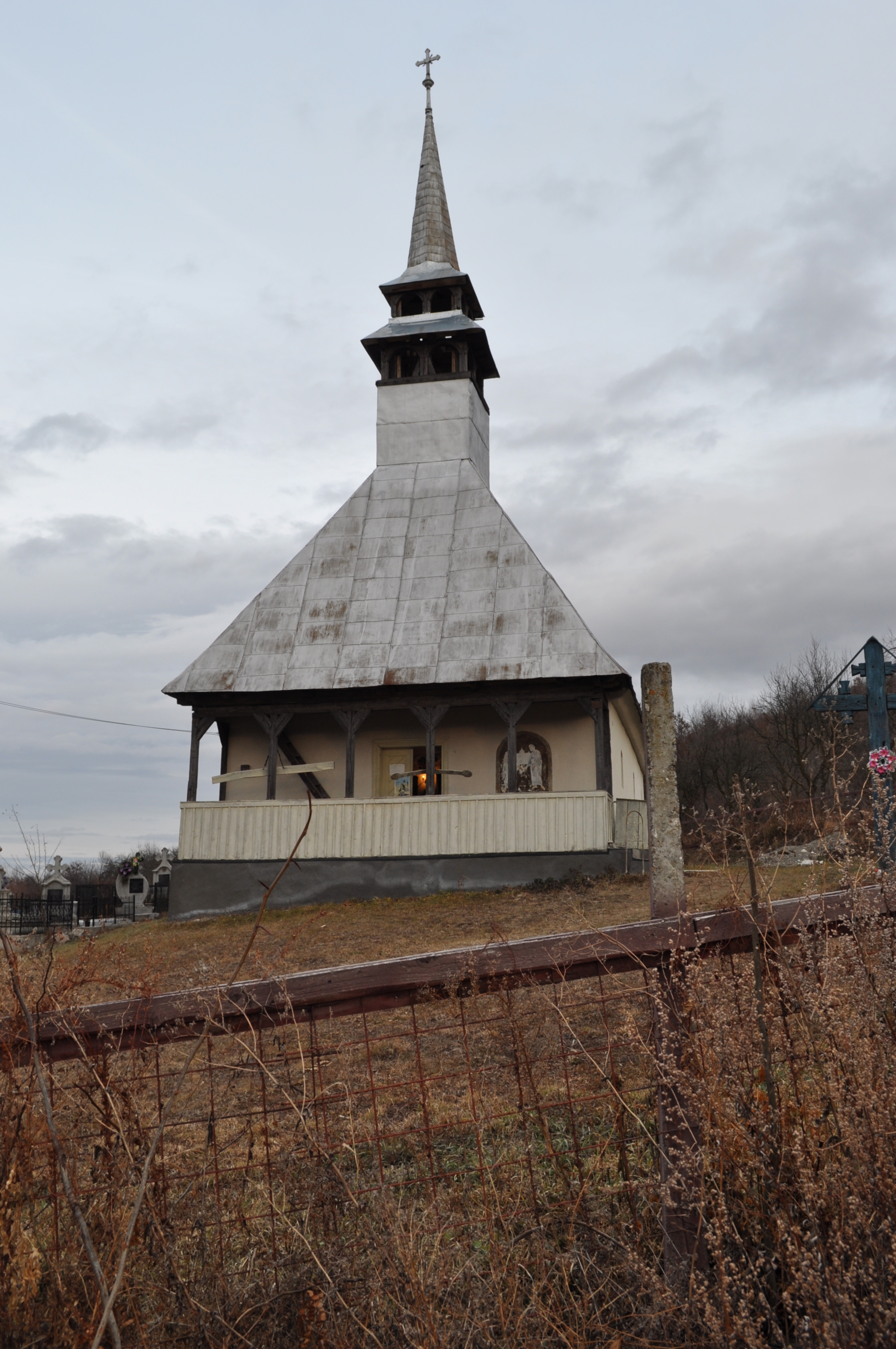
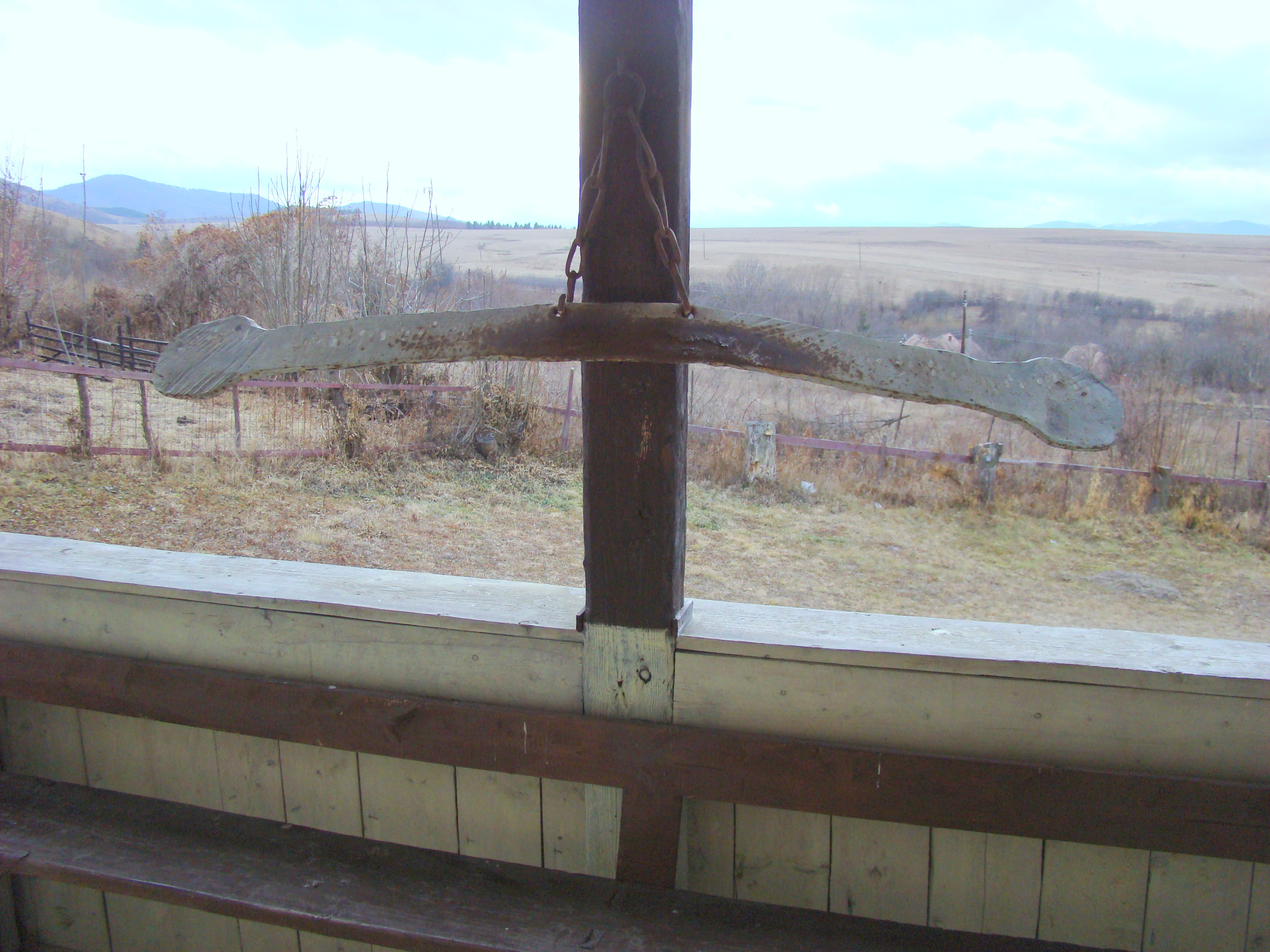
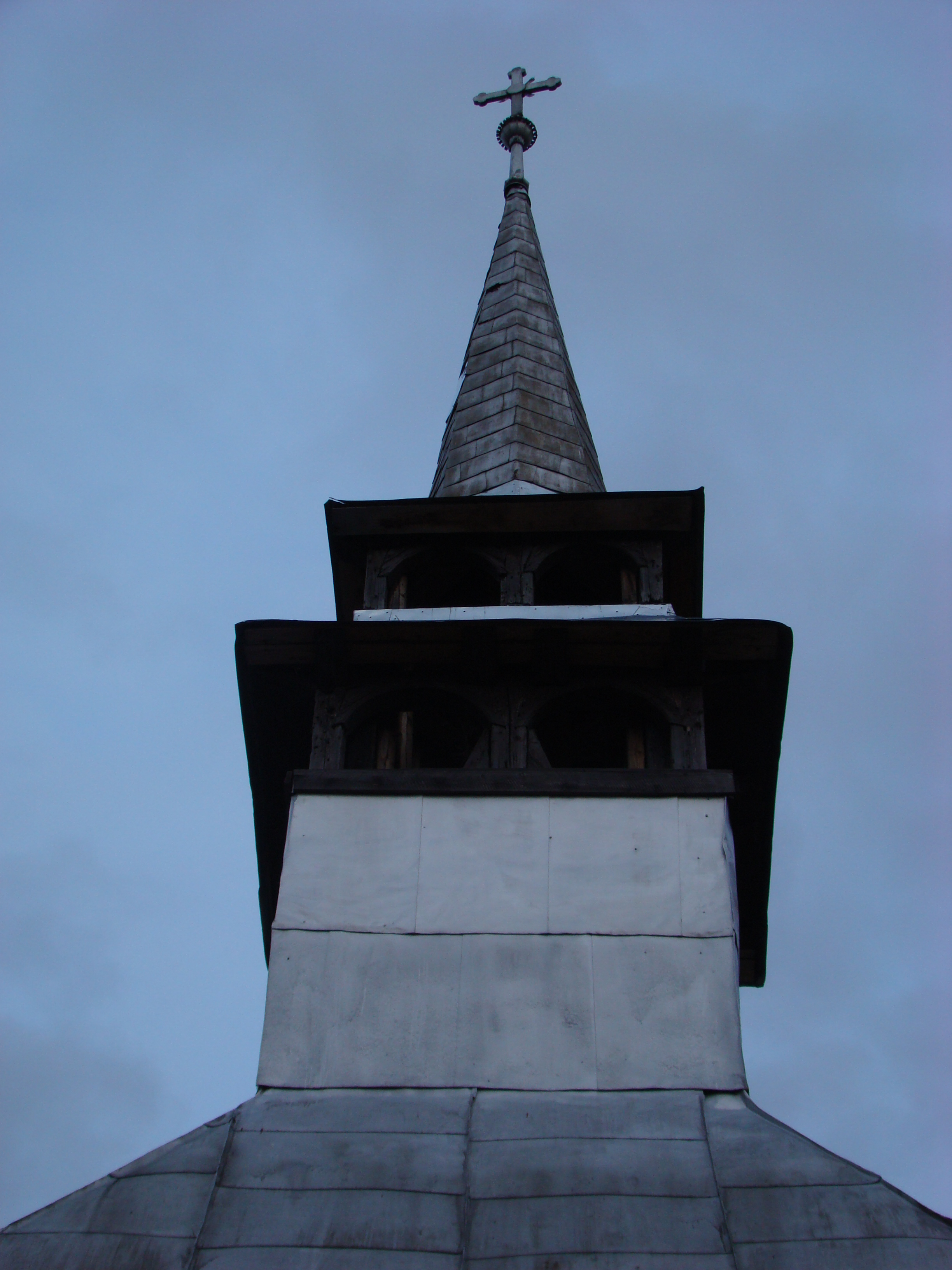
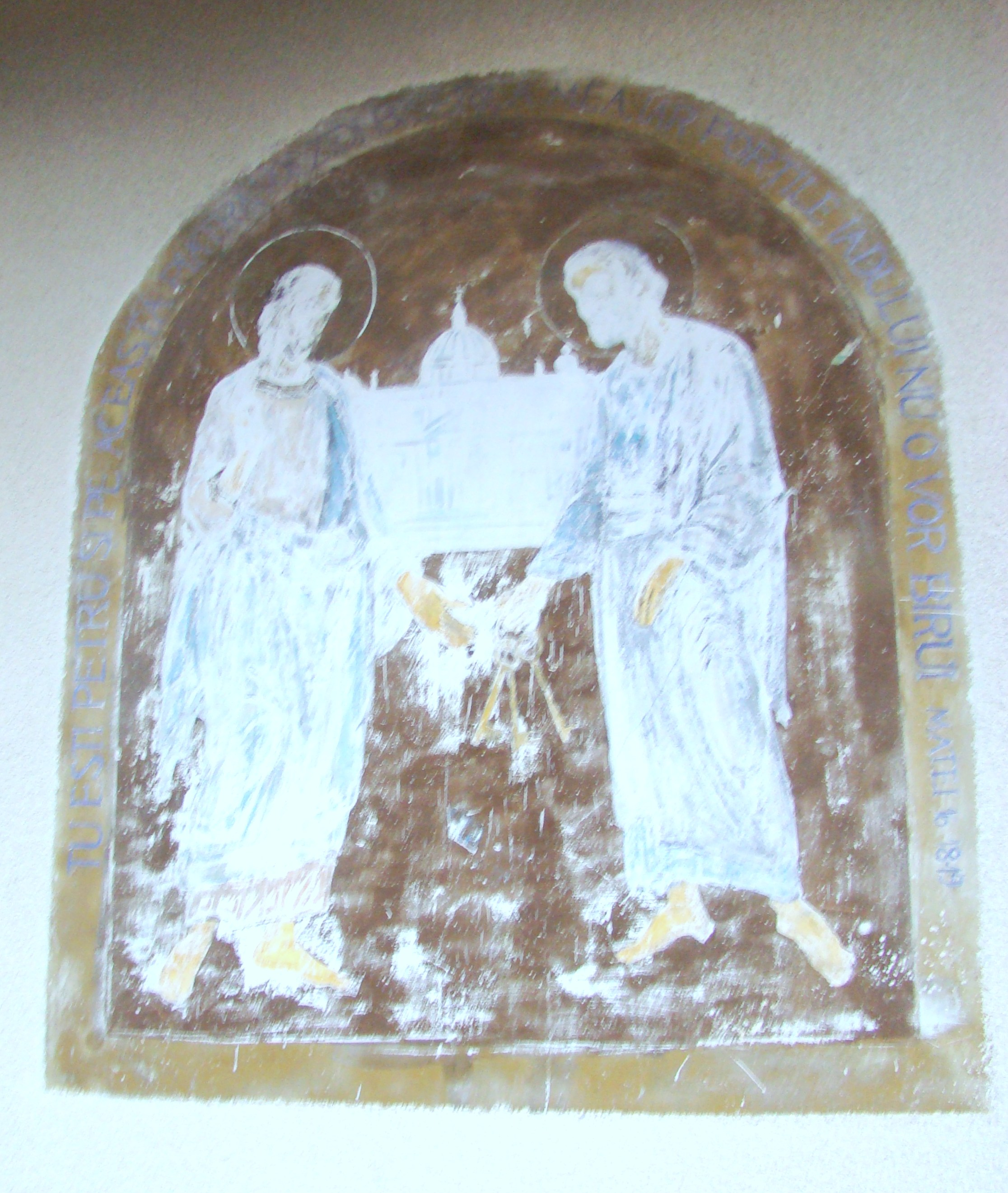
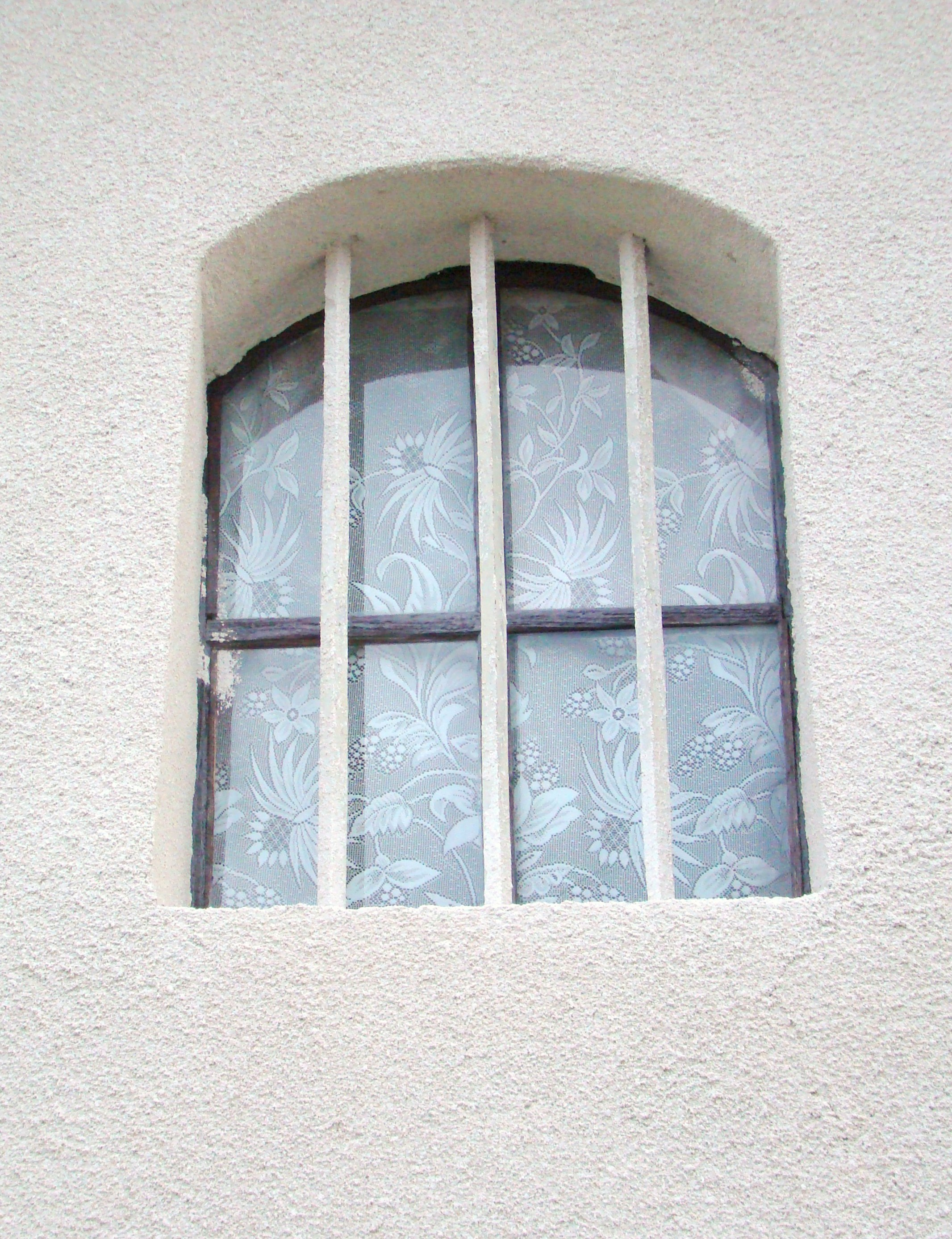
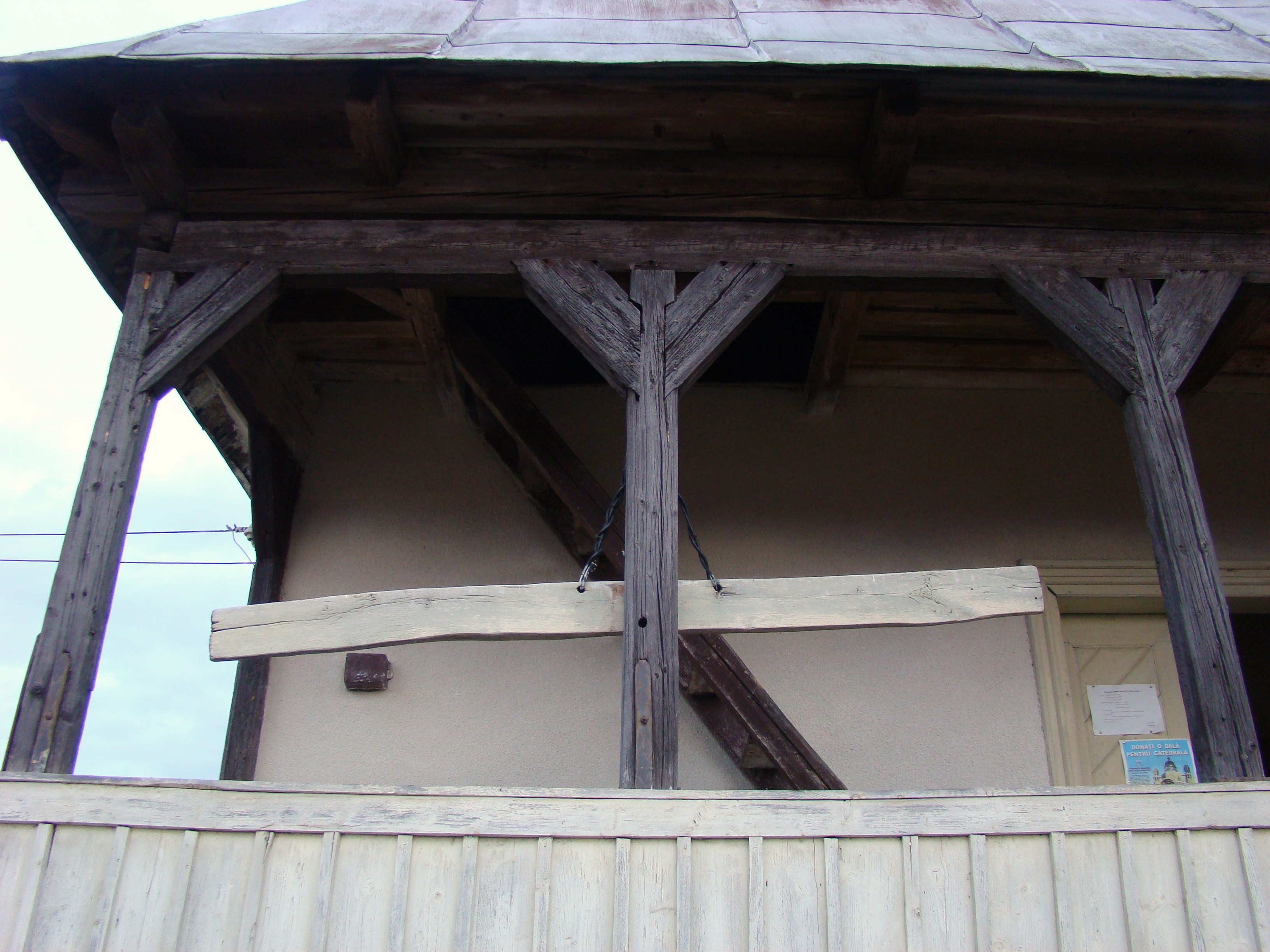
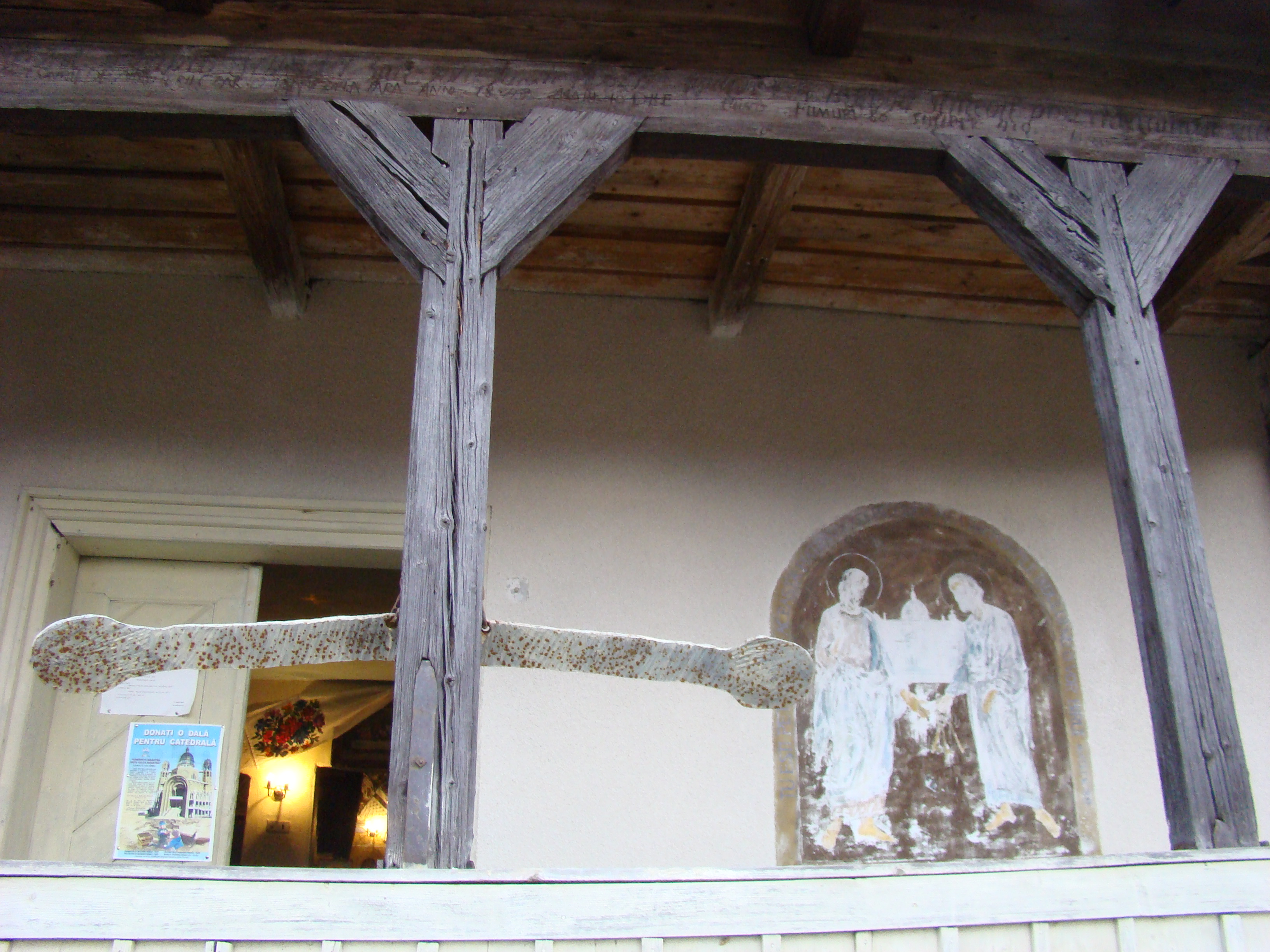
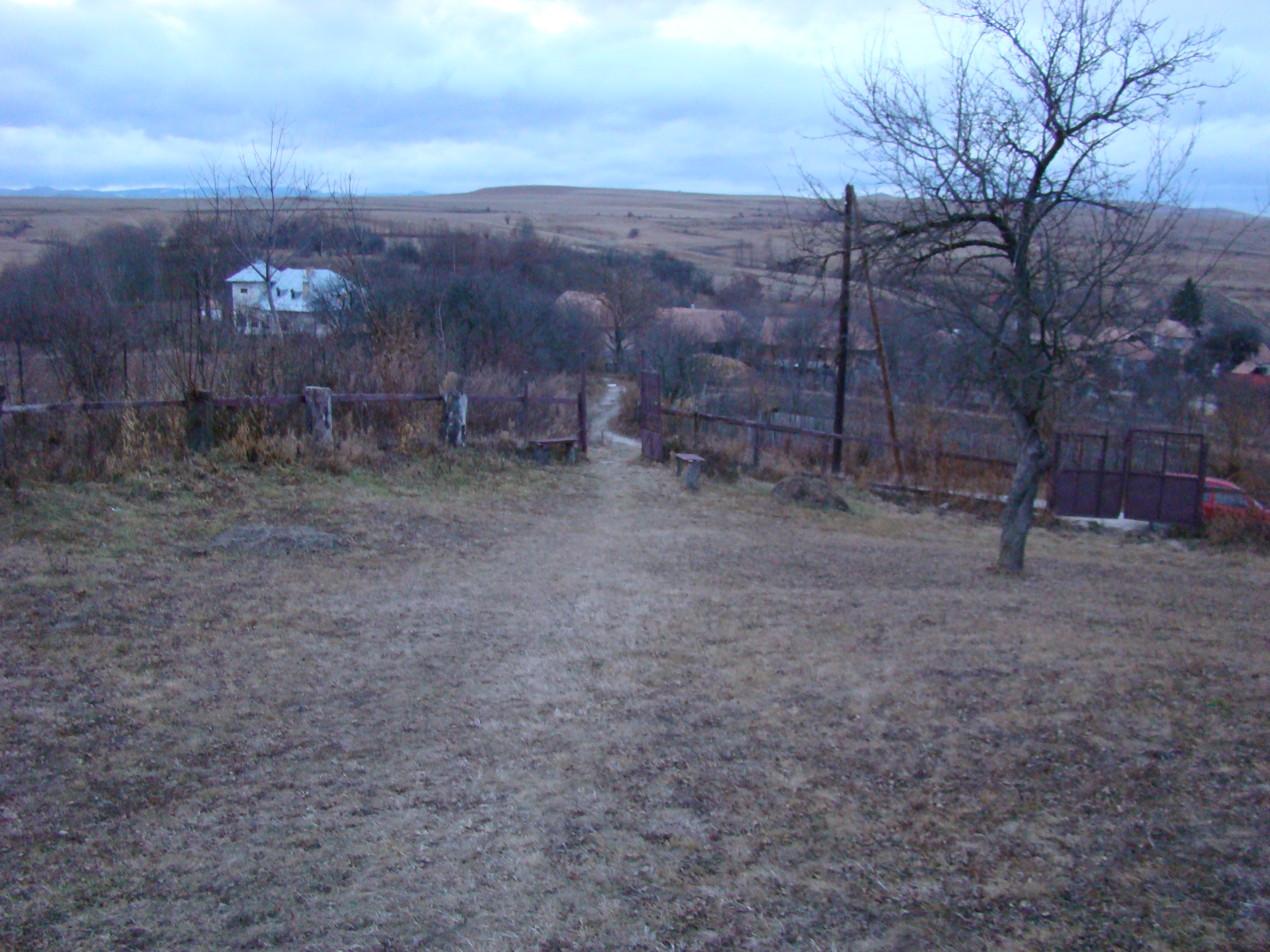
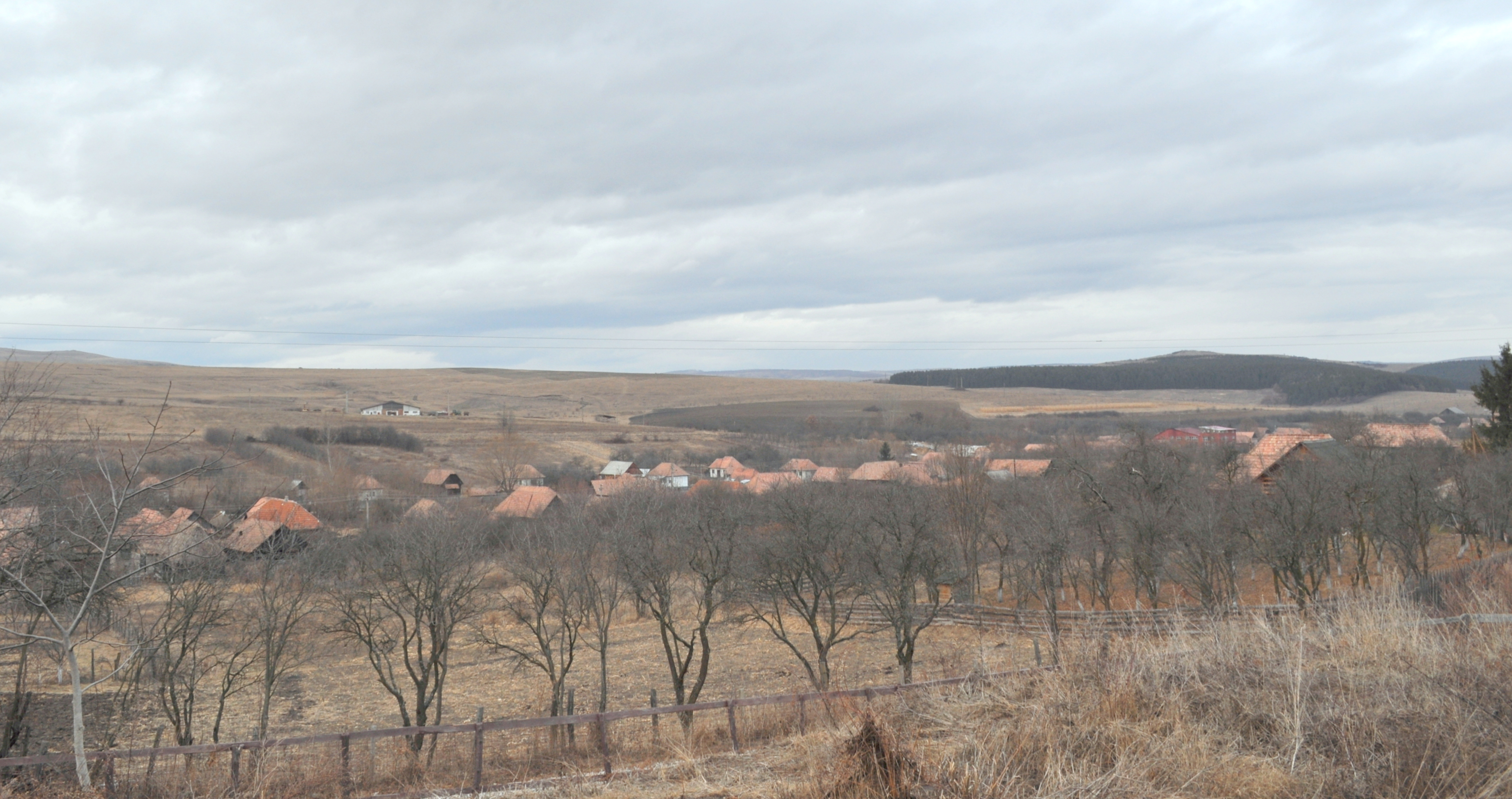
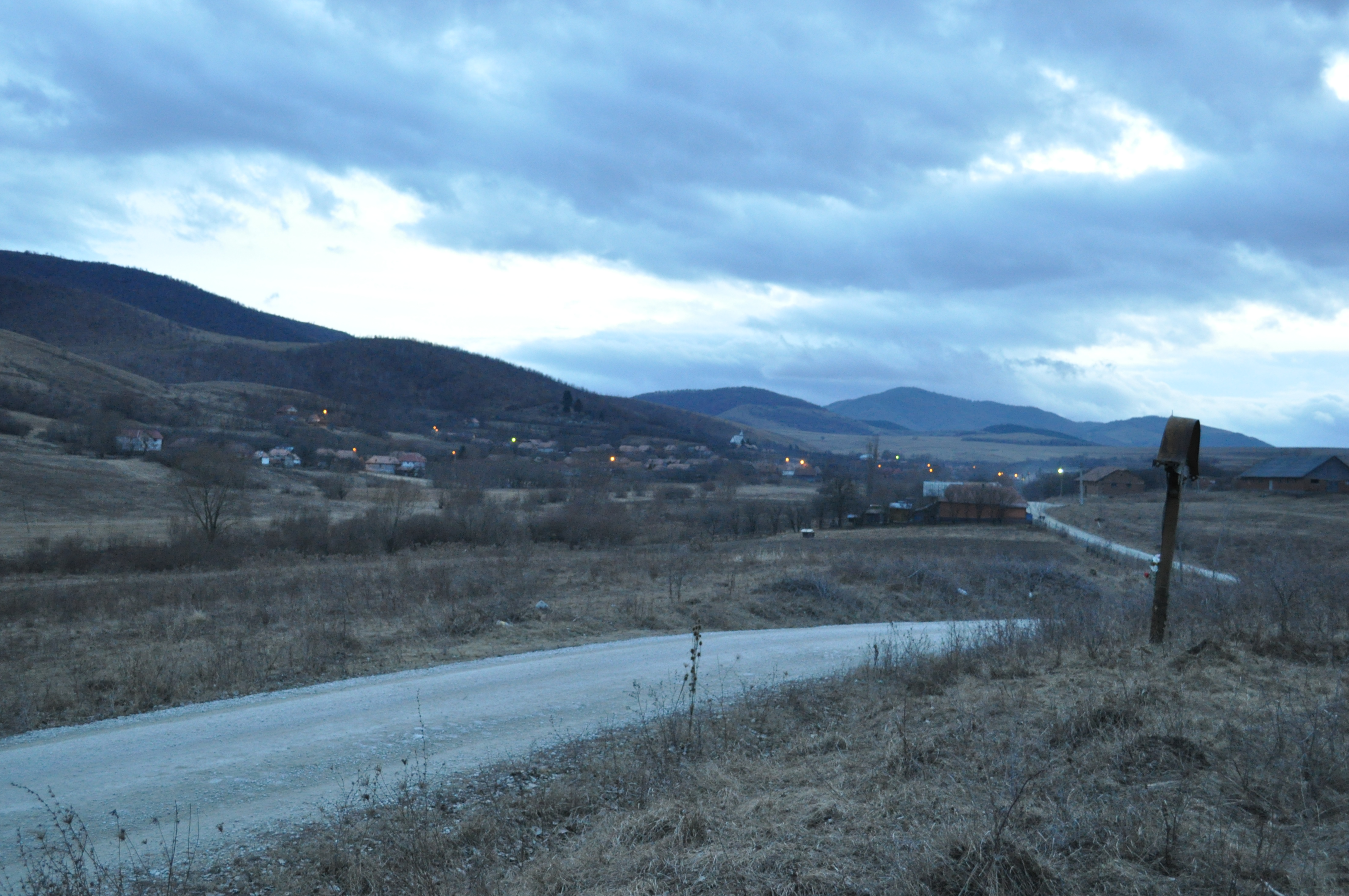

## Imagini din interior

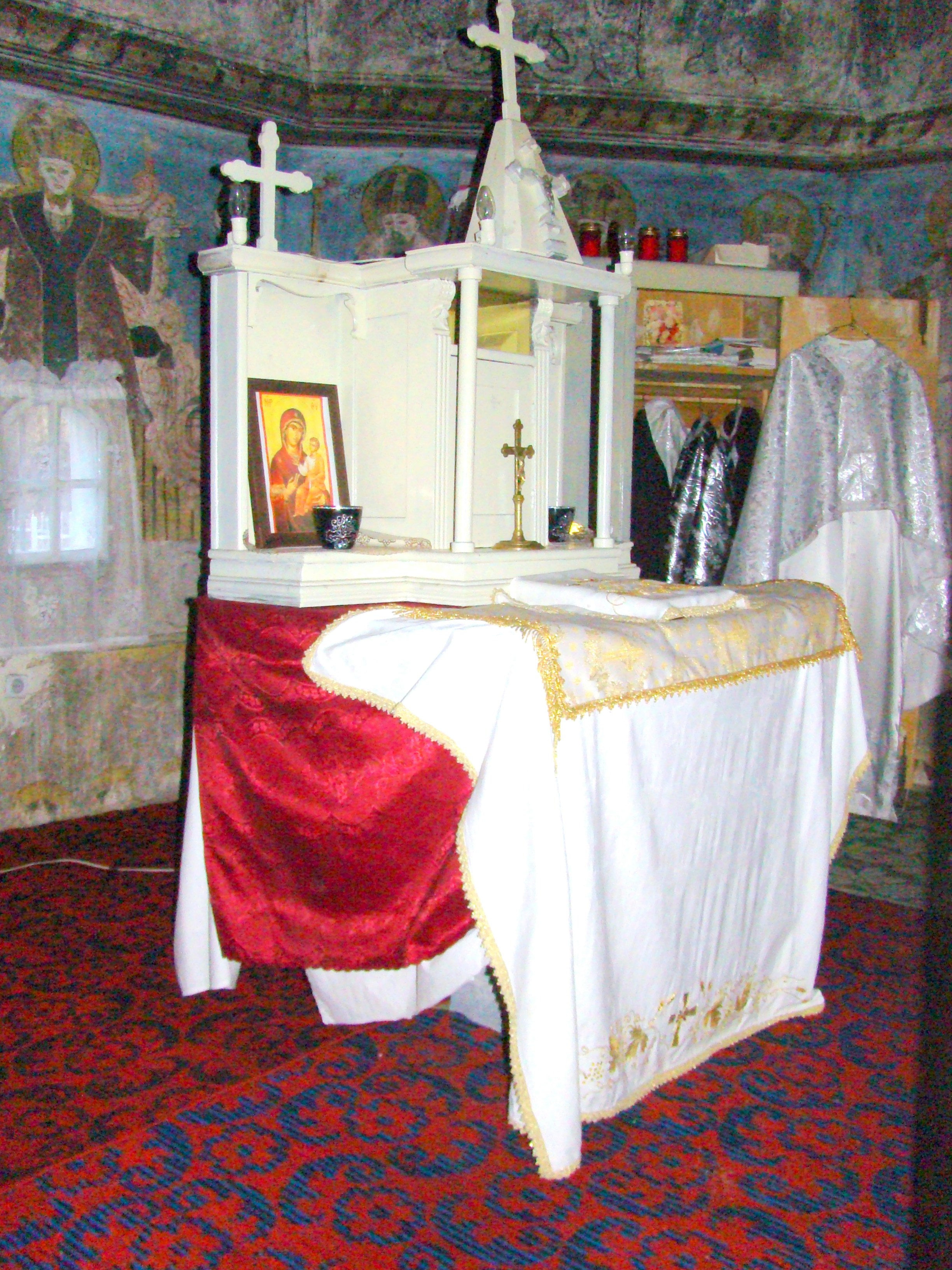
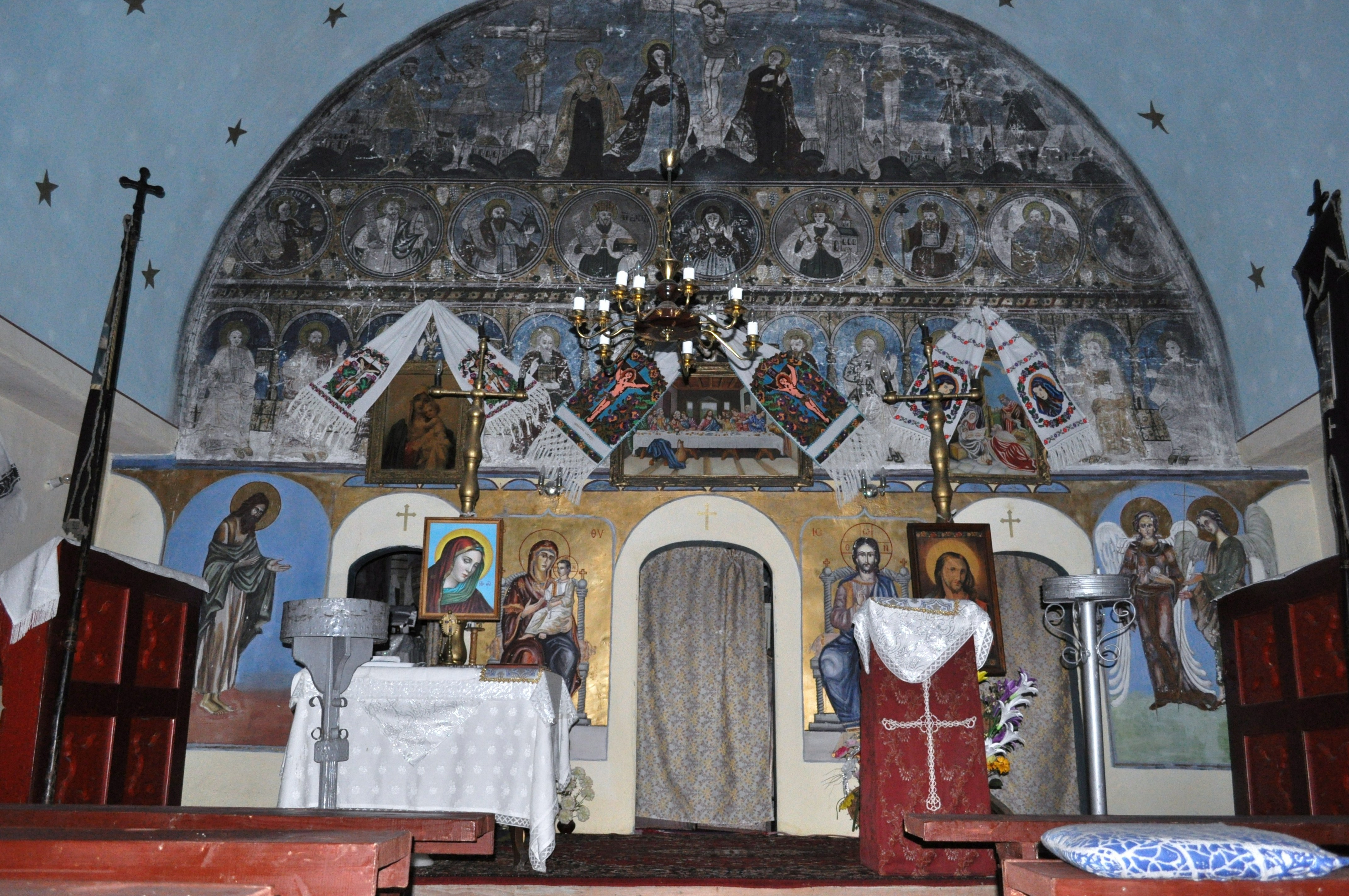
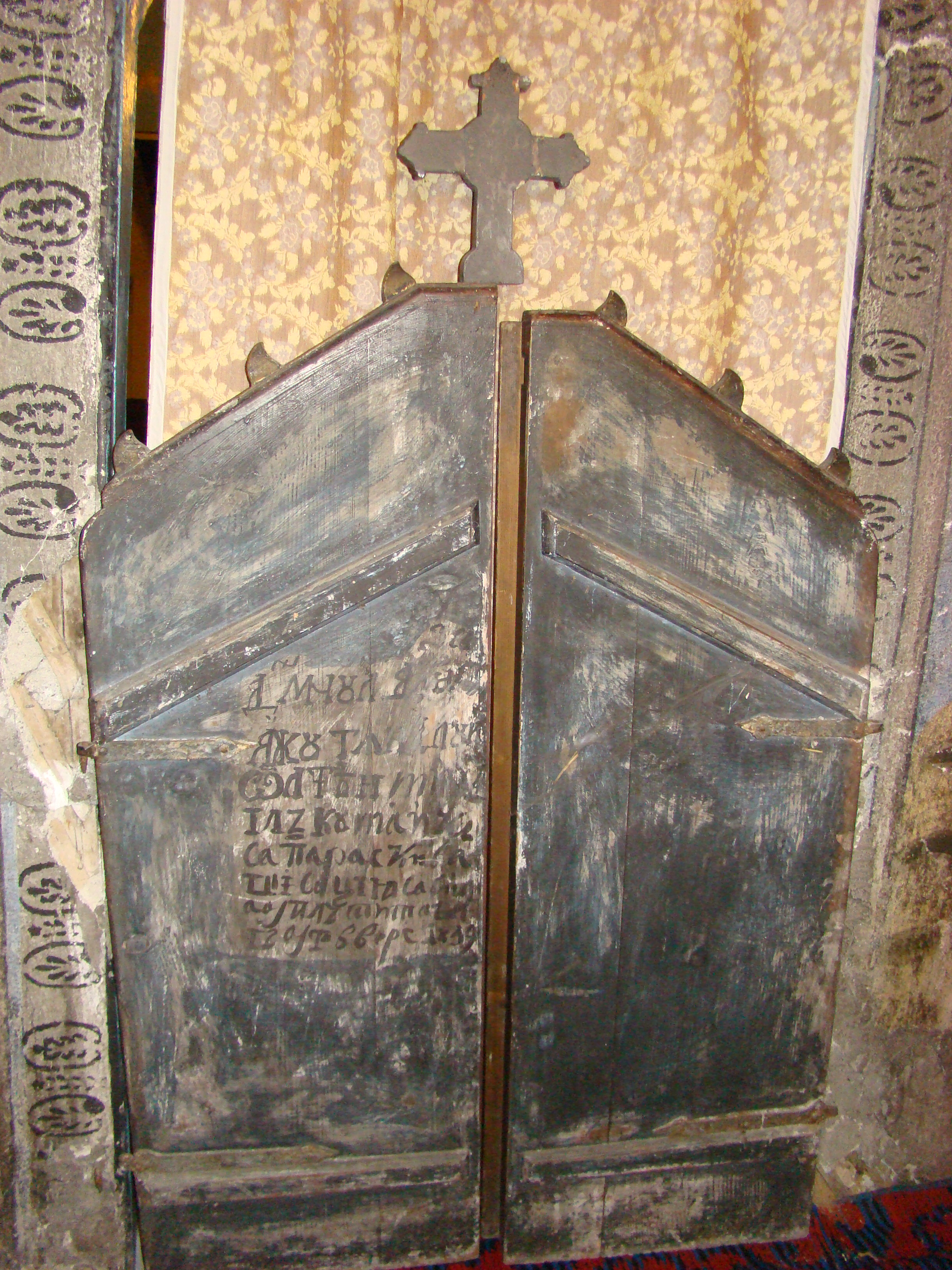
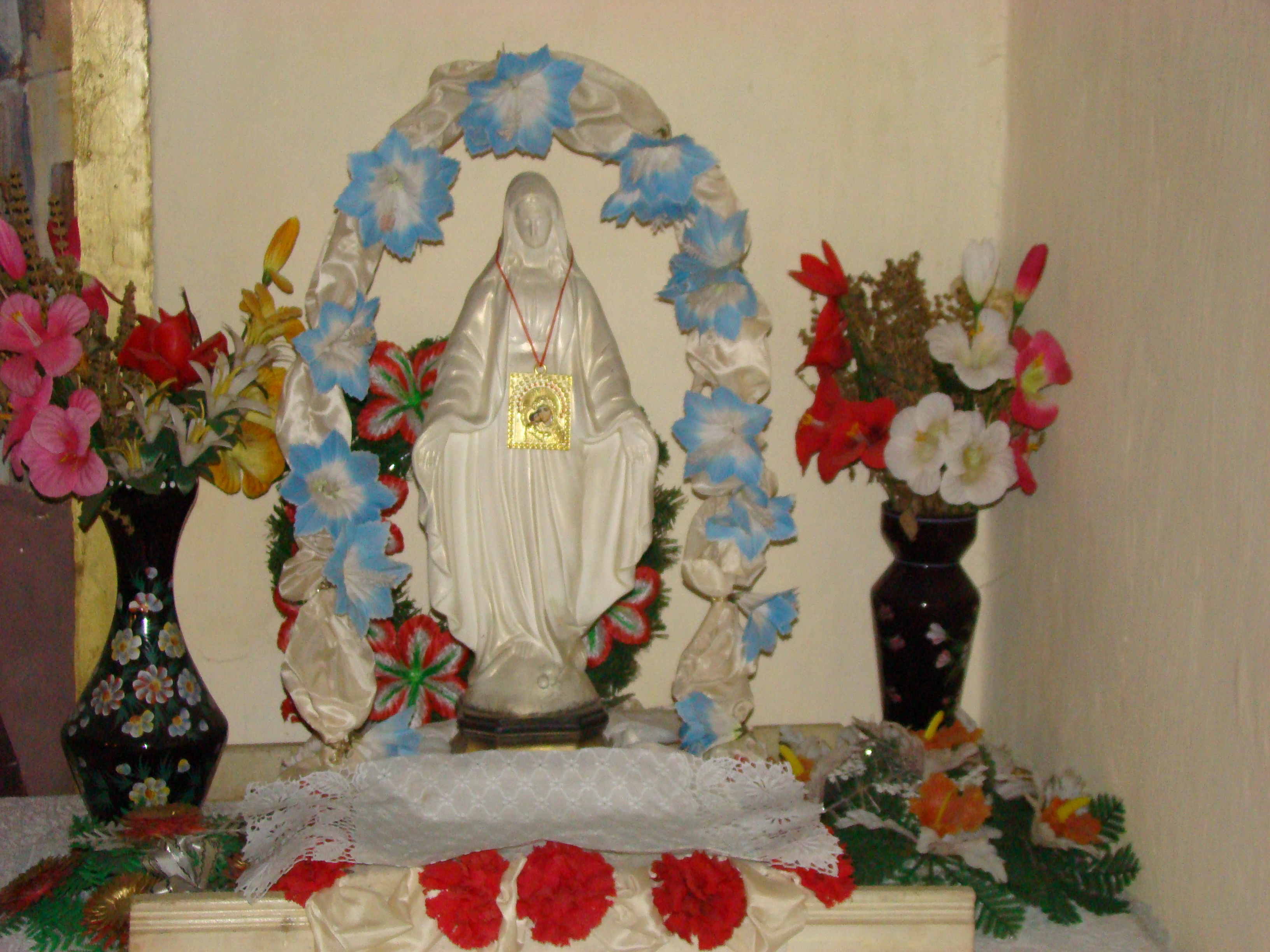
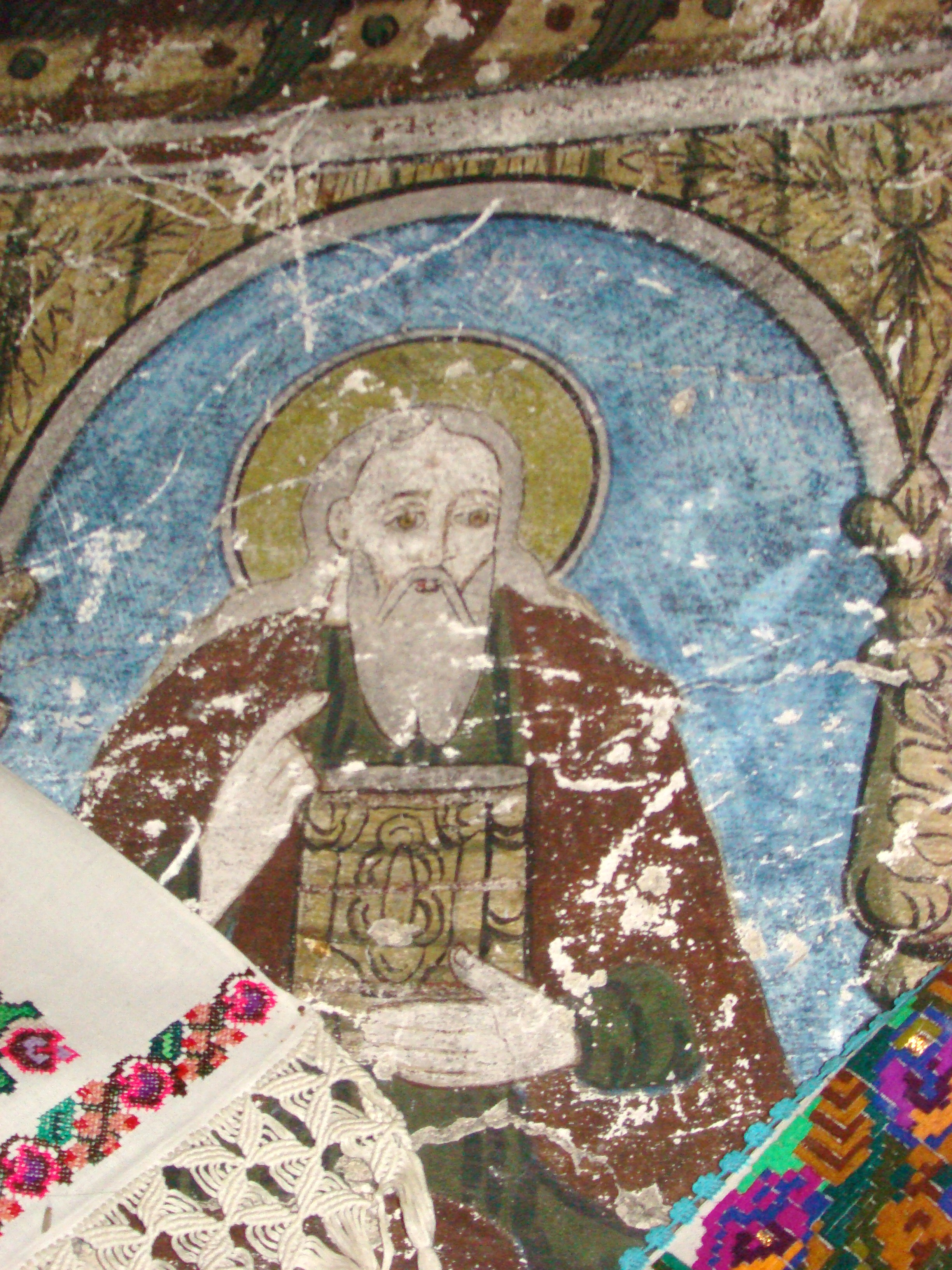
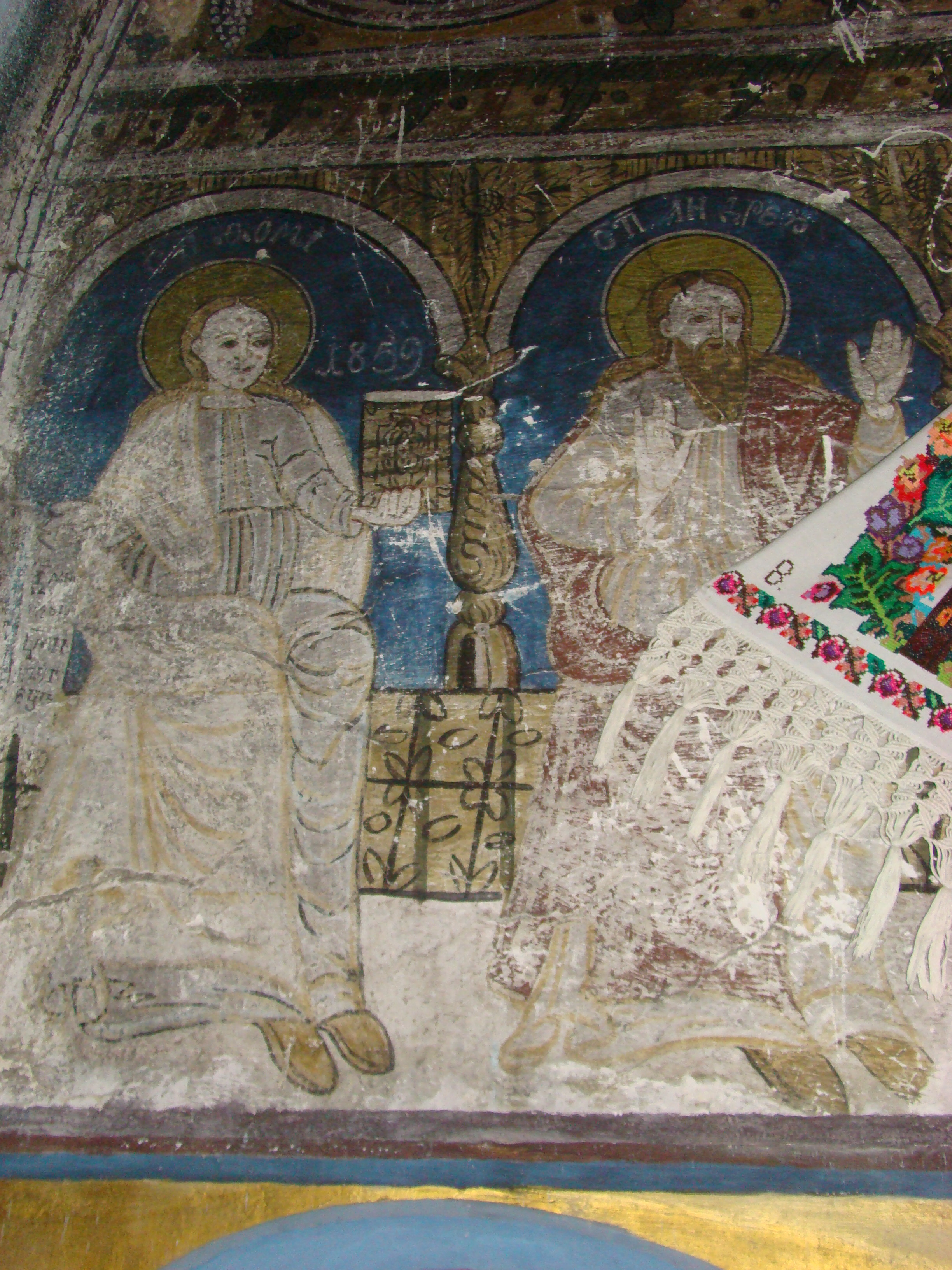
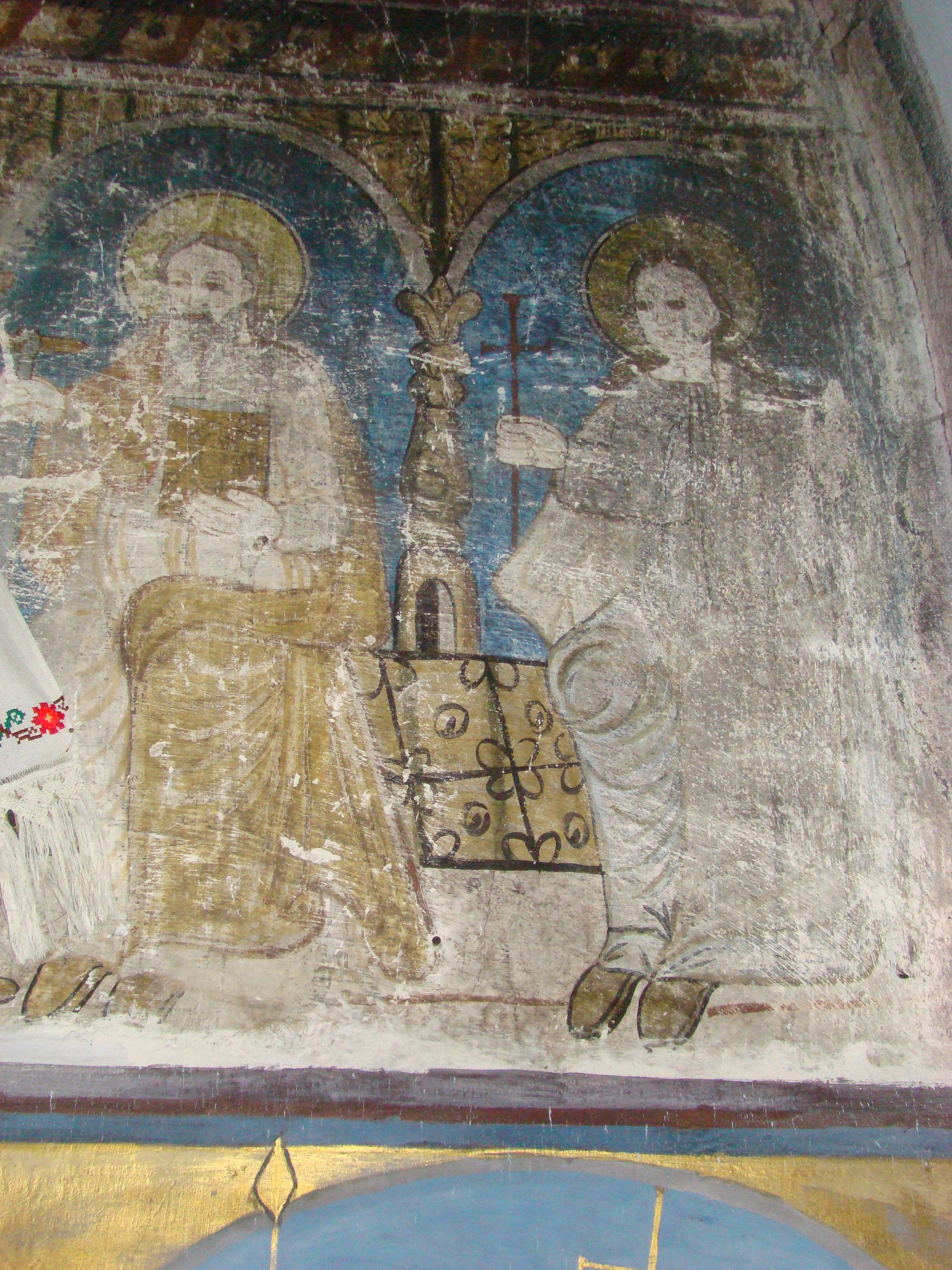
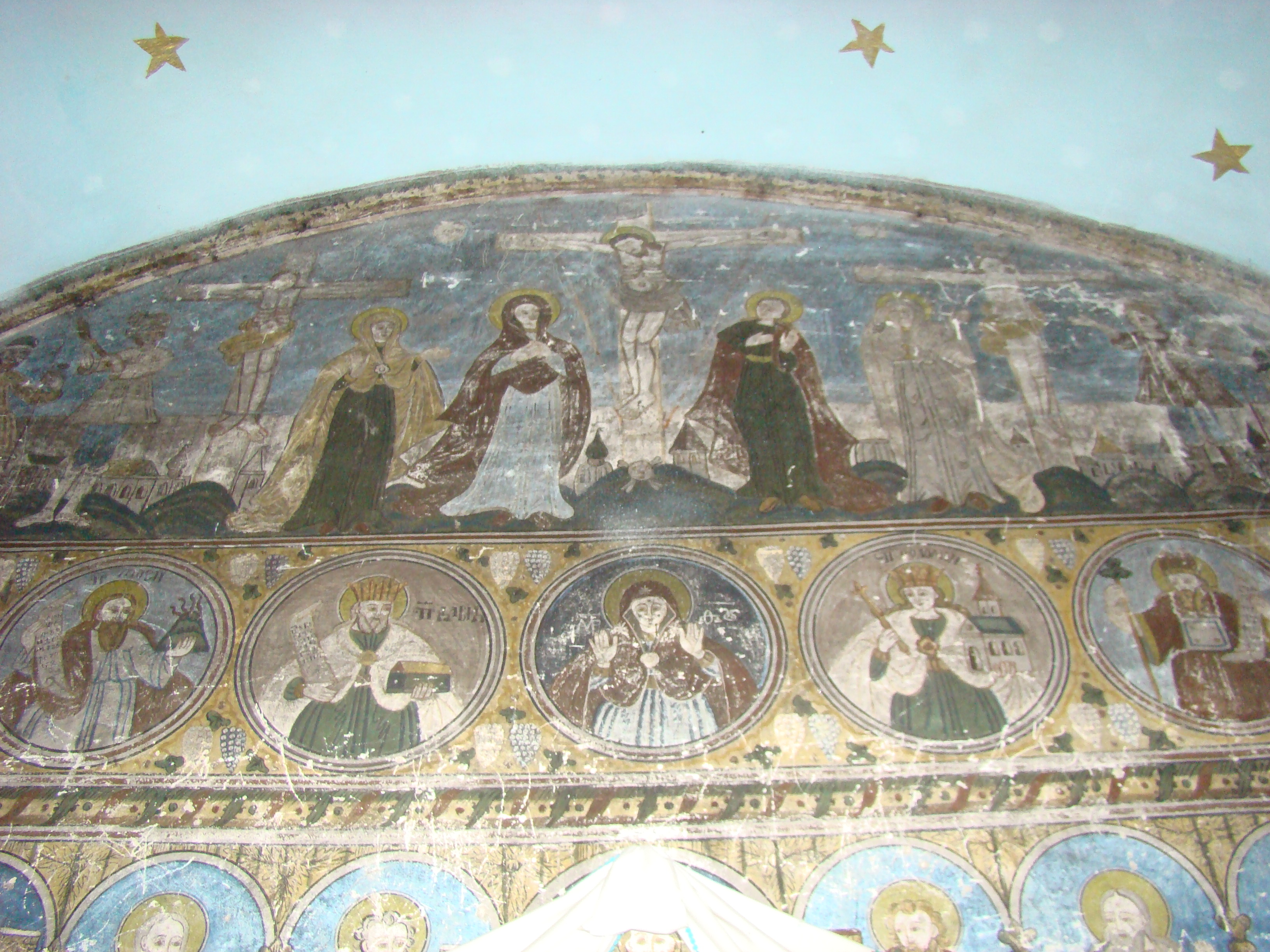
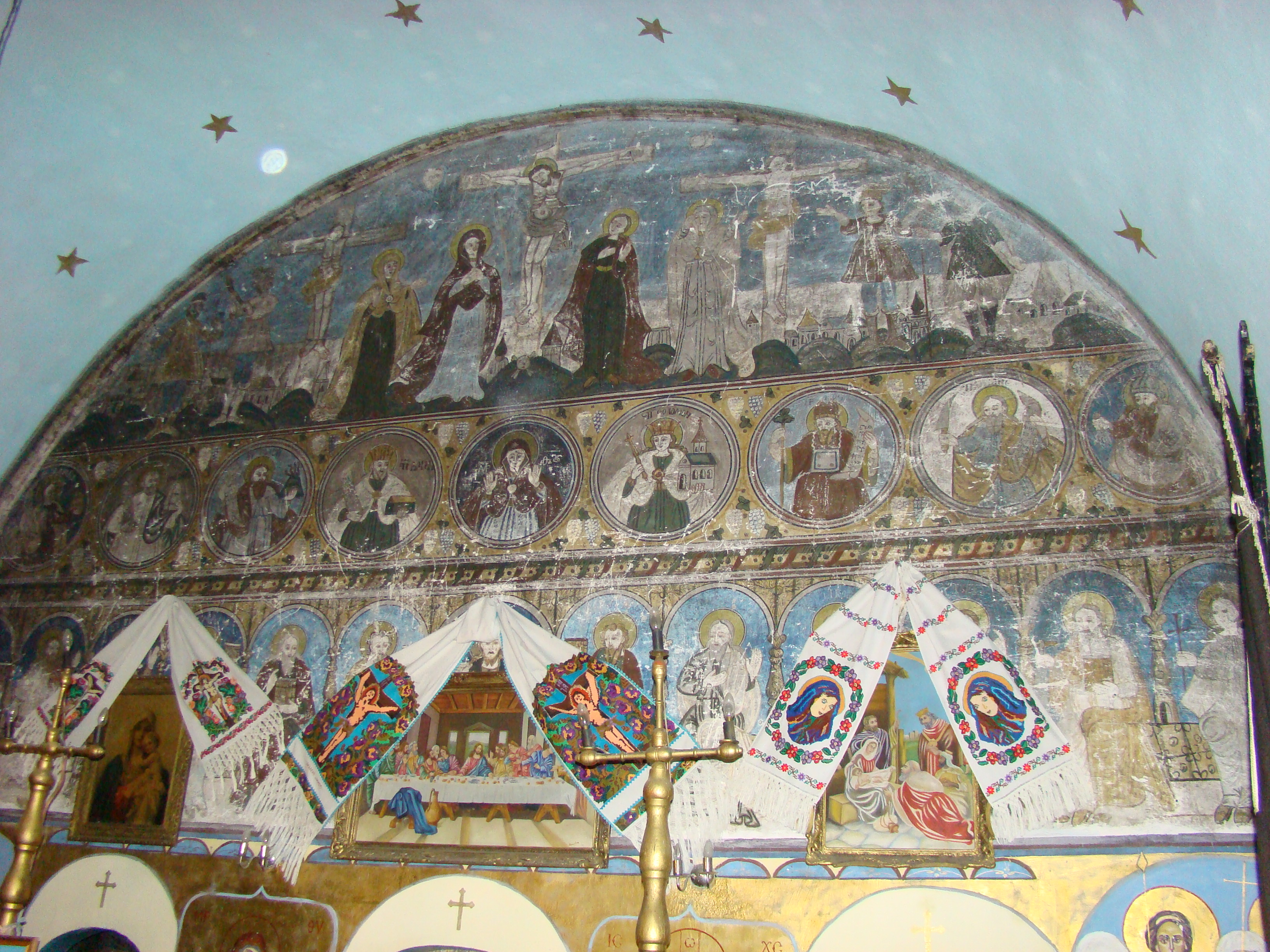
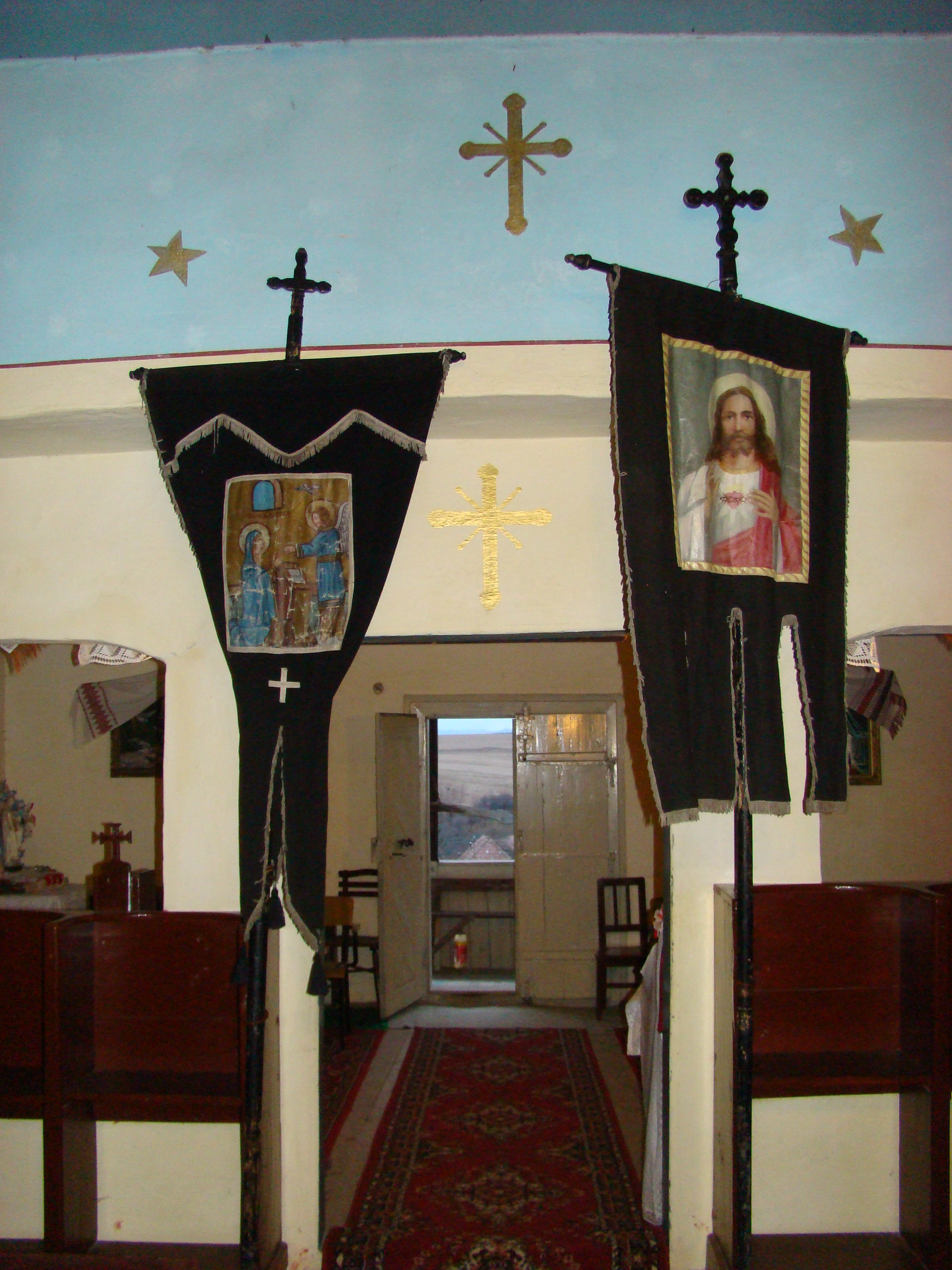
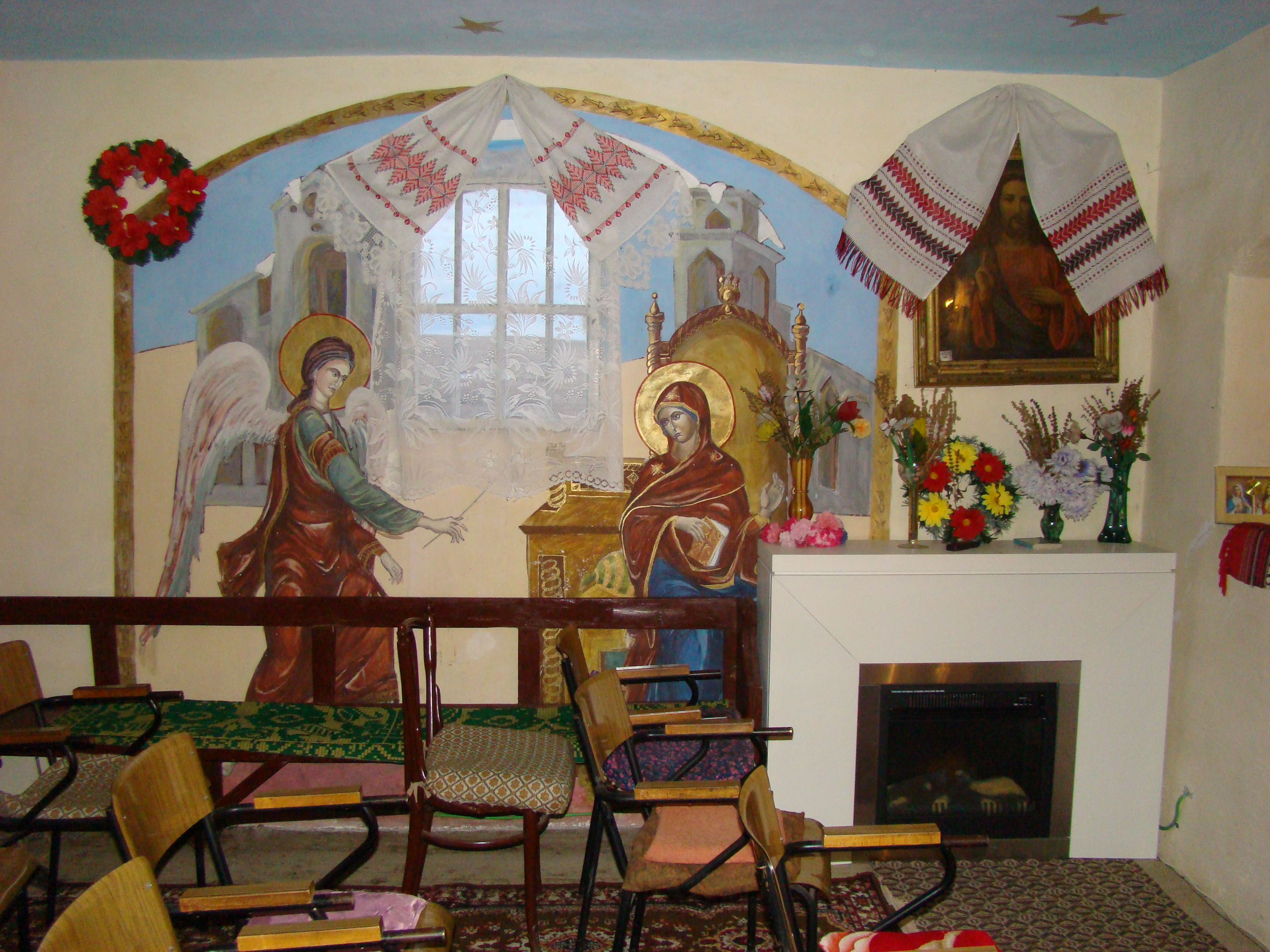
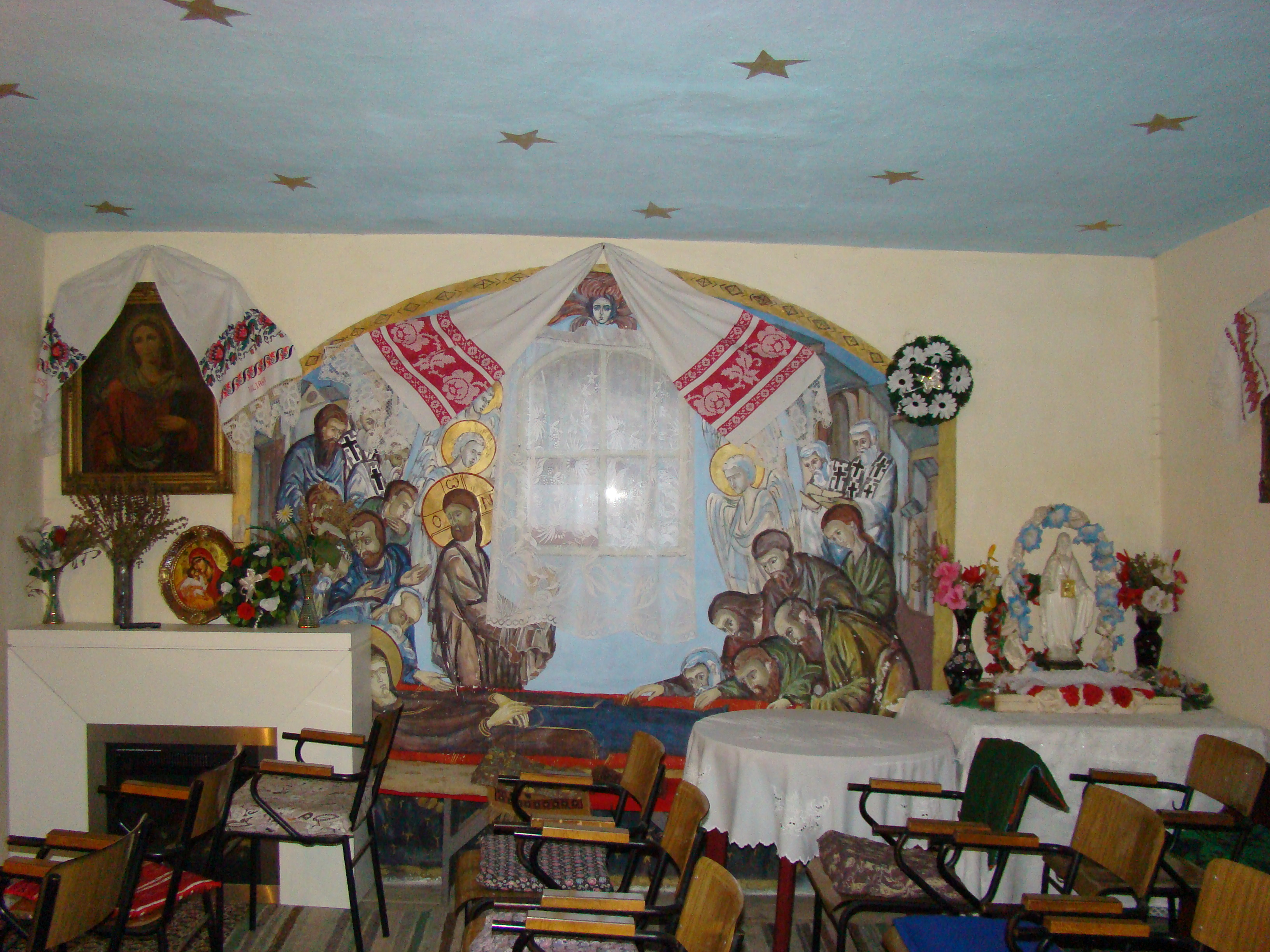
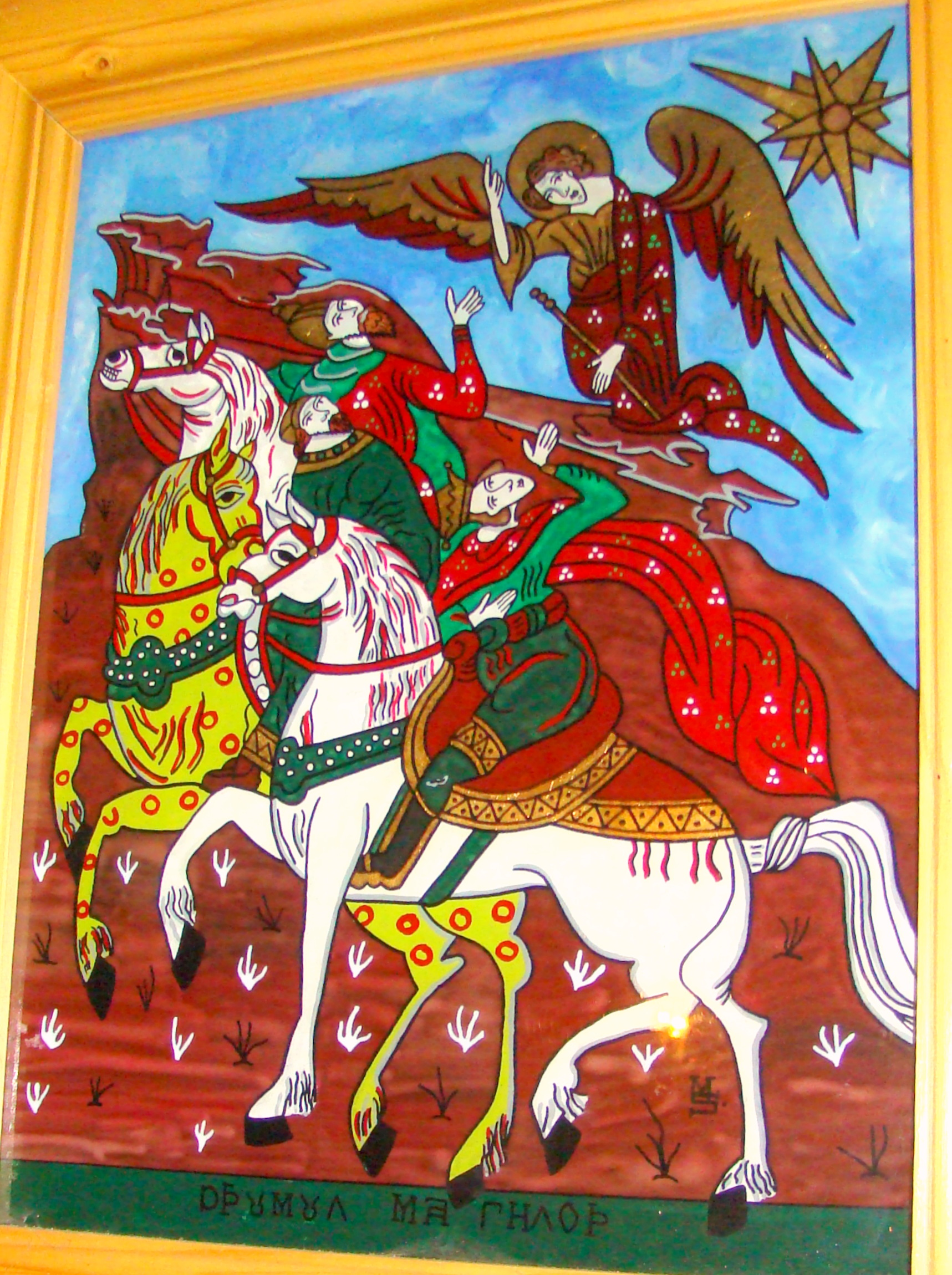
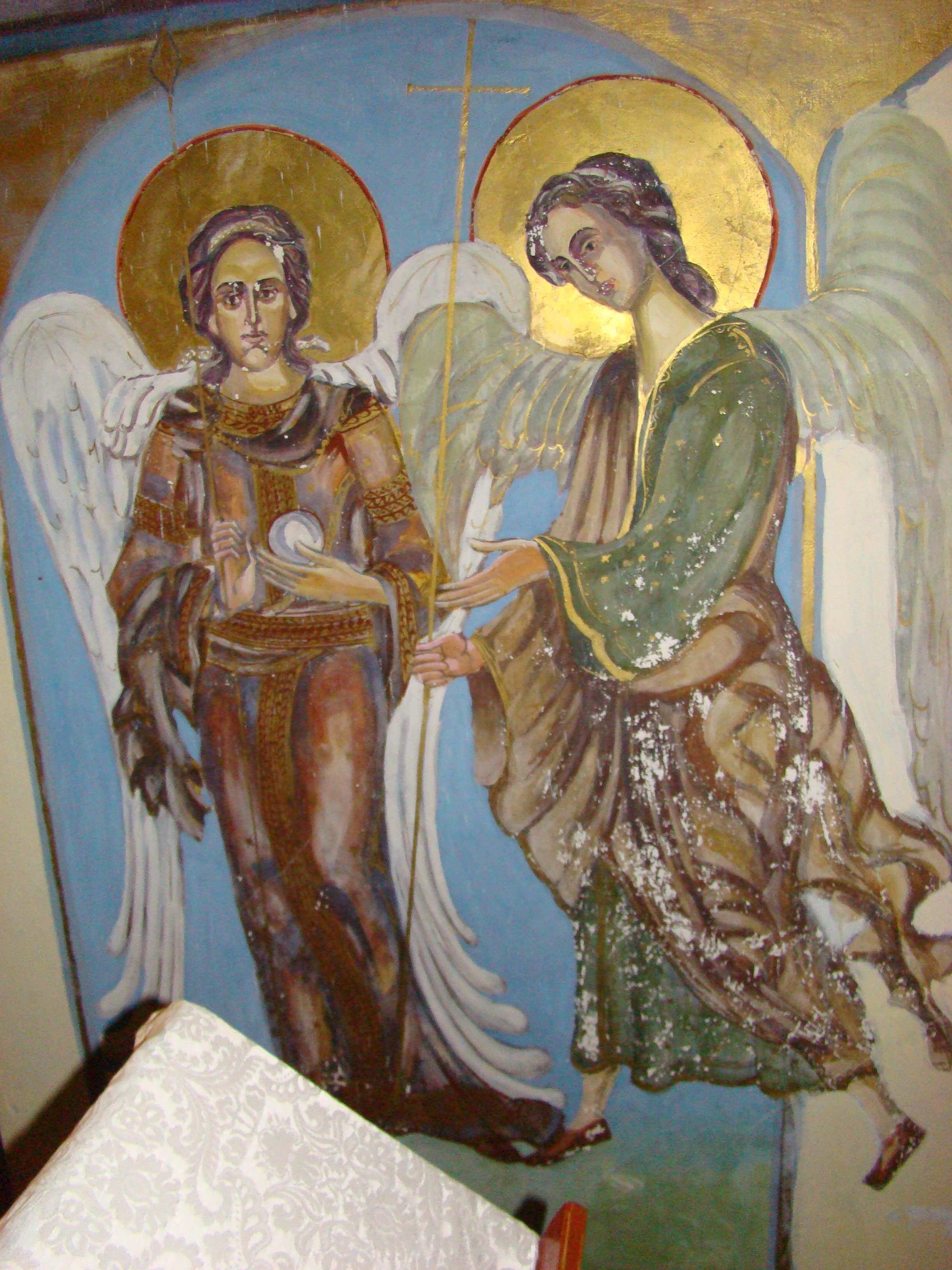
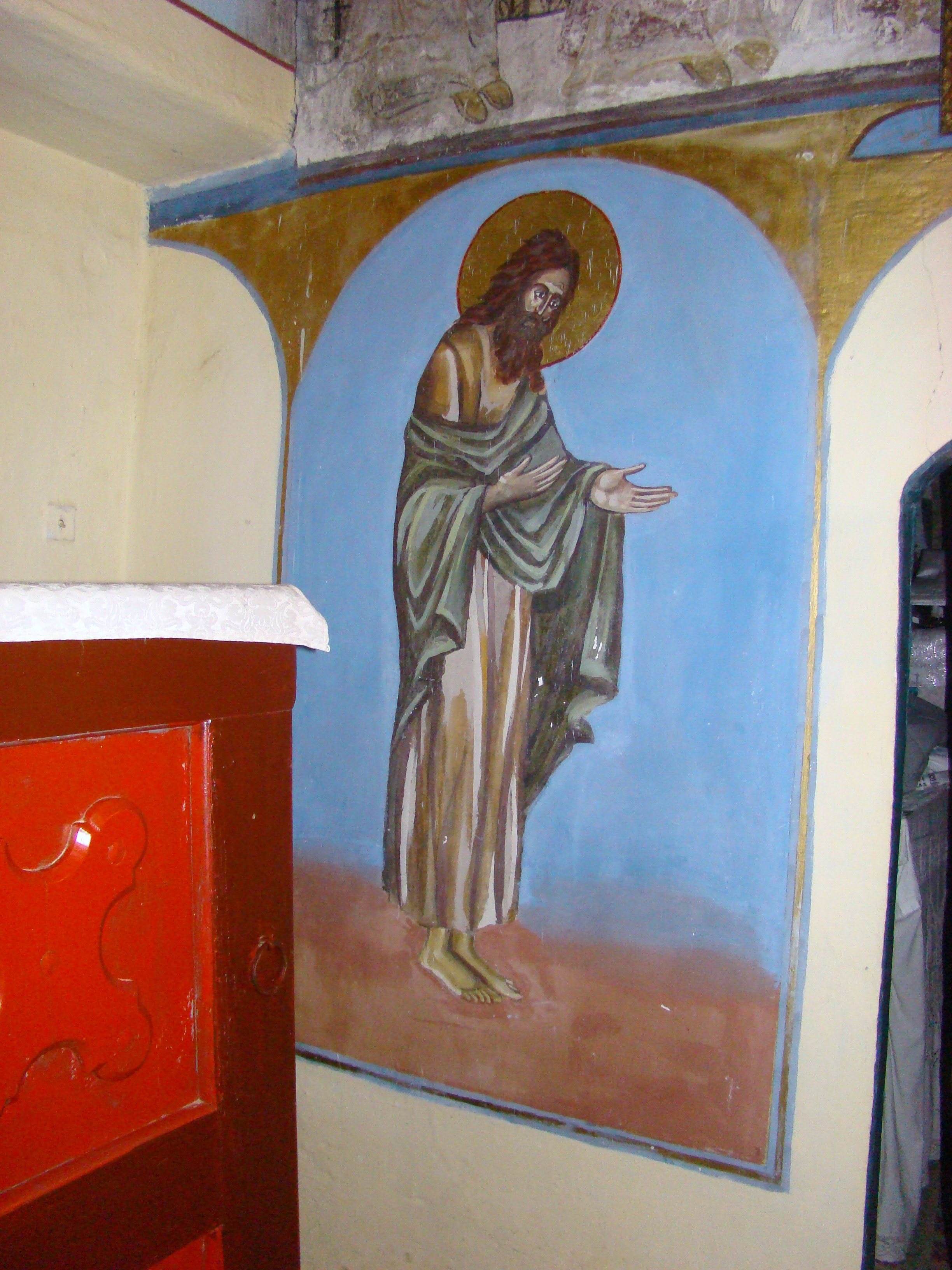
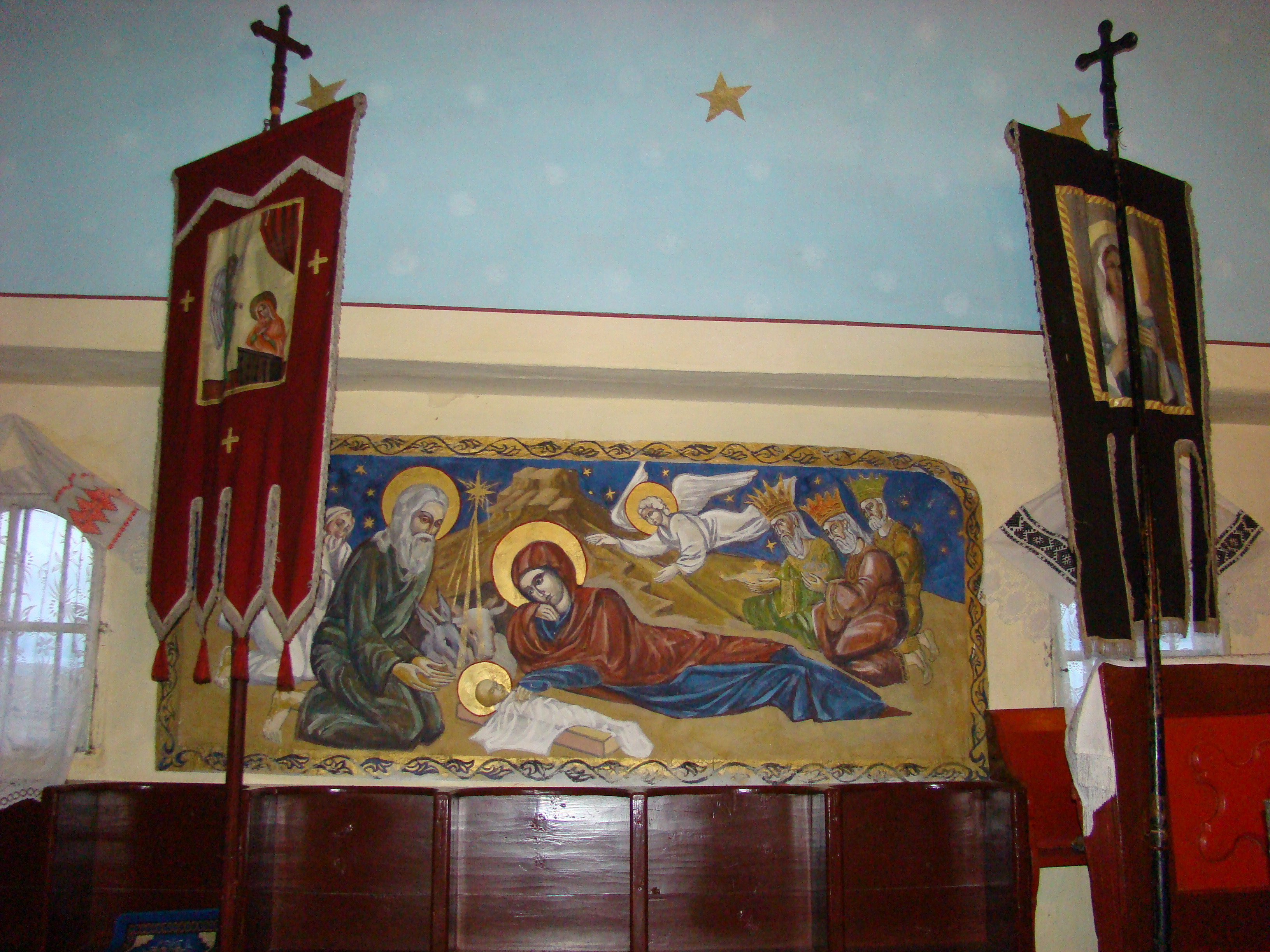
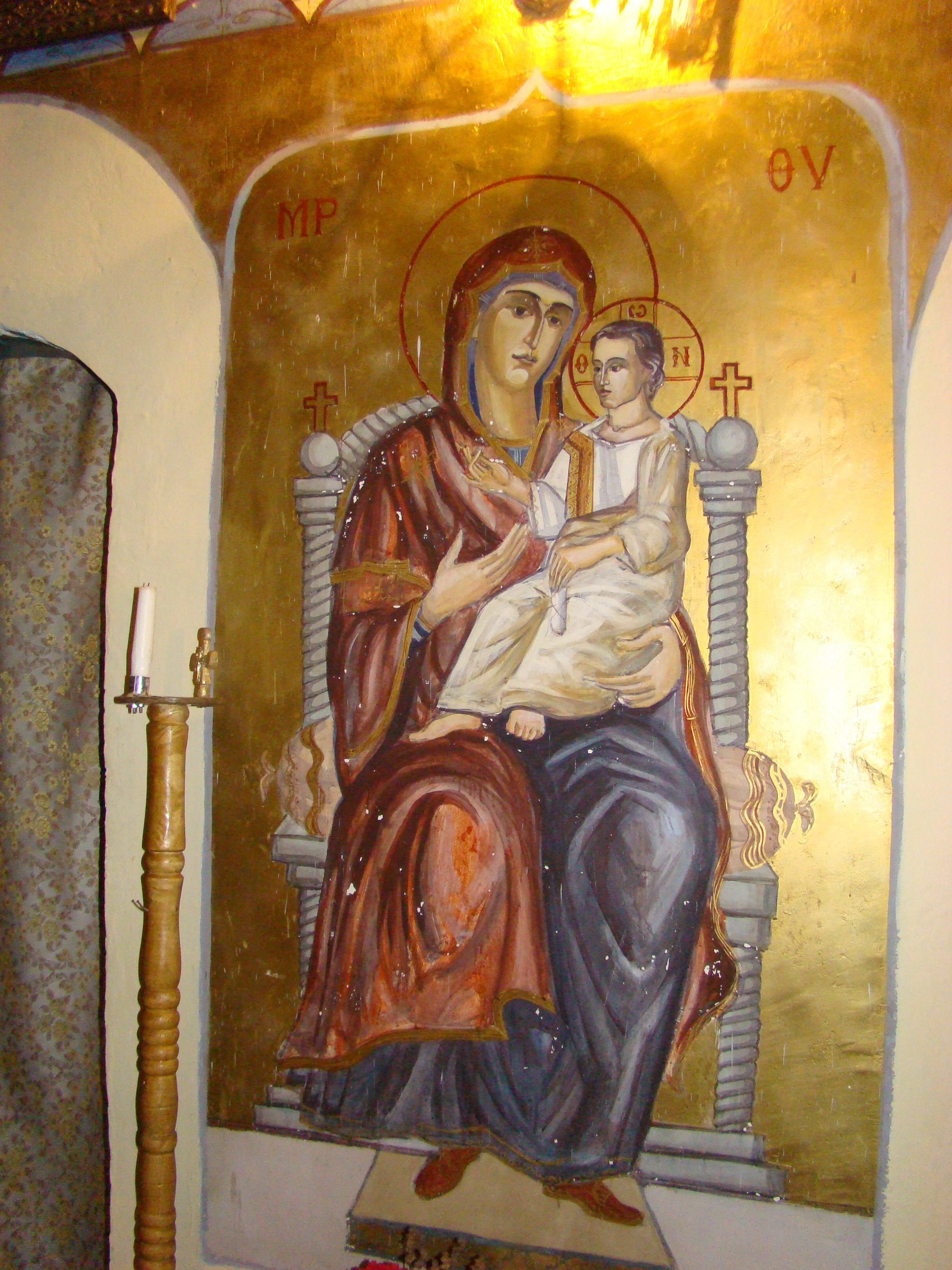
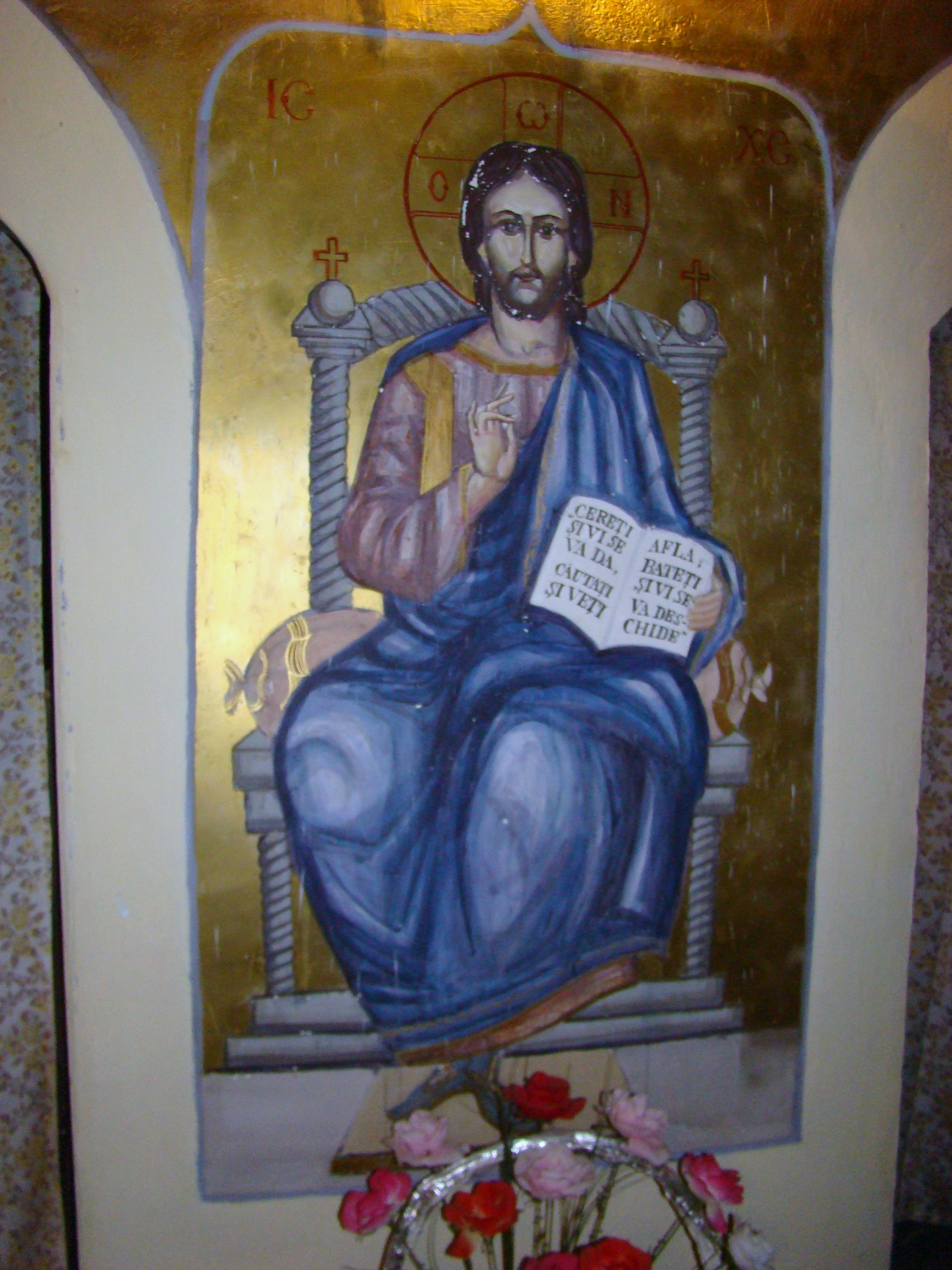
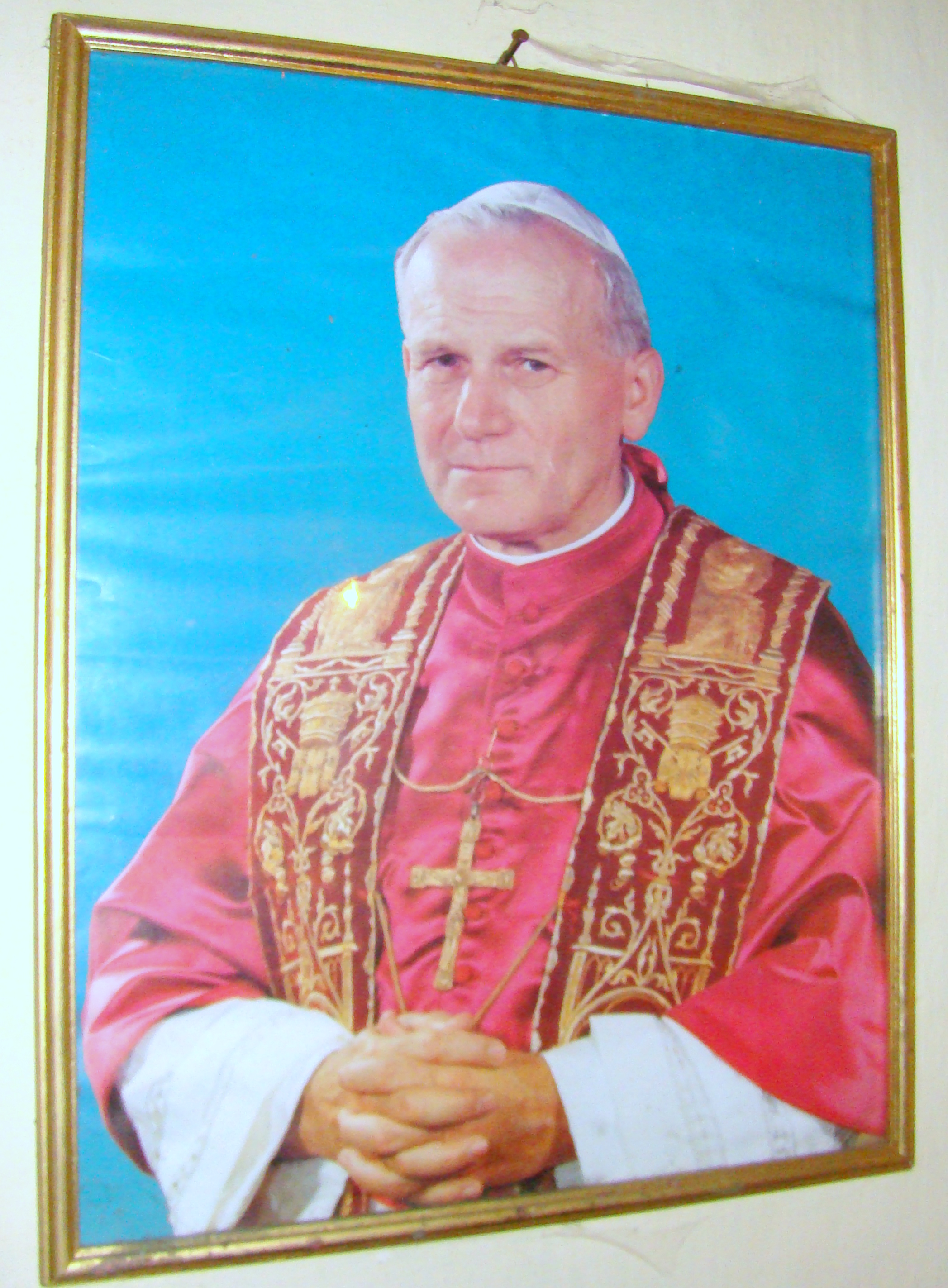
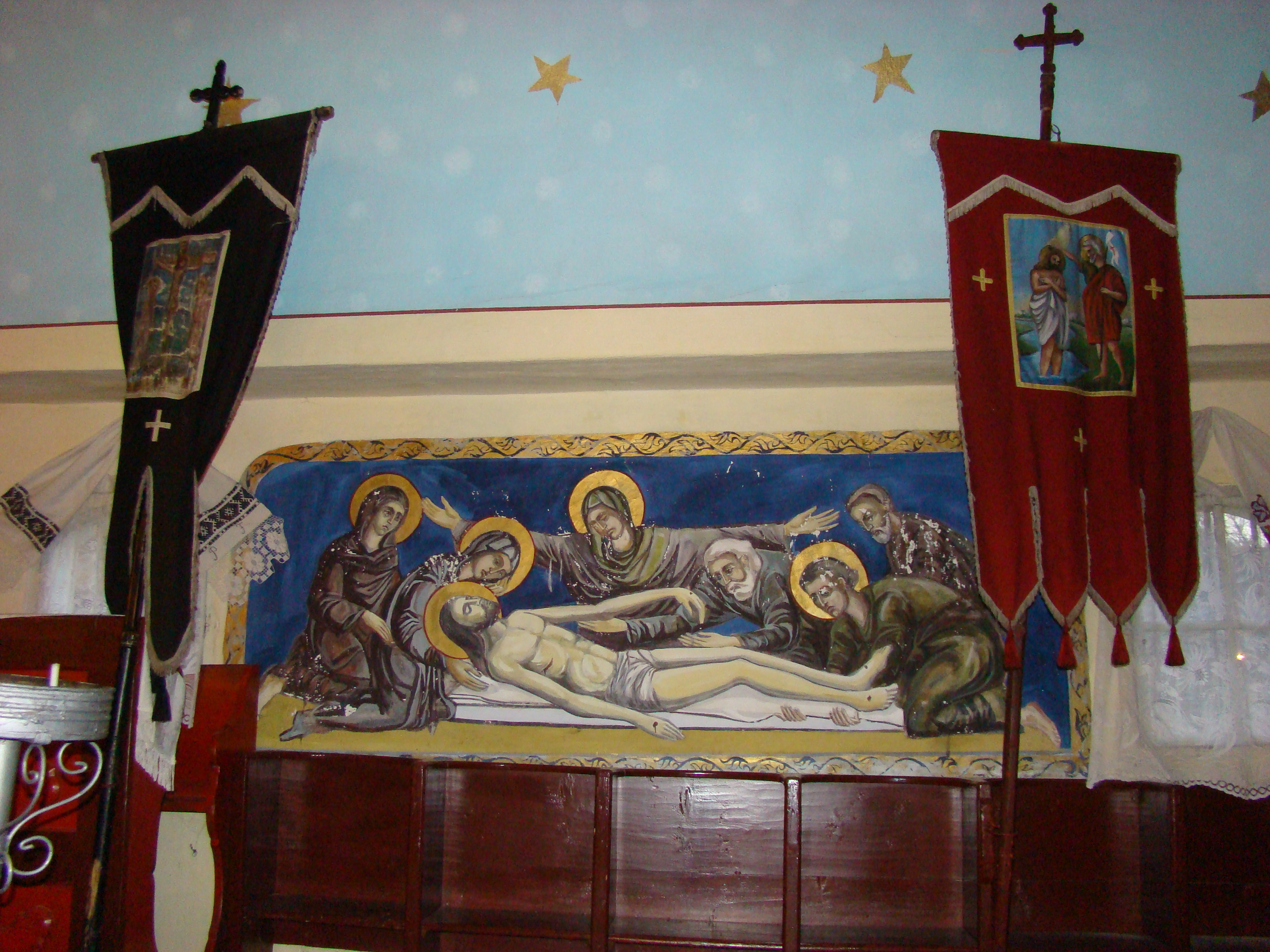
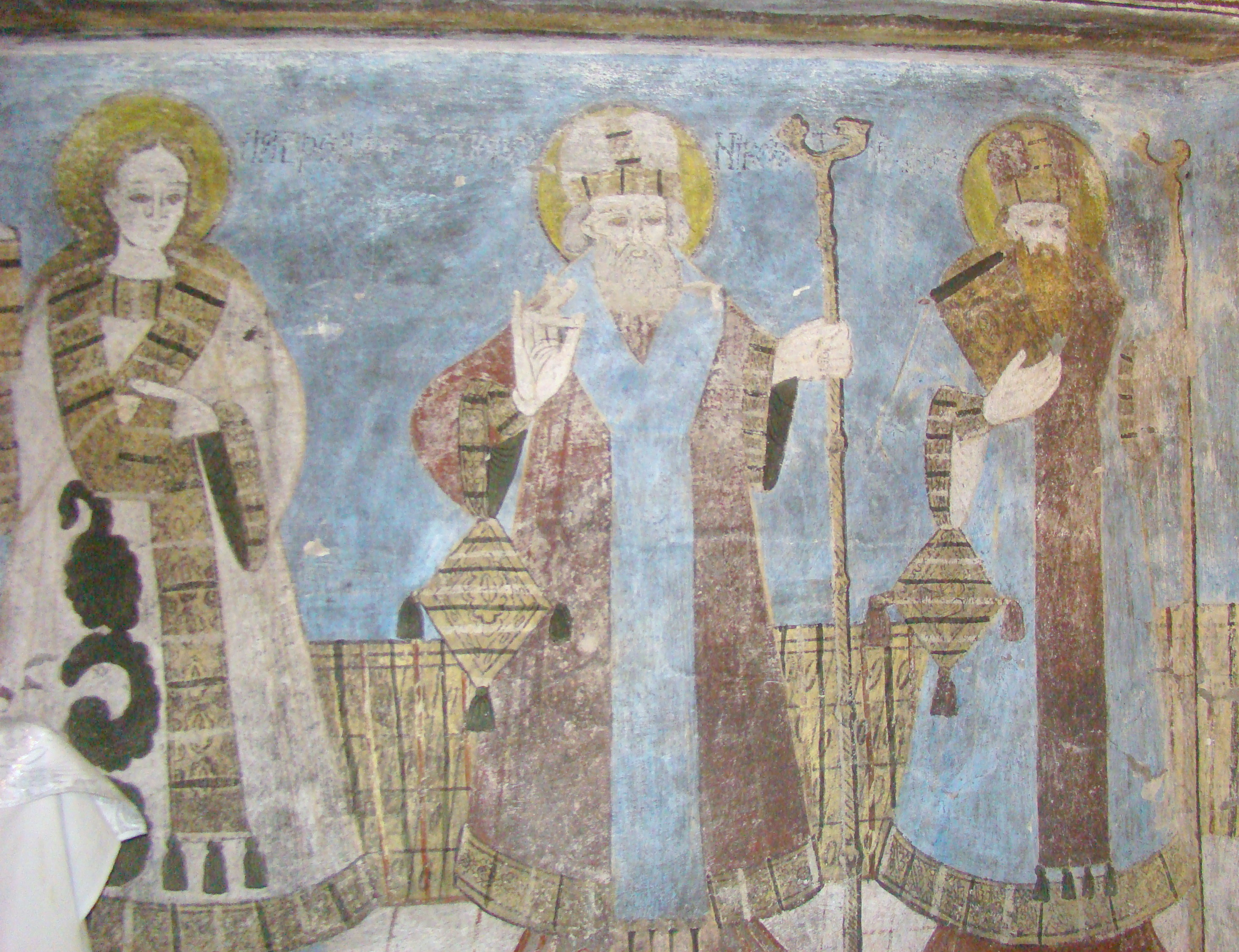
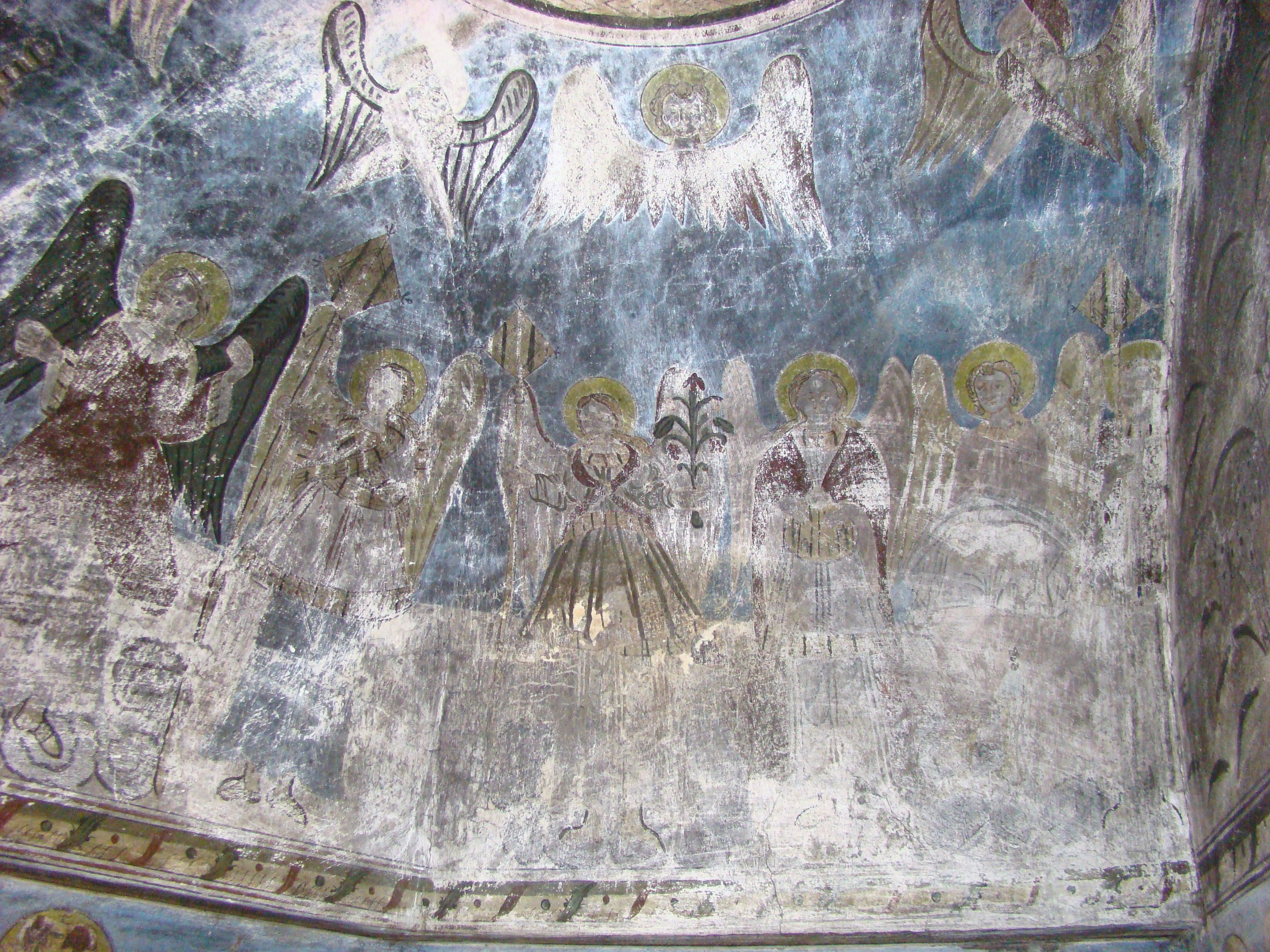
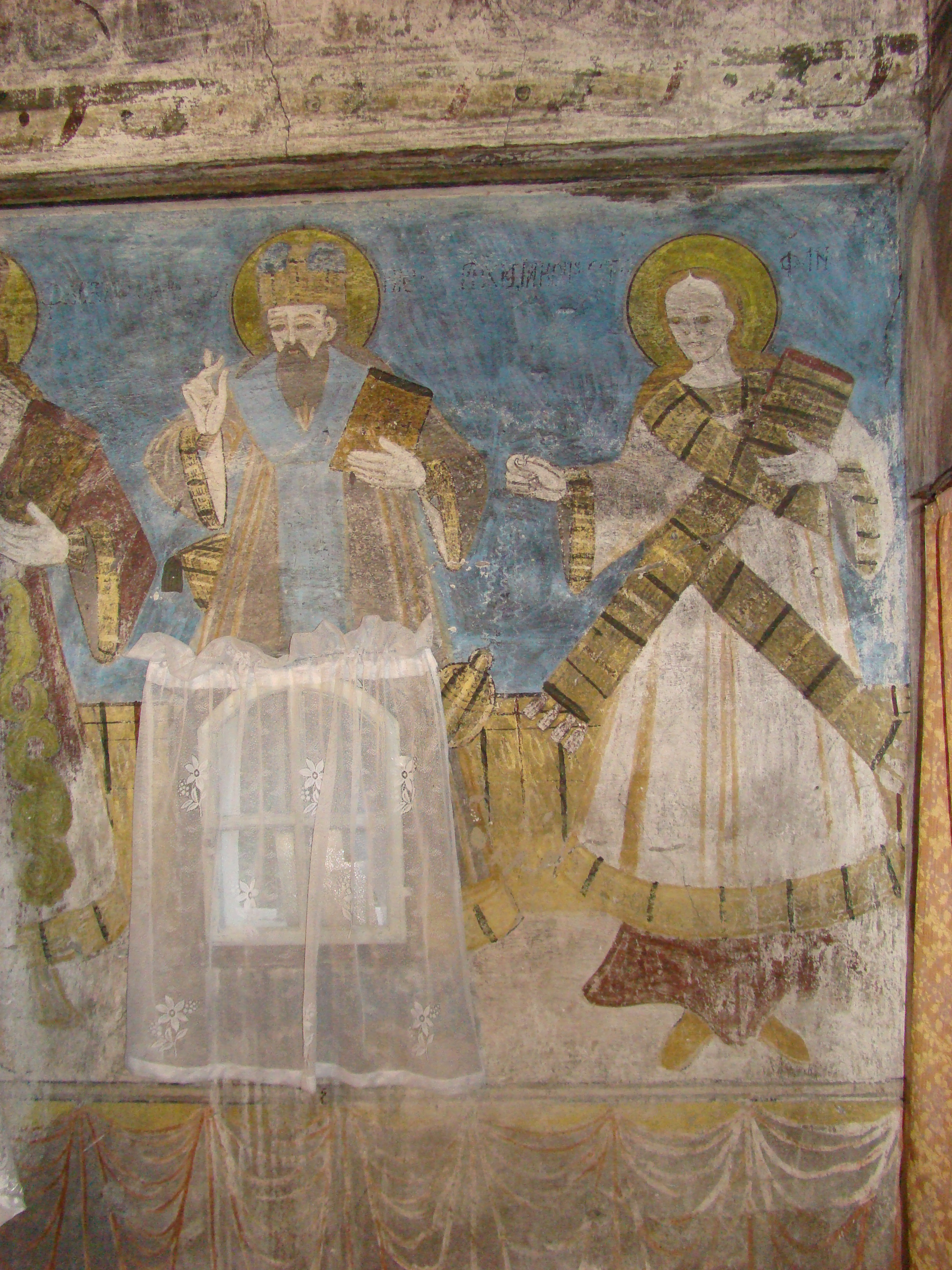
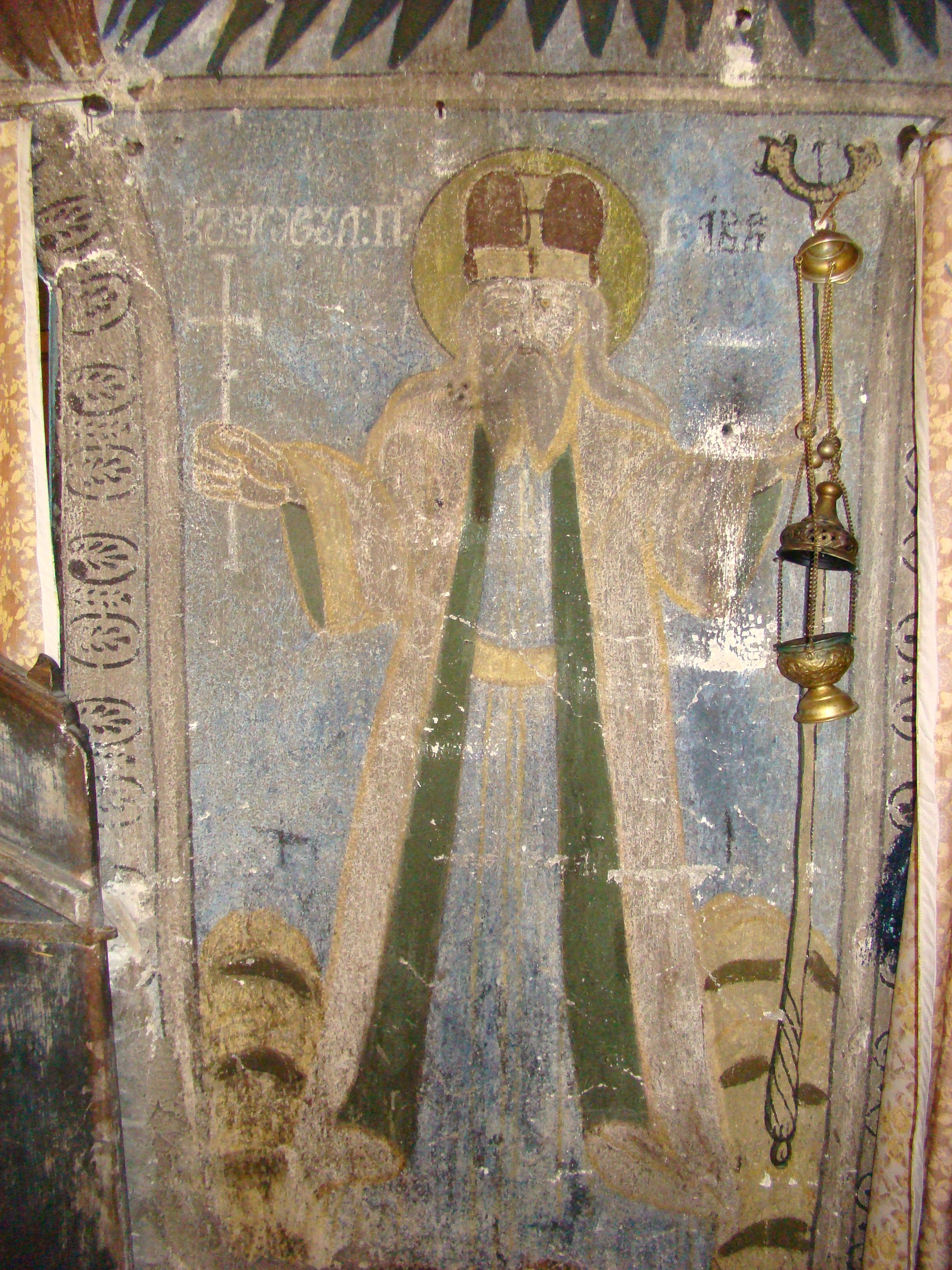
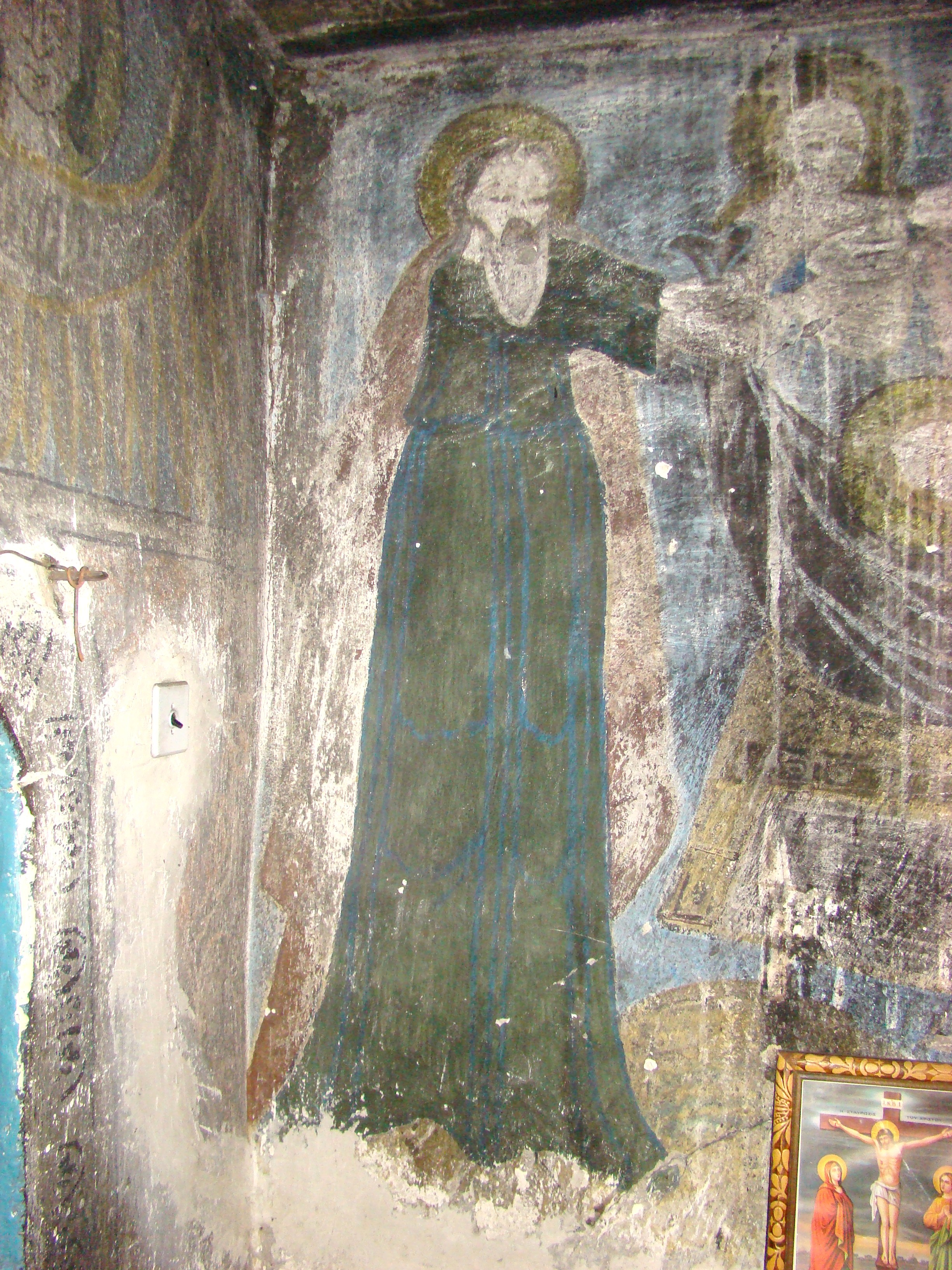
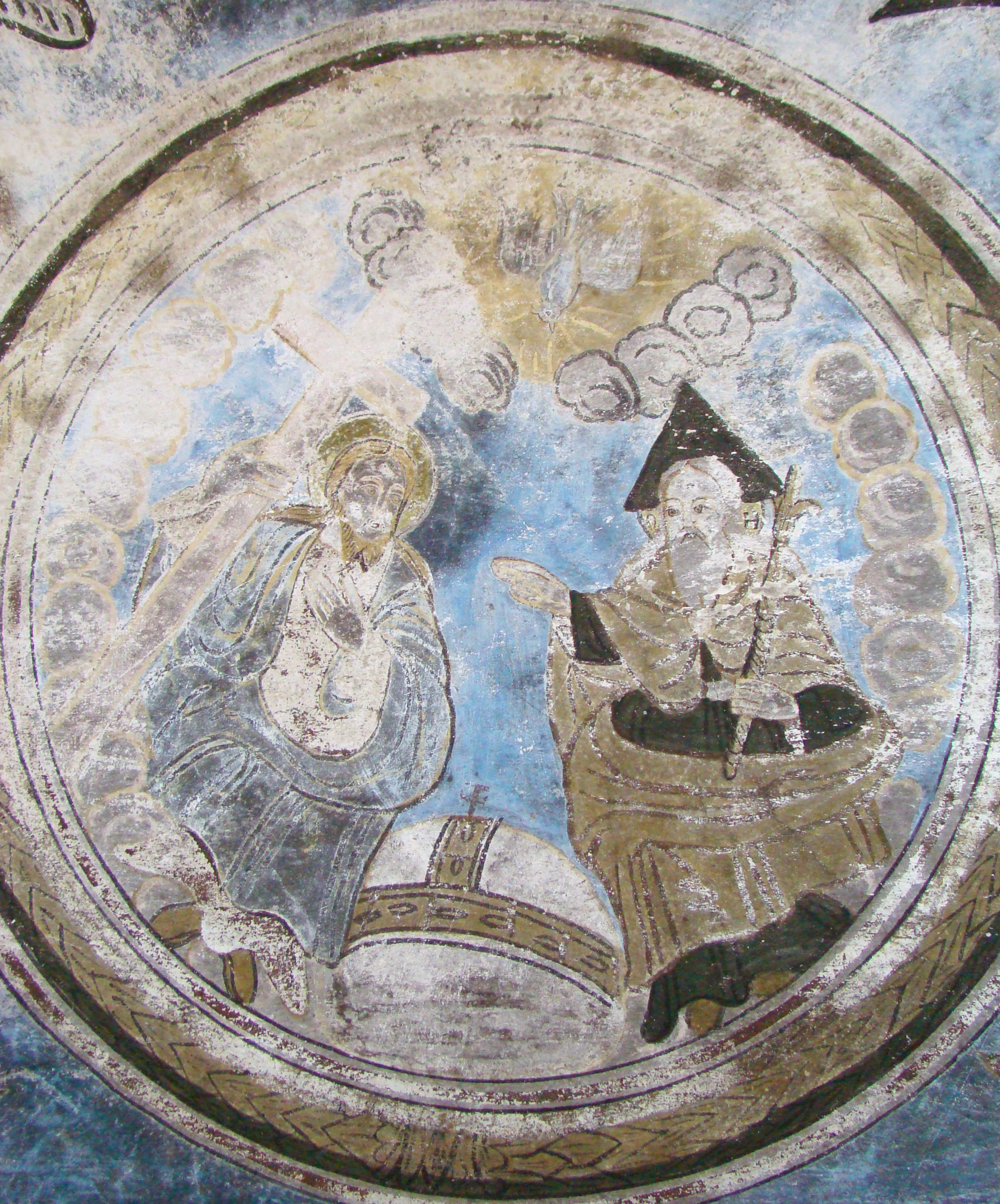
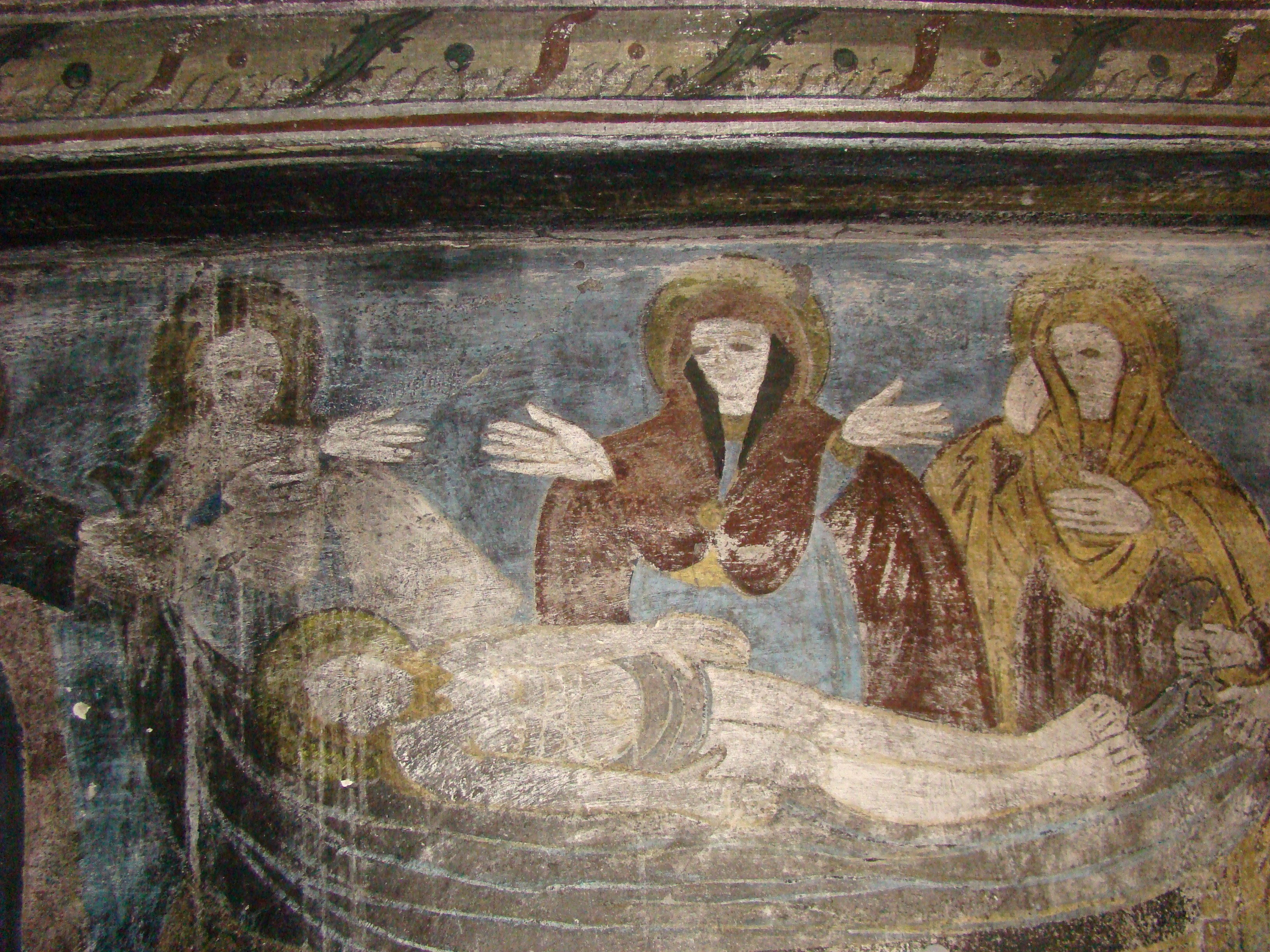
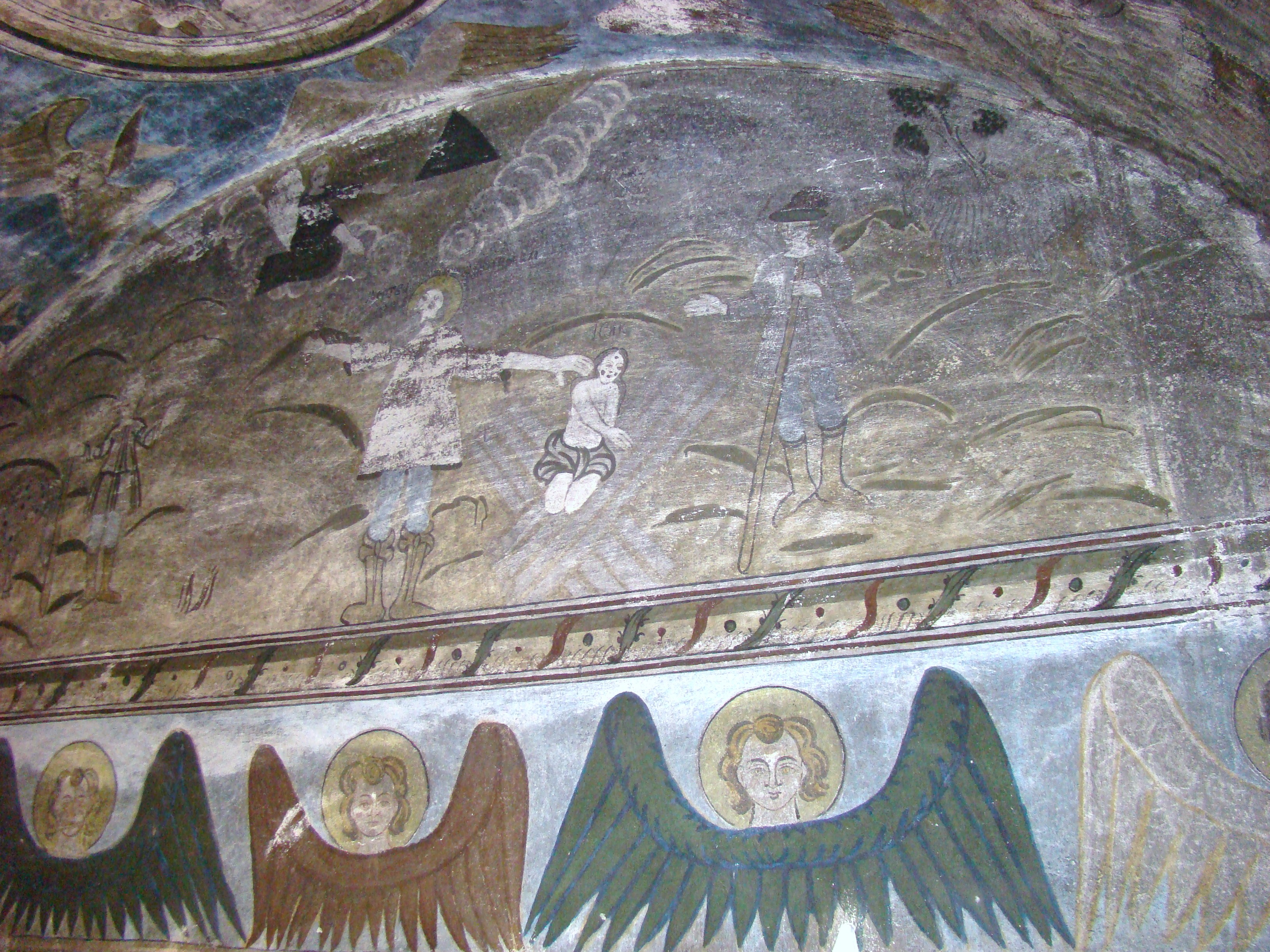
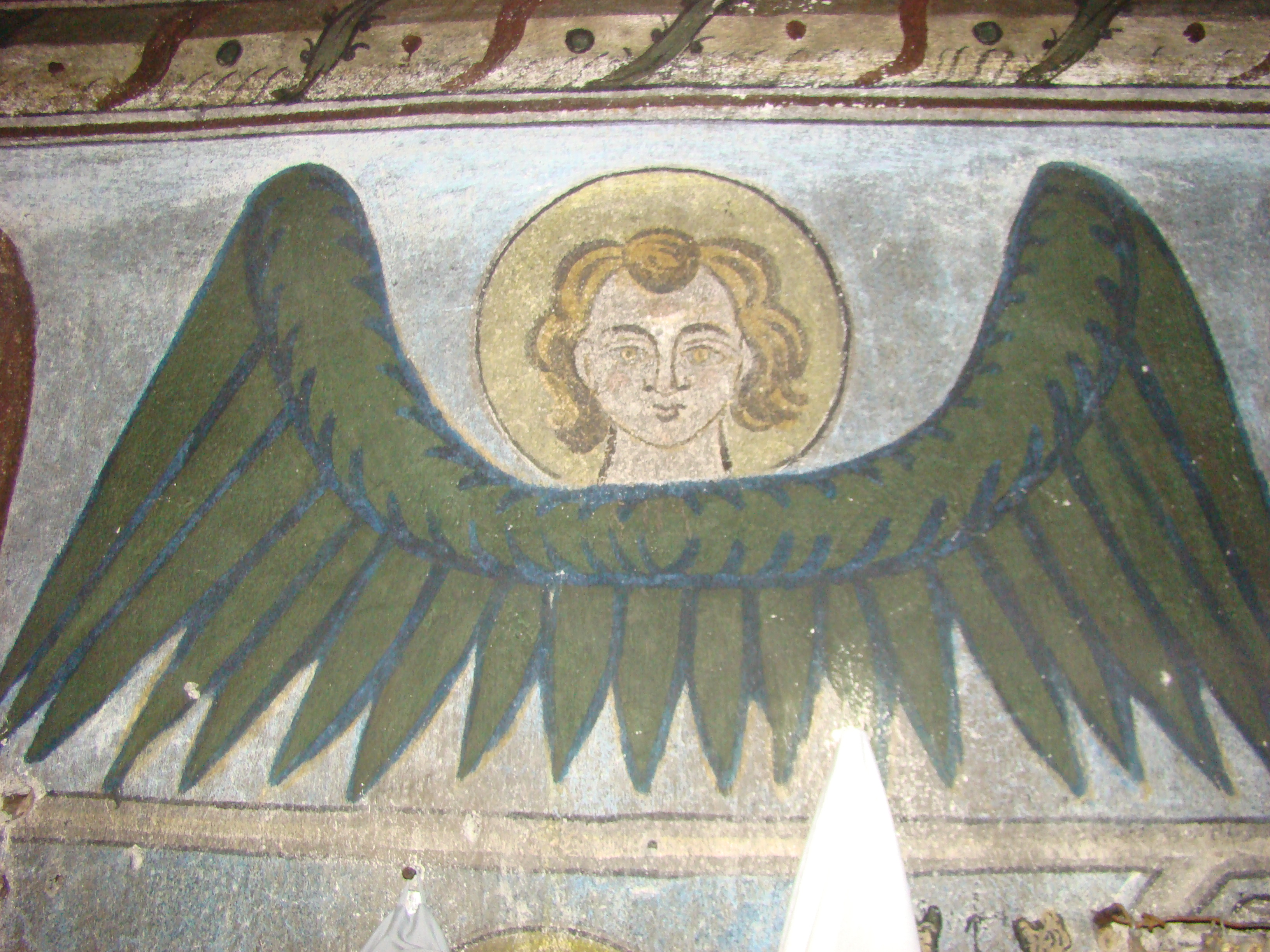
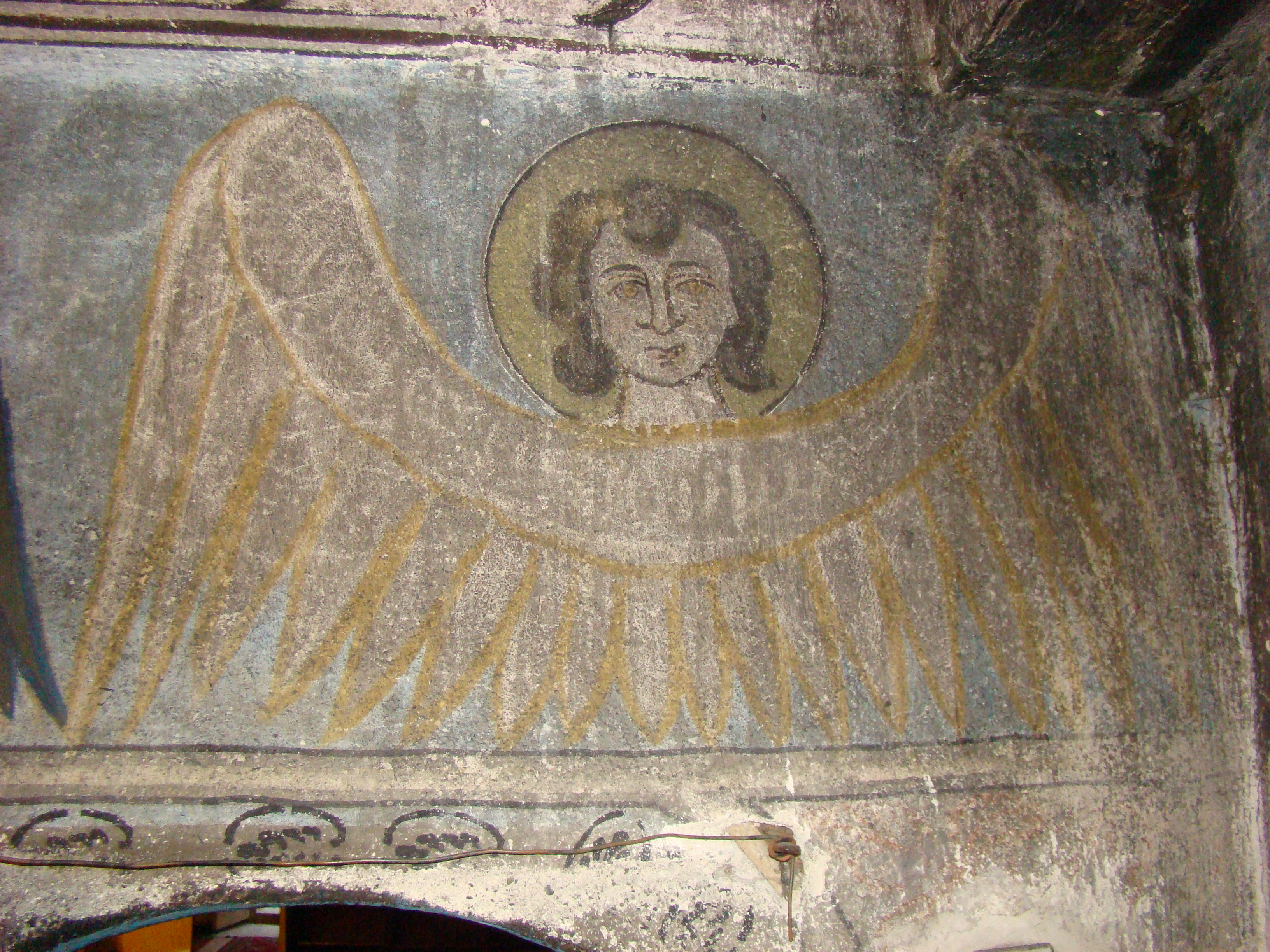
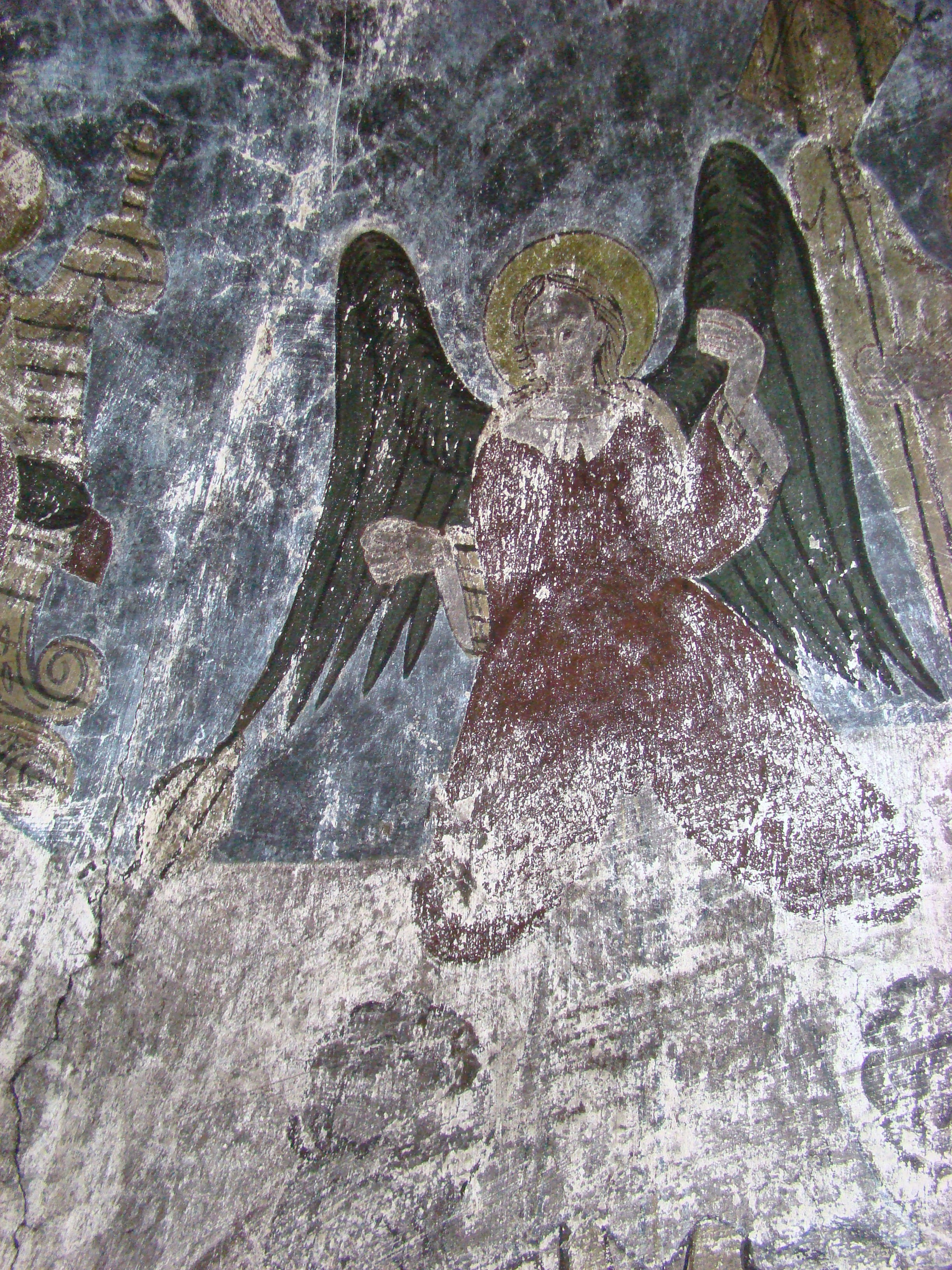
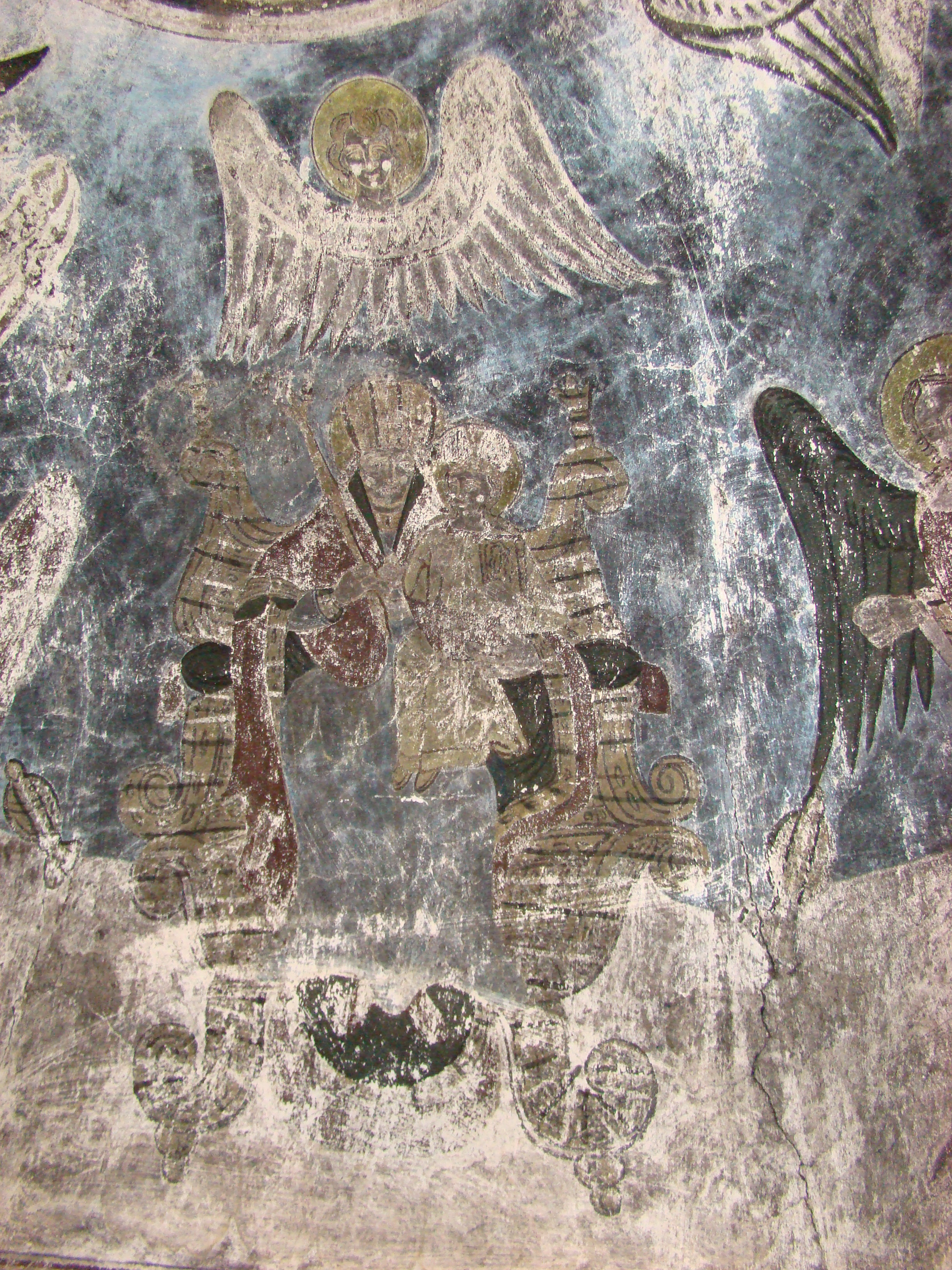
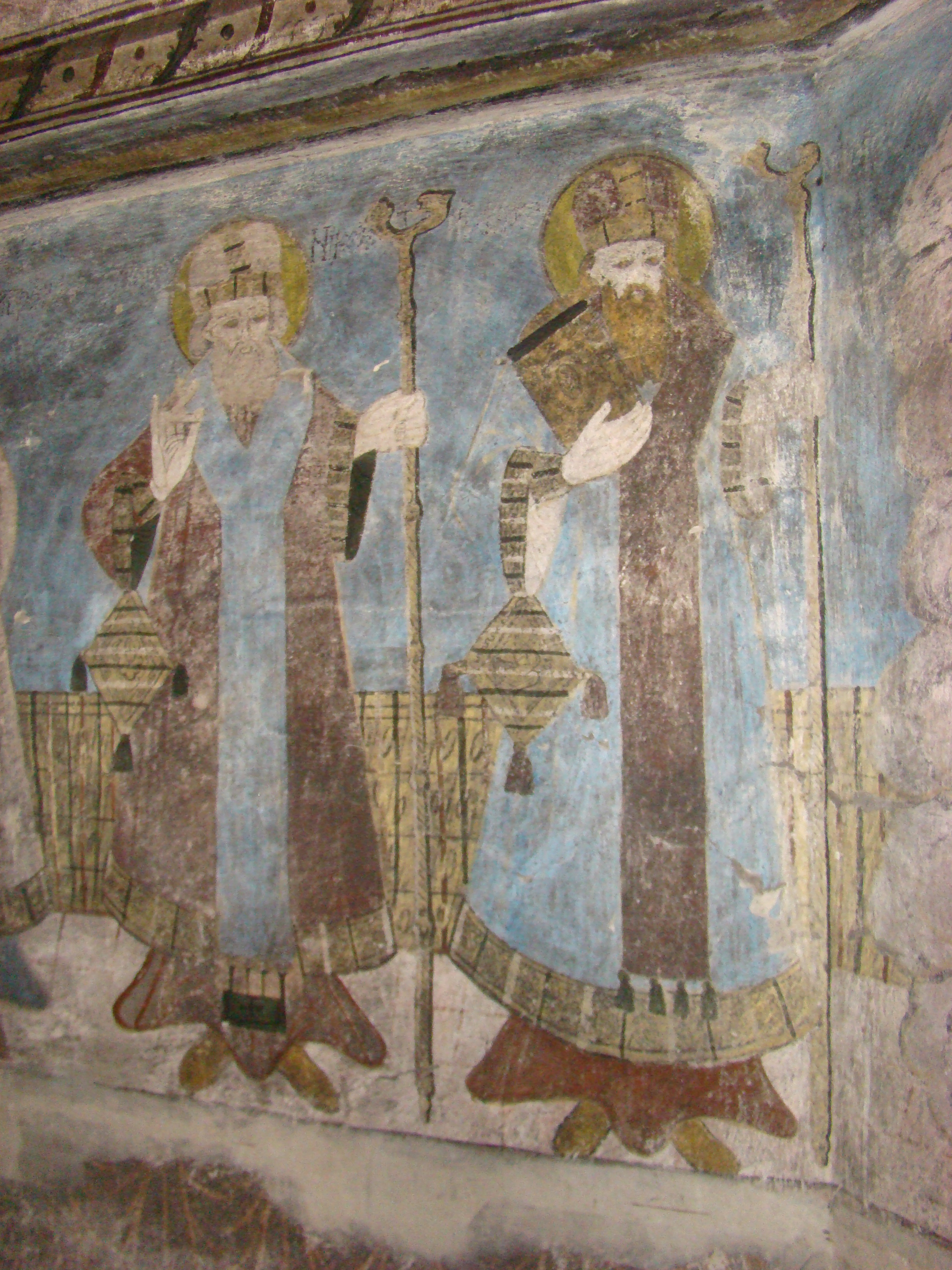
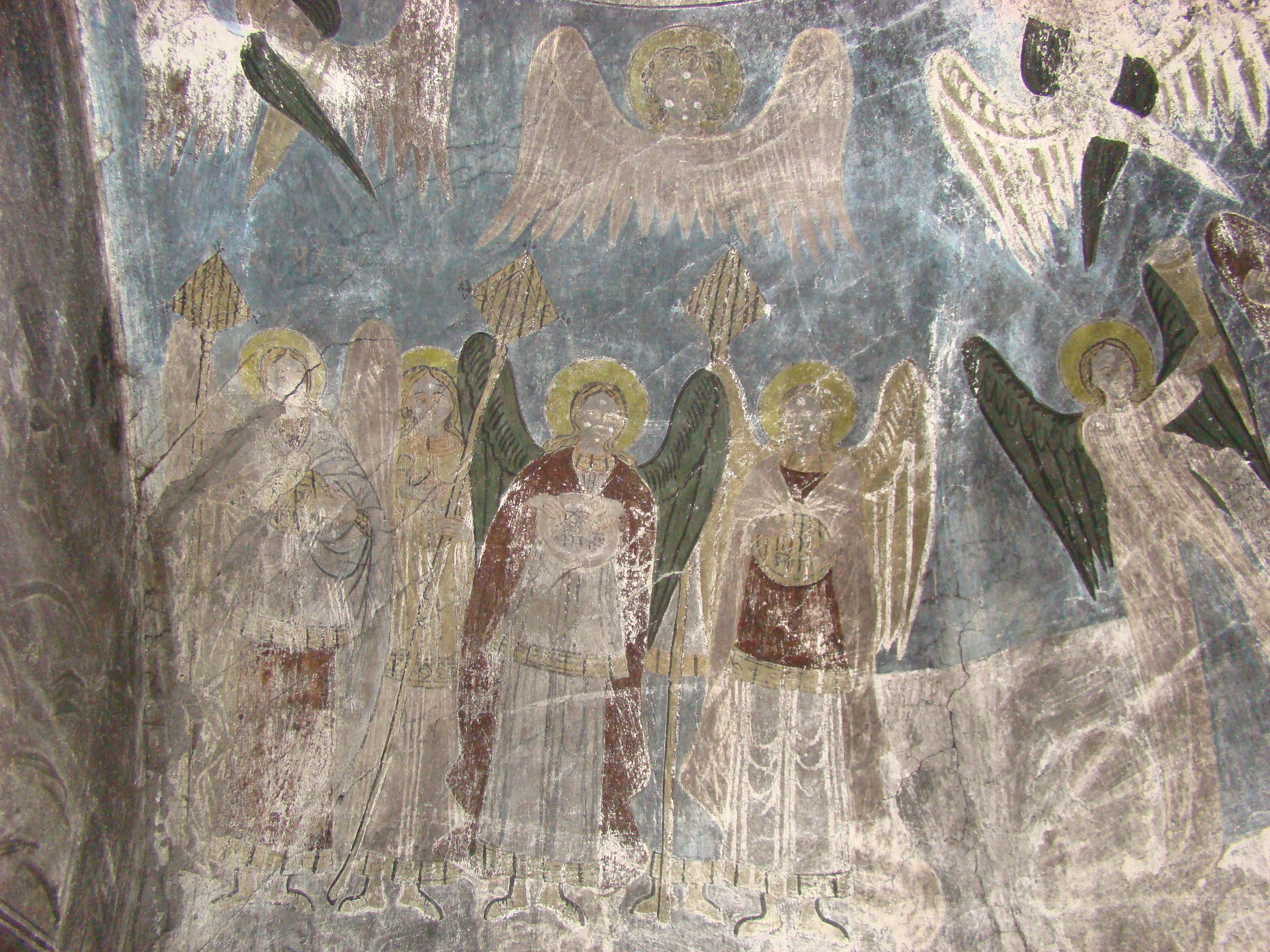
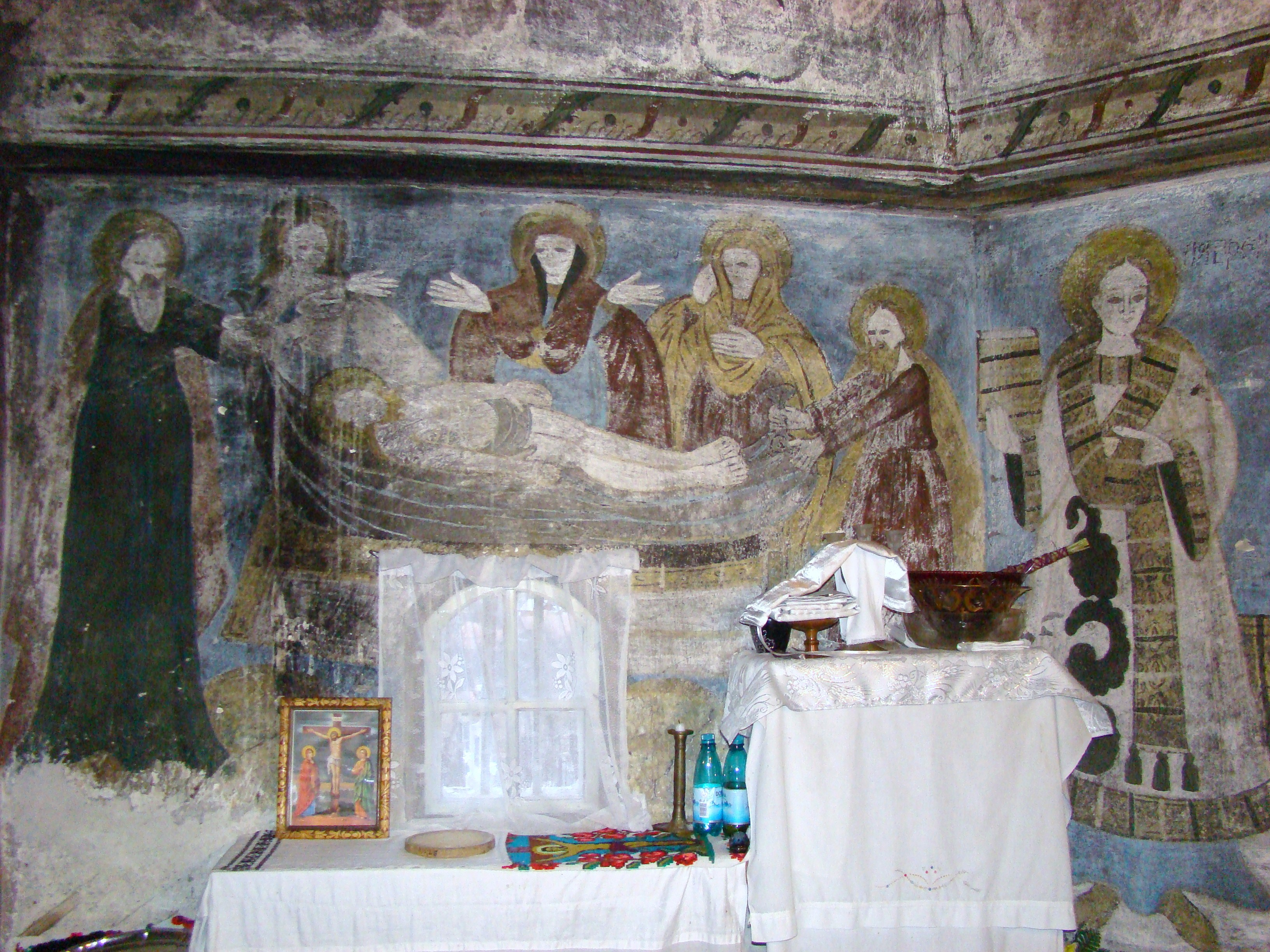
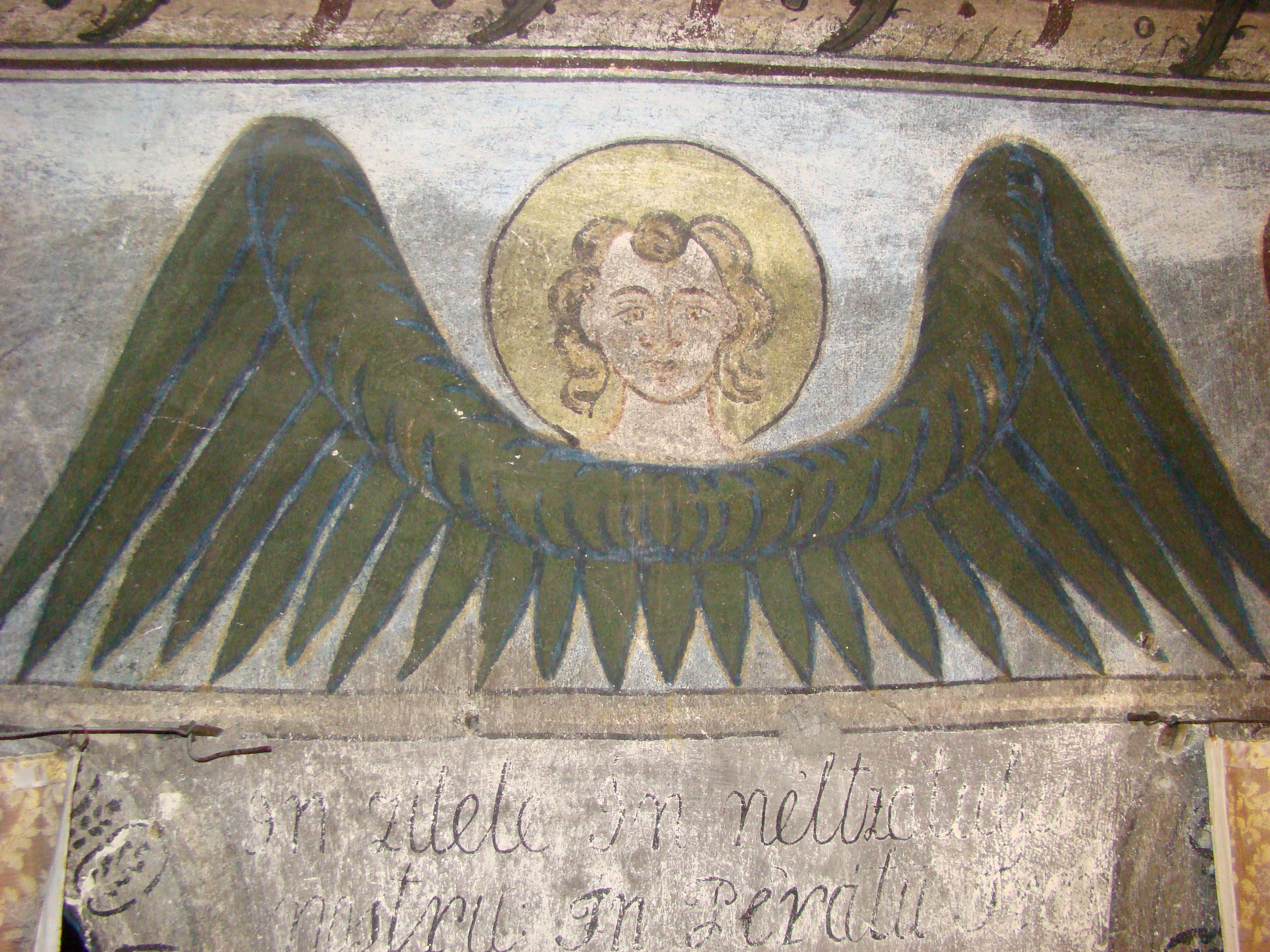
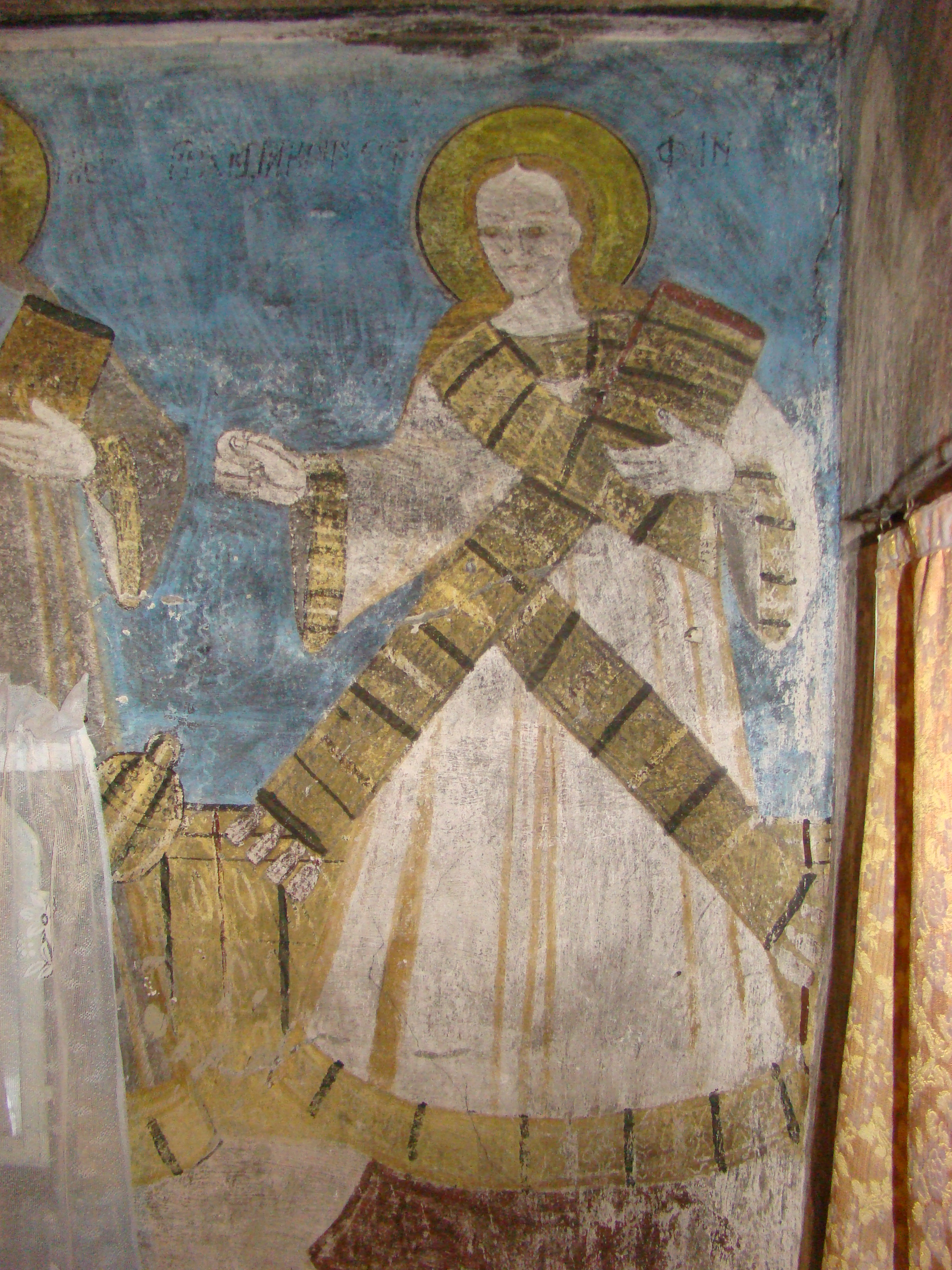
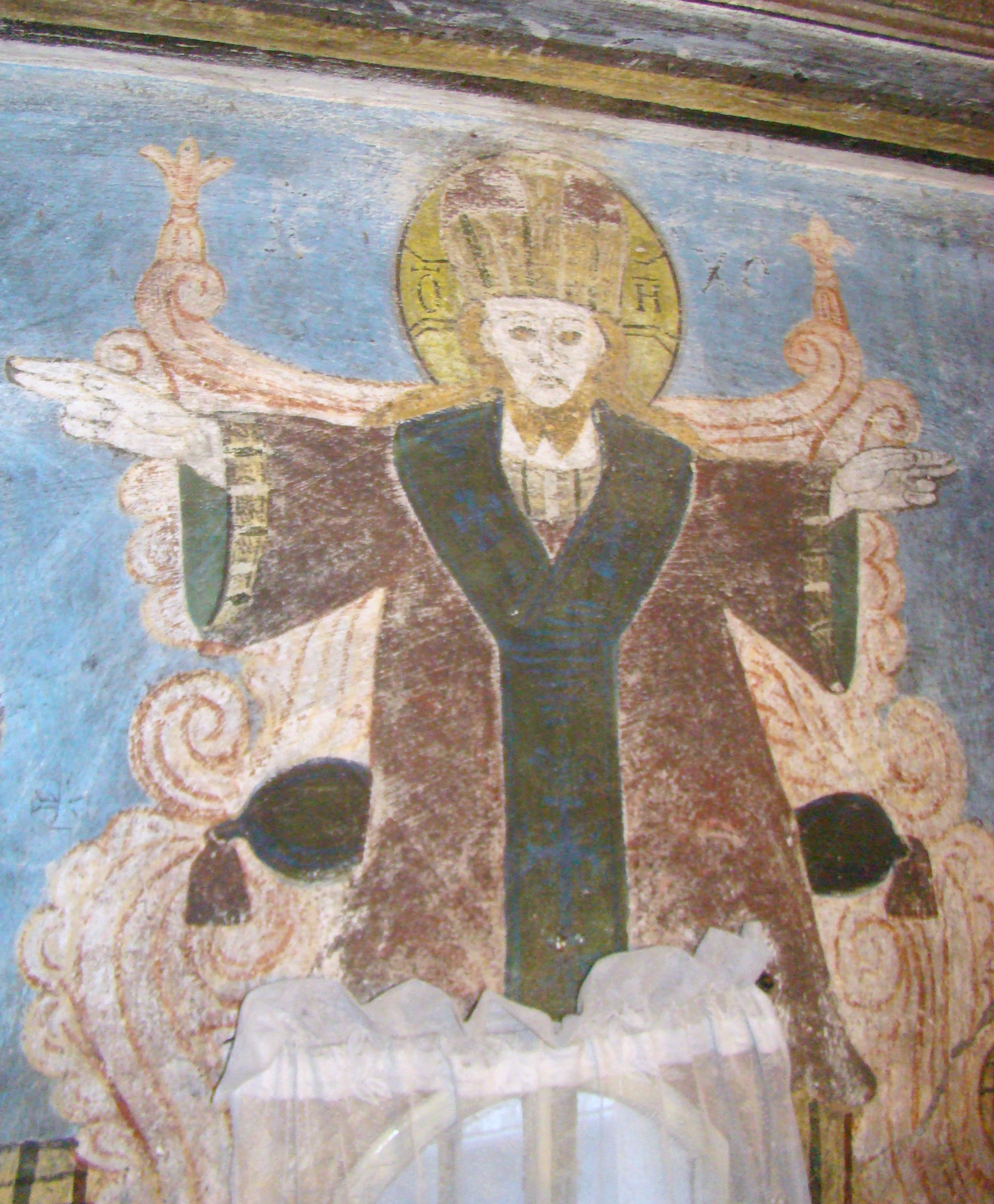
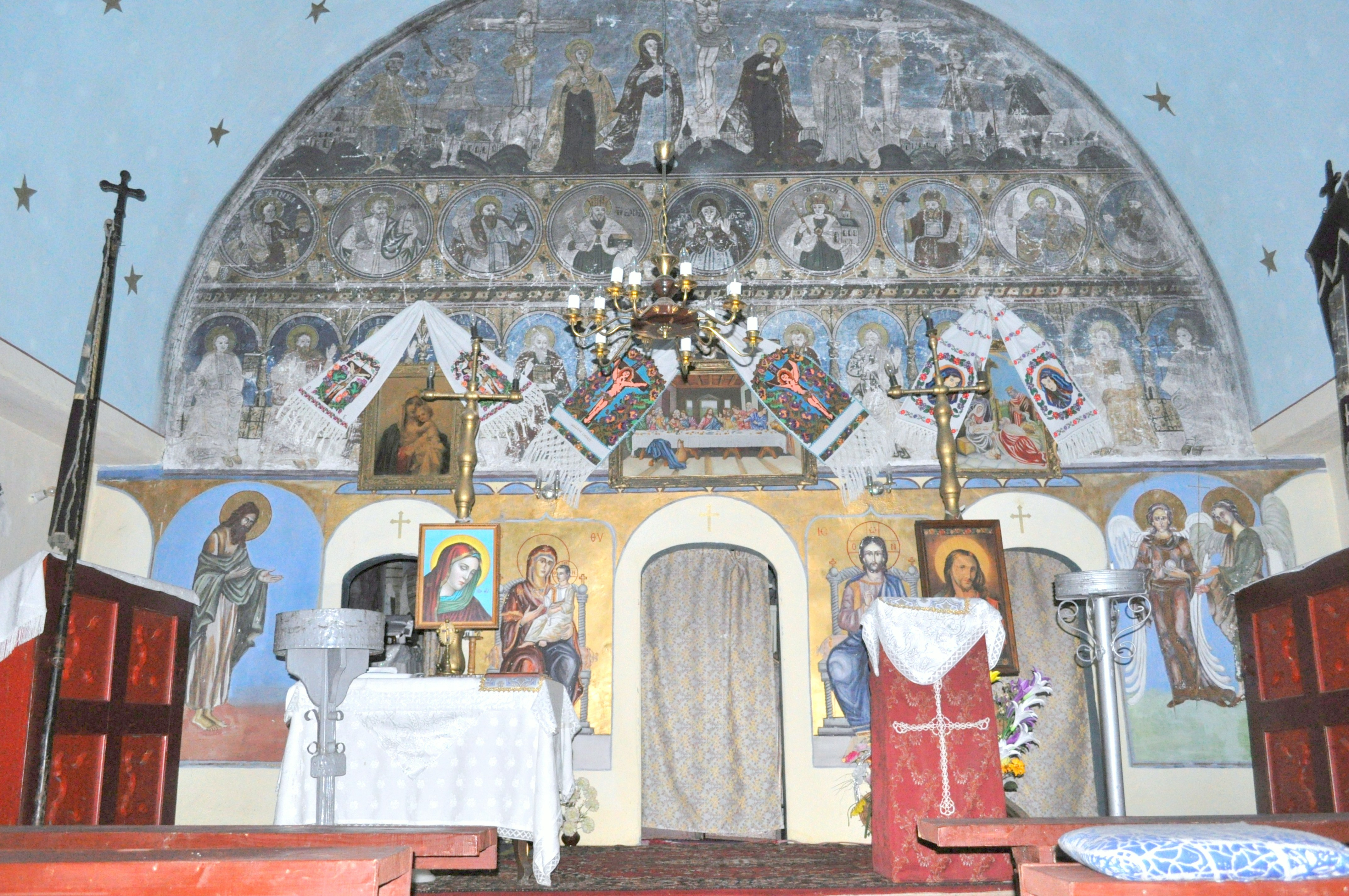
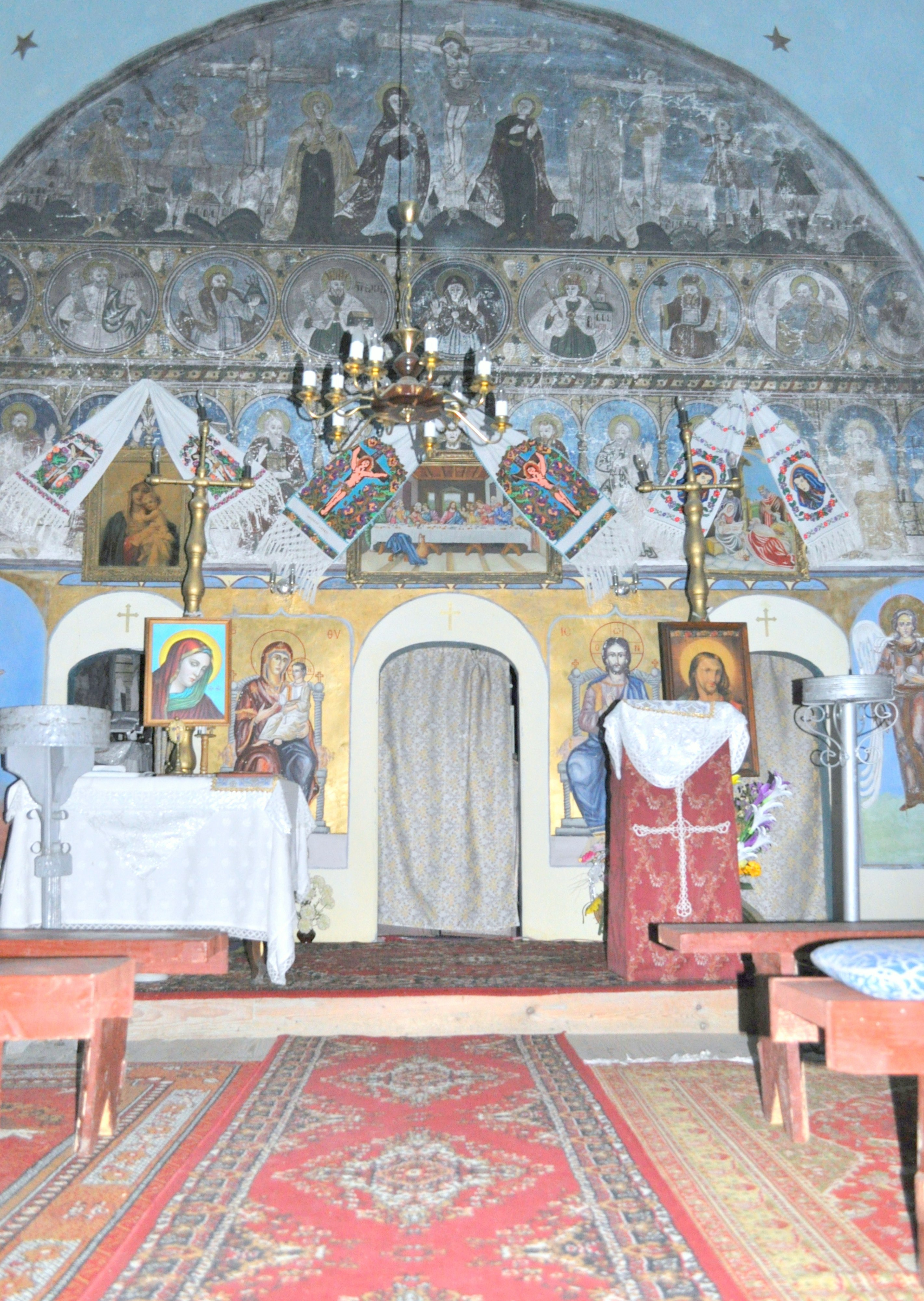
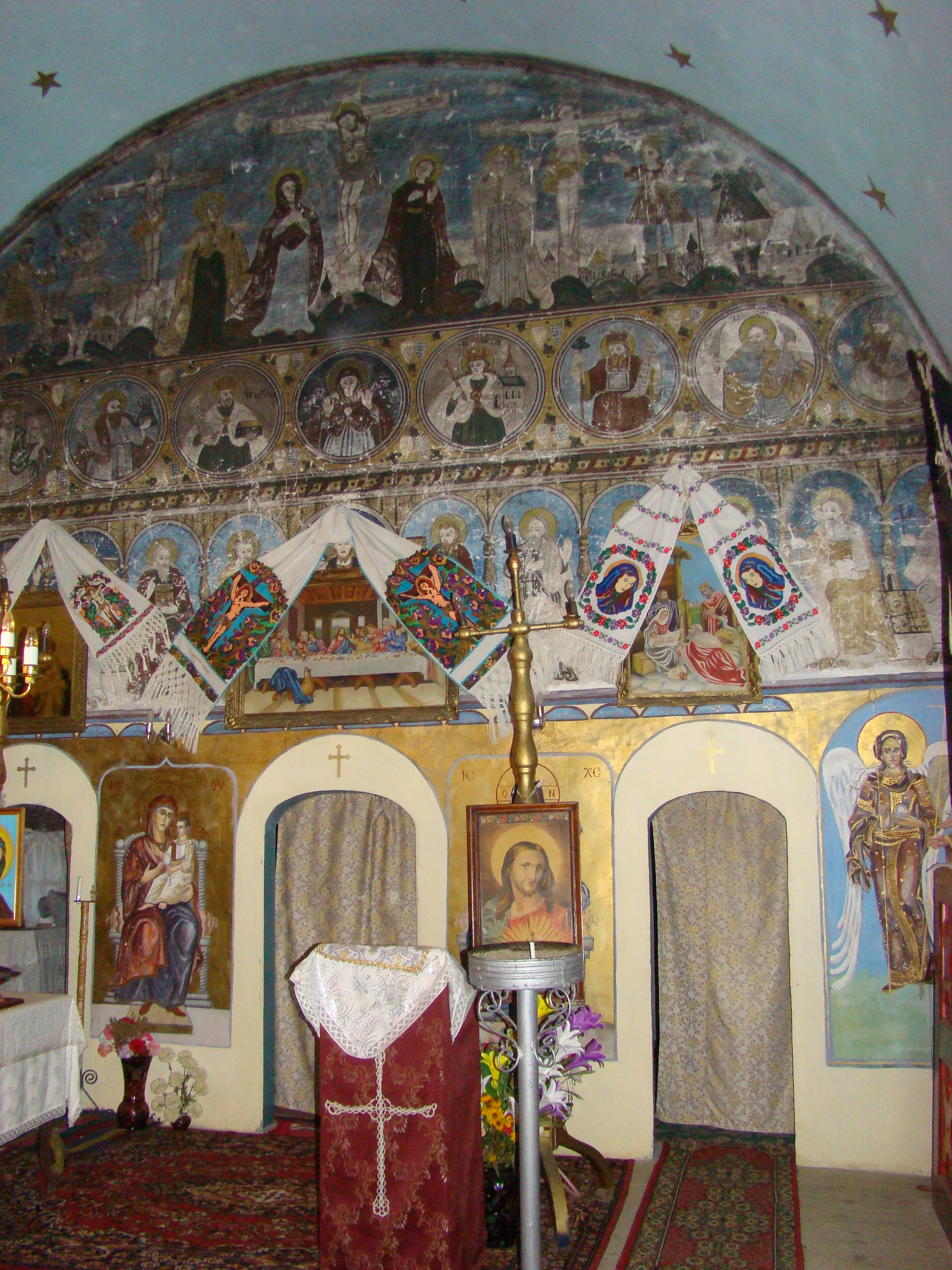
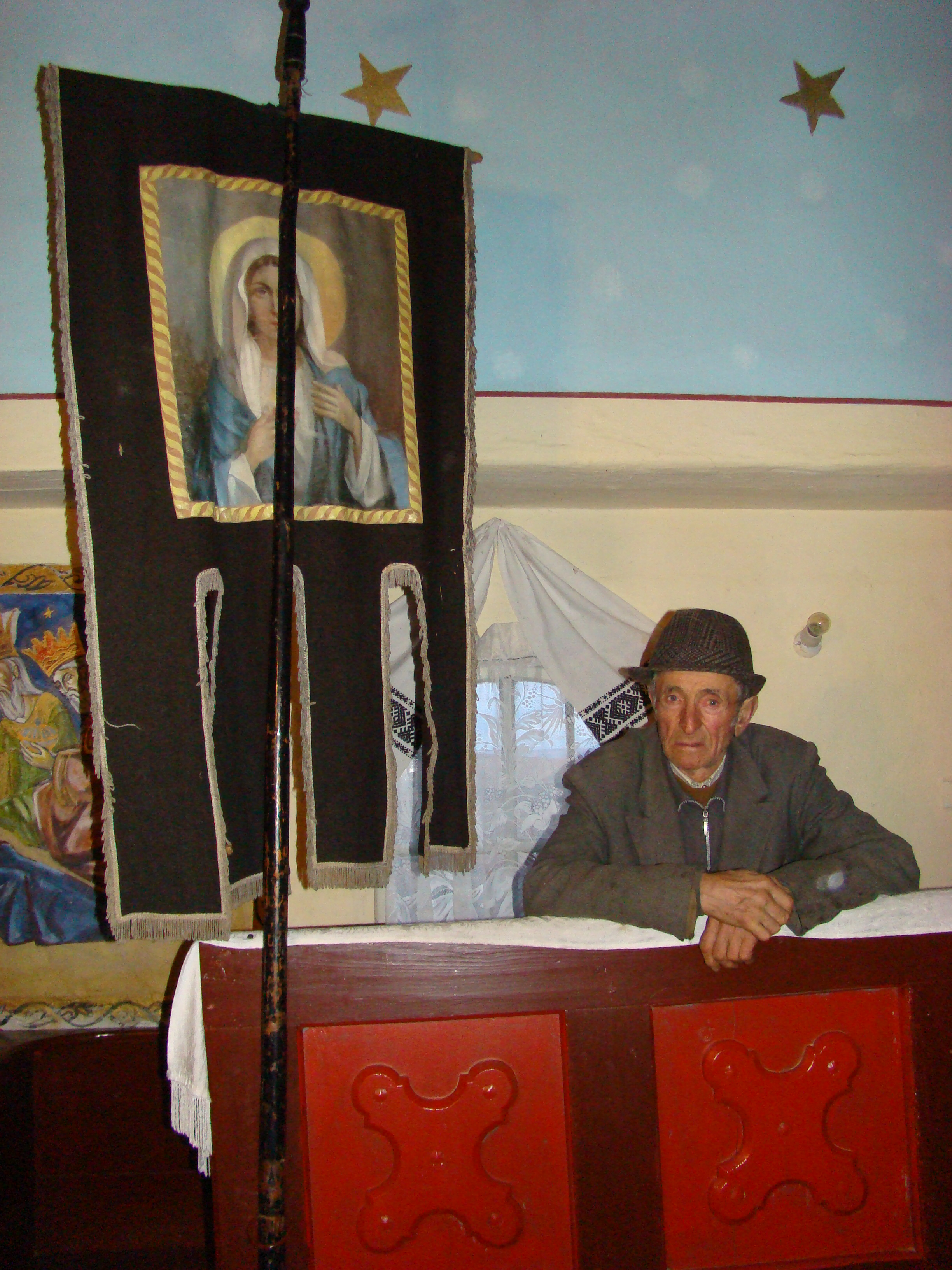
Sfătul Hosu Augustin